# Supervivientes (Espanya)
La versió espanyola de Supervivientes va començar el 10 de setembre de 2000 en la cadena Telecinco, on es van emetre dues edicions amb participants anònims. Més tard, va passar a Antena 3, on es van emetre quatre edicions sota la denominació de La Isla de los FamoSOS (amb les seves variants La Selva de los FamoSOS i Aventura en África) comptant amb personatges famosos i, en aquesta última, barrejant famosos i anònims.
El 2006, l'espai va tornar a Telecinco, recuperant el seu nom original i aquesta vegada comptant també amb personatges famosos. Des de 2019, per part seva, Telecinco comparteix el format amb Cuatro, posant en marxa el concepte de "televisió transversal" amb el traspàs de l'emissió del resum diari i de part de Supervivientes: Tierra de nadie al segon canal de Mediaset España.
Les productores que s'han encarregat de produir el reality han estat 3: Globomedia de 2000 a 2005, (6 edicions); Magnolia TV de 2006 a 2015, (8 edicions) i Bulldog TV des de 2016 (5 edicions).
Els llocs i anys en què s'ha rodat són: Hondures, entre 2007 i 2009 i entre 2011; 2014 i 2020 — 11 edicions—; Panamà, 2000; Illes Seychelles, 2001; República Dominicana, 2003 i 2006; Brasil, 2004; Kenya, 2005; i Nicaragua, 2010.
L'equip del programa està format per 270 persones; 70 d'elles treballen a Madrid i les 200 restants, en el lloc on estan els concursants.

## Presentadors

### Gal·les setmanals des de plató
| Presentador            | Professió                                      | Durada        | Edicions |
| ---------------------- | ---------------------------------------------- | ------------- | -------- |
| Paco Lobatón           | Presentador de televisió i periodista          | 2001          | 2        |
| Alonso Caparrós        | Presentador de televisió i actor               | 2003          | 3        |
| Núria Roca             | Presentadora de televisió, escriptora i actriu | 2003-2005     | 4-6      |
| Jesús Vázquez Martínez | Presentador de televisió                       | 2006-2010     | 7-11     |
| Christian Gálvez       | Presentador de televisió i escriptor           | 2009          | 10       |
| Jorge Javier Vázquez   | Presentador de televisió i actor               | 2011 / 2014-? | 12-?     |

NOTA: Després del sobtat èxit d'Operación Triunfo el presentador titular de la desena edició Jesús Vázquez Martínez va haver d'abandonar el programa per no poder presentar els dos formats alhora i va ser substituït per Christian Gálvez.

### Gales setmanals des de l'illa i resums
| Presentador            | Professió                                       | Durada      | Edicions |
| ---------------------- | ----------------------------------------------- | ----------- | -------- |
| Juanma López Iturriaga | Exjugador de bàsquet i presentador de televisió | 2000        | 1-2      |
| Paula Vázquez          | Presentadora de televisió i actriu              | 2003-2005   | 3-6      |
| José María Íñigo       | Presentador de televisió, locutor i periodista  | 2006        | 7        |
| Mario Picazo           | Presentador de televisió                        | 2007-2009   | 8-10     |
| Óscar Martínez         | Presentador de televisió                        | 2008        | 9        |
| Eva González           | Presentadora de televisió                       | 2010        | 11       |
| Raquel Sánchez Silva   | Presentadora de televisió                       | 2011 / 2014 | 12-13    |
| Lara Álvarez           | Presentadora de televisió                       | 2015-2022   | 14-21    |
| Laura Madrueño         | Presentadora de televisió i periodista          | 2023-?      | 22-?     |

### Debats setmanals
| Presentador          | Professió                                       | Durada      | Edicions |
| -------------------- | ----------------------------------------------- | ----------- | -------- |
| Alicia Ramírez       | Presentadora de televisió                       | 2005        | 6        |
| Lucía Riaño          | Presentadora de televisió                       | 2007        | 8        |
| Emma García          | Presentadora de televisió i periodista          | 2008 / 2010 | 9 / 11   |
| Daniel Domenjó       | Presentador de televisió i periodista           | 2009        | 10       |
| Christian Gálvez     | Presentador de televisió i escriptor            | 2011        | 12       |
| Álvaro de la Lama    | Presentador de televisió i locutor              | 2014        | 13       |
| Raquel Sánchez Silva | Presentadora de televisió                       | 2015        | 14       |
| Sandra Barneda       | Presentadora de televisió i periodista          | 2016-2018   | 15-17    |
| Jordi González       | Presentador de televisió                        | 2019-2021   | 18-20    |
| Ion Aramendi         | Exjugador de bàsquet i presentador de televisió | 2022-2023   | 21-22    |
| Sandra Barneda       | Presentadora de televisió i periodista          | 2024-?      | 23-?     |

### Altres gales

#### La cuenta atrás
| Presentador          | Professió                              | Durada | Edició |
| -------------------- | -------------------------------------- | ------ | ------ |
| Jorge Javier Vázquez | Presentador de televisió i actor       | 2016   | 15     |
| Sandra Barneda       | Presentadora de televisió i periodista | 2016   | 15     |
| Lara Álvarez         | Presentadora de televisió              | 2016   | 15     |

#### Tierra de nadie
| Presentador          | Professió                              | Durada       | Edicions     | Canal                                               |
| -------------------- | -------------------------------------- | ------------ | ------------ | --------------------------------------------------- |
| Jorge Javier Vázquez | Presentador de televisió i actor       | 2017-2018    | 16-17        | Telecinco - - (2017-2018)                           |
| Lara Álvarez         | Presentadora de televisió              | 2017-2022    | 16 - 21      | Telecinco - - (2017-2022) Cuatro - - (2019-2021)    |
| Carlos Sobera        | Presentador de televisió i actor       | 2019-present | 18 - present | Telecinco - - (2019-present) Cuatro - - (2019-2021) |
| Laura Madrueño       | Presentadora de televisió i periodista | 2023-present | 22-present   | Telecinco - - (2023-present)                        |

#### Última hora
| Presentador          | Professió                        | Durada | Edicions |
| -------------------- | -------------------------------- | ------ | -------- |
| Jorge Javier Vázquez | Presentador de televisió i actor | 2018   | 17       |
| Lara Álvarez         | Presentadora de televisió        | 2018   | 17       |

#### Camino a la final
| Presentador    | Professió                              | Durada | Edició |
| -------------- | -------------------------------------- | ------ | ------ |
| Sandra Barneda | Presentadora de televisió i periodista | 2018   | 17     |
| Lara Álvarez   | Presentadora de televisió              | 2018   | 17     |

#### Cuentas pendientes
| Presentador          | Professió                        | Durada | Edició |
| -------------------- | -------------------------------- | ------ | ------ |
| Jorge Javier Vázquez | Presentador de televisió i actor | 2018   | 17     |

## Supervivientes: Expedición Robinson (2000)
- 9 d'abril de 2000 - 25 de maig de 2000 (46 dies).

La primera edició, produïda per Globomedia, es va emetre a Telecinco. El programa es va gravar en Bastiments, Panamà, entre el 9 d'abril i el 25 de maig de 2000, i es va emetre entre el 10 de setembre i el 3 de desembre del mateix any. Aquesta edició va ser presentada, des de les illes i en la gala final de lliurament de premis, per Juan Manuel López Iturriaga. El guanyador va rebre 10.000.000 de pessetas, que corresponen a 60.000 euros. Eren els mateixos participants els qui, per votació, triaven el company que havia de ser expulsat cada setmana. Un dels concursants va rebre un premi per la votació del públic.

### Participants
|              |                       | Residència | Edat    | Ocupació                | Equip               | Informació                              |
| Participants |                       |            |         |                         |                     |                                         |
| ------------ | --------------------- | ---------- | ------- | ----------------------- | ------------------- | --------------------------------------- |
| Participants | Xavier Monjonell      | Girona     | 27 anys | Monitor d'esquí         | Nord/Unificació     | Guanyador (5/7)                         |
| Participants | María Elena García    | Madrid     | 25 anys | Geògrafa                | Nord/Unificació     | 2a finalista (2/7)                      |
| Participants | Aketza Sánchez        | Biscaia    | 24 anys | Socorrista              | Sud/Unificació      | 3r finalista (1/1)                      |
| Participants | Ana María Fernández   | La Corunya | 27 anys | Empresària d'hostaleria | Sud/Nord/Unificació | 3a expulsada (4/4) / 4a finalista (1/1) |
| Participants | Víctor Bodas          | Madrid     | 45 anys | Electromecànic          | Sud/Unificació      | 12è expulsat (4/5)                      |
| Participants | Jonathan García       | Madrid     | 25 anys | Operari                 | Nord/Unificació     | 11è expulsat (4/6)                      |
| Participants | Carlos Bolopo         | Barcelona  | 31 anys | Ajudant de cambra       | Sud/Unificació      | 10è expulsat (4/7)                      |
| Participants | Susana Redondo        | Madrid     | 33 anys | Hostessa                | Sud/Unificació      | 9a expulsada (7/8)                      |
| Participants | Jesús María Pérez     | Màlaga     | 33 anys | Policia local           | Sud/Unificació      | 8è expulsat (5/9)                       |
| Participants | Iratxe Luengas        | Biscaia    | 24 anys | Bioquímica              | Nord/Unificació     | 7a expulsada (4/10)                     |
| Participants | Sacha d'Ignacio       | Astúries   | 24 anys | Estudiant d'INEF        | Sud                 | 6a expulsada (4/6)                      |
| Participants | Verónica Valverde     | Madrid     | 24 anys | Hostessa de congressos  | Sud                 | 5a expulsada (5/7)                      |
| Participants | Eduard Salas          | Barcelona  | 34 anys | Traductor               | Nord                | 4t expulsat (5/6)                       |
| Participants | Juan Antonio Ruiz     | Sevilla    | 39 anys | Director comercial      | Nord                | Abandó forçat                           |
| Participants | Jane Young            | Barcelona  | 53 anys | Professora d'anglès     | Nord                | 2a expulsada (4/7)                      |
| Participants | María Elena Alconchel | Granada    | 22 anys | Mestra d'escola         | Nord                | 1a expulsada (6/8)                      |

### Estadístiques setmanals
| Xavier   | Salvat    | Salvat    | Immune    | Immune    | Salvat   | Immune    | Immune    | Salvat    | Salvat   | Salvat    | Salvat   | Salvat   | Immune   | Guanyador |  |  |
| María    | Salvada   | Salvada   | Immune    | Immune    | Salvada  | Immune    | Immune    | Salvada   | Salvada  | Salvada   | Salvada  | Immune   | Salvada  | Segona    |  |  |
| Aketza   | Immune    | Immune    | Salvat    | Salvat    | Immune   | Salvat    | Salvat    | Salvat    | Salvat   | Salvat    | Salvat   | Salvat   | Salvat   | Tercer    |  |  |
| Ana M.   | Immune    | Immune    | Exp.      | Rep.      | Salvada  | Immune    | Immune    | Salvada   | Salvada  | Immune    | Salvada  | Salvada  | Salvada  | Quarta    |  |  |
| Víctor   | Immune    | Immune    | Salvat    | Salvat    | Immune   | Salvat    | Salvat    | Salvat    | Salvat   | Salvat    | Salvat   | Salvat   | Expulsat |           |  |  |
| Jonathan | Salvat    | Salvat    | Immune    | Immune    | Salvat   | Immune    | Immune    | Salvat    | Salvat   | Salvat    | Immune   | Expulsat |          |           |  |  |
| Carlos   | Immune    | Immune    | Salvat    | Salvat    | Immune   | Salvat    | Salvat    | Salvat    | Salvat   | Salvat    | Expulsat |          |          |           |  |  |
| Susana   | Immune    | Immune    | Salvada   | Salvada   | Immune   | Salvada   | Salvada   | Salvada   | Salvada  | Expulsada |          |          |          |           |  |  |
| Jesús    | Immune    | Immune    | Salvat    | Salvat    | Immune   | Salvat    | Salvat    | Immune    | Expulsat |           |          |          |          |           |  |  |
| Iratxe   | Salvada   | Salvada   | Immune    | Immune    | Salvada  | Immune    | Immune    | Expulsada |          |           |          |          |          |           |  |  |
| Sacha    | Immune    | Immune    | Salvada   | Salvada   | Immune   | Salvada   | Expulsada |           |          |           |          |          |          |           |  |  |
| Verónica | Immune    | Immune    | Salvada   | Salvada   | Immune   | Expulsada |           |           |          |           |          |          |          |           |  |  |
| Eduard   | Salvat    | Salvat    | Immune    | Immune    | Expulsat |           |           |           |          |           |          |          |          |           |  |  |
| Juan A.  | Salvat    | Salvat    | A.Forzado | A.Forzado |          |           |           |           |          |           |          |          |          |           |  |  |
| Jane     | Salvada   | Expulsada |           |           |          |           |           |           |          |           |          |          |          |           |  |  |
| M. Elena | Expulsada |           |           |           |          |           |           |           |          |           |          |          |          |           |  |  |

## Supervivientes: Expedición Robinson (2001)
- 9 de setembre de 2001 - 13 de desembre de 2001 (95 dies).

La segona edició es va filmar en les Illes Seychelles entre el 9 de setembre i el 13 de desembre de 2001, encara que es va emetre entre el 16 de setembre i el 20 de desembre. Va ser presentada per Paco Lobatón des de Madrid i per Juan Manuel López Iturriaga, de nou, des de l'illa. El guanyador va rebre 20.000.000 de pessetes (120.000 euros). Es gravava amb una setmana d'antelació a l'emissió, encara que les gales en plató s'emetien en directe. Igual que en la primera edició, els companys triaven a l'expulsat cada setmana i també, en última instància, al guanyador, mentre que el públic en l'últim programa va donar un premi especial a un altre dels concursants, el de "Supervivent Popular", dotat amb 3.000.000 de pessetes (18.000 euros).

### Participants
|              |                               | Residència | Edat    | Ocupació                            | Equip               | Informació               |
| ------------ | ----------------------------- | ---------- | ------- | ----------------------------------- | ------------------- | ------------------------ |
| Participants | Alfredo Cortina, "Freddy"     | València   | 26 anys | Jugador de golf professional        | Nord/Sud/Unificació | Guanyador (6/7)          |
| Participants | Antonio Amate                 | Almeria    | 49 anys | Operador de telefonia               | Sud/Unificació      | 2a finalista (1/7)       |
| Participants | Esther Barcena                | Madrid     | 21 anys | Actriu i model                      | Nord/Unificació     | 3a finalista (Perd duel) |
| Participants | Andrés Sanz                   | Barcelona  | 28 anys | Entrenador de mamífers marins       | Sud/Unificació      | 12° expulsat (3/4)       |
| Participants | Francesca Caballería          | Tarragona  | 49 anys | Treballadora en la seguretat social | Nord/Unificació     | 11a expulsada (4/5)      |
| Participants | Beatriz Sánchez               | Còrdova    | 28 anys | Mestra d'educació física            | Sud/Unificació      | 10a expulsada (4/6)      |
| Participants | Amagoia Caño                  | Guipúscoa  | 25 anys | Cambrera                            | Nord/Unificació     | 9a expulsada (4/7)       |
| Participants | José Joaquín López, "Kaky"    | Cadis      | 43 anys | Empresari                           | Sud/Nord/Unificació | 8° expulsat (4/8)        |
| Participants | María Peñate                  | Las Palmas | 34 anys | Relacions públiques                 | Sud/Unificació      | 7a expulsada (5/9)       |
| Participants | Adriana Ortemberg             | Barcelona  | 38 anys | Periodista                          | Sud/Unificació      | 6a expulsada (6/10)      |
| Participants | Ricardo Agulló                | Madrid     | 38 anys | Propietari de magatzem de fustes    | Nord                | 5° expulsat (3/5)        |
| Participants | Domingo Alemán                | Las Palmas | 47 anys | Tècnic de manteniment               | Sud                 | 4° expulsat (6/7)        |
| Participants | Egoitz Lorenzo                | Àlaba      | 24 anys | Encarregat de manteniment           | Nord                | Abandó voluntari         |
| Participants | Rosa María Escobar, "Rosy"    | València   | 35 anys | Dependenta                          | Sud                 | 3a expulsada (7/8)       |
| Participants | Israel Pallol, "Coco"         | Madrid     | 27 anys | Dependent de botiga d'animals       | Nord                | 2° expulsat (6/7)        |
| Participants | María Teresa Portela, "Mayte" | Pontevedra | 38 anys | Estudiant de llenguatge per a sords | Nord                | 1a expulsada (5/8)       |

### Estadístiques setmanals
|           | Gala 1    | Gala 2   | Gala 3    | Gala 4   | Gala 5   | Gala 6    | Gala 7    | Gala 8   | Gala 9    | Gala 10   | Gala 11   | Gala 12  | Final     |
| --------- | --------- | -------- | --------- | -------- | -------- | --------- | --------- | -------- | --------- | --------- | --------- | -------- | --------- |
| Freddy    | Salvat    | Immune   | Immune    | Immune   | Immune   | Salvat    | Salvat    | Salvat   | Salvat    | Immune    | Salvat    | Immune   | Guanyador |
| Amate     | Immune    | Salvat   | Salvat    | Salvat   | Immune   | Immune    | Immune    | Salvat   | Salvat    | Salvat    | Salvat    | Salvat   | Segon     |
| Esther    | Salvada   | Immune   | Immune    | Immune   | Salvada  | Immune    | Salvada   | Salvada  | Salvada   | Salvada   | Salvada   | Salvada  | Tercera   |
| Andrés    | Immune    | Salvat   | Salvat    | Salvat   | Immune   | Immune    | Salvat    | Salvat   | Salvat    | Salvat    | Immune    | Expulsat |           |
| Francesca | Salvada   | Immune   | Immune    | Immune   | Salvada  | Salvada   | Salvada   | Salvada  | Immune    | Salvada   | Expulsada |          |           |
| Beatriz   | Immune    | Salvada  | Salvada   | Salvada  | Immune   | Salvada   | Salvada   | Salvada  | Salvada   | Expulsada |           |          |           |
| Amagoia   | Salvada   | Immune   | Immune    | Immune   | Salvada  | Immune    | Salvada   | Salvada  | Expulsada |           |           |          |           |
| Kaky      | Immune    | Salvat   | Salvat    | Salvat   | Exento   | Salvat    | Salvat    | Expulsat |           |           |           |          |           |
| María     | Immune    | Salvada  | Salvada   | Salvada  | Immune   | Salvada   | Expulsada |          |           |           |           |          |           |
| Adriana   | Immune    | Salvada  | Salvada   | Salvada  | Immune   | Expulsada |           |          |           |           |           |          |           |
| Ricardo   | Salvat    | Immune   | Immune    | Immune   | Expulsat |           |           |          |           |           |           |          |           |
| Domingo   | Immune    | Salvat   | Salvat    | Expulsat |          |           |           |          |           |           |           |          |           |
| Egoitz    | Salvat    | Immune   | Immune    | Abandono |          |           |           |          |           |           |           |          |           |
| Rosy      | Immune    | Salvada  | Expulsada |          |          |           |           |          |           |           |           |          |           |
| Coco      | Salvat    | Expulsat |           |          |          |           |           |          |           |           |           |          |           |
| Mayte     | Expulsada |          |           |          |          |           |           |          |           |           |           |          |           |

* En la setmana 8 no va haver-hi joc d'immunitat a causa d'una sanció.

## La Isla de los FamoS.O.S. (2003)
- 23 de gener de 2003 - 27 de febrer de 2003 (35 dies).

El format Supervivents va passar a les mans d'Antena 3. L'adaptació des del format original a la versió amb famosos va comportar alguns canvis en aquesta primera temporada, com el ser només un equip de 8 components o el procés de nominació, ja que en realitzar-se l'emissió per primera vegada amb el retard d'un dia comú a uns altres realities, ara seria el públic qui decidiria a l'expulsat d'entre els dos nominats pels companys. Aquesta edició, dirigida per Patxi Alonso - com les tres següents - va ser presentada per Paula Vázquez des de l'illa i per Alonso Caparrós des de plató. Es va rodar en la República Dominicana i als 8 concursants inicials, s'afegiria la Miss Espanya María José Besora com a substituta de Nani Gaitán.
El procés de nominacions consistia en dues gales setmanals. En la primera, cada concursant donaria un vot a un altre company, sent el més votat el primer nominat. Durant la setmana, mitjançant una prova, es triaria al líder, qui decidiria el nom del segon nominat.

### Participants
|              |                   | Procedència     | Edat    | Ocupació                                          | Setmanes líder | Setmanes nominat | Informació           |
| ------------ | ----------------- | --------------- | ------- | ------------------------------------------------- | -------------- | ---------------- | -------------------- |
| Participants | Daniela Cardone   | Madrid          | 38 anys | Modelo                                            | 2a             | 5a               | Guanyadora (79,4%)   |
| Participants | Ismael Beiro      | Cádiz           | 27 anys | Guanyador de Gran Hermano 1                       | 1a, 4a i 5a    | Mai              | 2n finalista (20,6%) |
| Participants | Miguel Temprano   | Madrid          | 39 anys | Periodista del cor                                | Mai            | 2a               | 3r finalista         |
| Participants | Pablo Martín      | Albacete        | 25 anys | Model, Míster Espanya 2001                        | Mai            | 3a, 4a i 5a      | 5º expulsat (50,9%)  |
| Participants | Alejandra Prat    | Madrid          | 25 anys | Presentadora de televisió i filla de Joaquín Prat | 3a             | 4a               | 4a expulsada (77%)   |
| Participants | María José Besora | Múrcia          | 27 anys | Model, Miss Espanya 1998                          | Mai            | 3a               | 3a expulsada (69%)   |
| Participants | Paola Santoni     | Ciutat de Mèxic | 34 anys | Filla d'Espartaco Santoni                         | Mai            | 2a               | 2a expulsada (59%)   |
| Participants | Nani Gaitán       | Córdoba         | 27 anys | Presentadora de televisió i model                 | Mai            | 1a               | Abandó voluntari     |
| Participants | Máximo Valverde   | Sevilla         | 58 anys | Actor                                             | Mai            | 1a               | 1er expulsat (84%)   |

### Estadístiques setmanals
|           | Gala 0 | Gala 1   | Gala 2   | Gala 3   | Gala 4    | Gala 5   | Gala 6    | Gala 7   | Gala 8    | Gala 9   | Gala 10   | Final      |
| --------- | ------ | -------- | -------- | -------- | --------- | -------- | --------- | -------- | --------- | -------- | --------- | ---------- |
| Daniela   | Entra  | Salvada  | Exempta  | Immune   | Exempta   | Salvada  | Exempta   | Salvada  | Exempta   | Nominada | Finalista | Guanyadora |
| Ismael    | Entra  | Immune   | Exempt   | Salvat   | Exempt    | Salvat   | Exempt    | Immune   | Exempt    | Immune   | Finalista | Segon      |
| Miguel    | Entra  | Salvat   | Exempt   | Nominat  | Salvat    | Salvat   | Exempt    | Salvat   | Exempt    | Salvat   | Finalista | Tercer     |
| Pablo     | Entra  | Salvat   | Exempt   | Salvat   | Exempt    | Nominat  | Salvat    | Nominat  | Salvat    | Nominat  | Expulsat  |            |
| Alejandra | Entra  | Salvada  | Exempta  | Salvada  | Exempt    | Immune   | Exempta   | Nominada | Expulsada |          |           |            |
| Mª José   |        |          |          | Entra    | Exempta   | Nominada | Expulsada |          |           |          |           |            |
| Paola     | Entra  | Salvada  | Exempta  | Nominada | Expulsada |          |           |          |           |          |           |            |
| Nani      | Entra  | Nominada | Abandono |          |           |          |           |          |           |          |           |            |
| Máximo    | Entra  | Nominat  | Expulsat |          |           |          |           |          |           |          |           |            |

## La Isla de los FamoS.O.S. 2 (2003)
- 7 de maig de 2003 - 25 de juny de 2003 (49 dies).

Antena 3 va emetre aquesta mateixa temporada una segona part que ampliava la durada i el nombre de concursants. Paula Vázquez va continuar amb les labors de presentació des de la platja, i en plató va estar Nuria Roca. En aquesta ocasió els robinsones van ser separats en dos equips, a manera de tribus, anomenats Macorix i Yamasá, tal com s'havien format en la primera gala per elecció dels mateixos concursants. El públic va ser l'encarregat de triar als capitans de cada equip; van ser Silvia Fominaya i Jeannette Rodríguez les seleccionades. La tribu guanyadora triava el nom del segon nominat després de la competició per equips, en comptes de fer-lo el seu líder com en l'anterior edició.

### Participants
|              |                     | Procedència  | Edat    | Tribu           | Ocupació                               | Setmanes líder | Setmanes nominat       | Informació             |
| ------------ | ------------------- | ------------ | ------- | --------------- | -------------------------------------- | -------------- | ---------------------- | ---------------------- |
| Participants | Felipe López        | La Corunya   | 23 anys | Yamasá//Naca'an | Nedador i exparella de Lara Dibildos   | 8a, 9a i 13a   | 12a i 14a              | Guanyador (65,77%)     |
| Participants | María Pineda (†)    | Madrid       | 37 anys | Macorix/Naca'an | Model i exparella de Joaquín Cortés    | 11a            | Mai                    | 2a finalista (34,23%)  |
| Participants | Marć Ostarcević     | Madrid       | 61 anys | Yamasá/Naca'an  | Exmarit de Norma Duval                 | 12a            | 6a, 13a i 14a          | 14è expulsat (61,96%)  |
| Participants | Santiago Urrialde   | Madrid       | 37 anys | Yamasá/Naca'an  | Humorista i actor                      | 10a            | 7a i 13a               | 13er expulsat (72,59%) |
| Participants | Vania Millán        | Madrid       | 25 anys | Macorix/Naca'an | Model, Miss Espanya 2002               | Mai            | 8a, 9a, 10a, 11a i 12a | 12è expulsada (55,95%) |
| Participants | Coral Bistuer       | Madrid       | 38 anys | Yamasá/Naca'an  | Campiona de Taekwondo                  | Mai            | 2a i 11a               | 11a expulsada (64,98%) |
| Participants | Paco Vegara         | Cadis        | 41 anys | Macorix/Naca'an | Presentador de televisió               | Mai            | 10a                    | 10è expulsat (77,89%)  |
| Participants | Jorge Salati        | Buenos Aires | 38 anys | Macorix/Naca'an | Empresari i exparella de Marta Sánchez | Mai            | 3a i 9a                | 9è expulsat (69,76%)   |
| Participants | Jeannette Rodríguez | Caracas      | 41 anys | Yamasá/Naca'an  | Actriu de telenovel·les                | Mai            | 8a                     | 8a expulsada (75,78%)  |
| Participants | Isaac Vidjrakou     | Barcelona    | 25 anys | Macorix/Naca'an | Model, Míster Espanya 2002             | Mai            | 4a, 5a i 7a            | 7è expulsat (79%)      |
| Participants | Elsa Anka           | Barcelona    | 37 anys | Yamasá          | Presentadora de televisió              | Mai            | 6a                     | 6a expulsada (96%)     |
| Participants | Fayna Bethencourt   | Las Palmas   | 25 anys | Macorix         | Concursant de Gran Hermano 2           | Mai            | 5a                     | 5a expulsada (50,88%)  |
| Participants | Alejandra Grepi     | Madrid       | 41 anys | Macorix         | Actriu                                 | Mai            | 4a                     | 4a expulsada (51,04%)  |
| Participants | Àsdrubal Ametller   | l'Havana     | 26 anys | Macorix         | Model i exparella de Bibiana Fernández | Mai            | 3a                     | 3r expulsat (69%)      |
| Participants | Silvia Fominaya     | Madrid       | 26 anys | Macorix         | Presentadora de televisió              | Mai            | Mai                    | Abandó voluntari       |
| Participants | Pilar Soto          | Madrid       | 25 anys | Yamasá          | Actriu i presentadora de televisió     | Mai            | 1a i 2a                | 2a expulsada (88,54%)  |
| Participants | Nacho Sierra        | Madrid       | 33 anys | Yamasá          | Col·laborador de Crónicas Marcianas    | Mai            | 1a                     | 1er expulsat (70%)     |

### Estadístiques setmanals
|           | Gala 0   | Gala 1   | Gala 2    | Gala 3   | Gala 4    | Gala 5    | Gala 6    | Gala 7   | Gala 8    | Gala 9   | Gala 10  | Gala 11   | Gala 12   | Gala 13  | Gala 14   | Final     |
| --------- | -------- | -------- | --------- | -------- | --------- | --------- | --------- | -------- | --------- | -------- | -------- | --------- | --------- | -------- | --------- | --------- |
| Felipe    | Entra    | Salvat   | Salvat    | Immune   | Immune    | Immune    | Salvat    | Salvat   | Immune    | Immune   | Salvat   | Salvat    | Nominat   | Immune   | Nominat   | Guanyador |
| María     | Entra    | Immune   | Immune    | Salvada  | Salvada   | Salvada   | Immune    | Salvada  | Salvada   | Salvada  | Salvada  | Immune    | Salvada   | Salvada  | Finalista | Segona    |
| Marc      | Entra    | Salvat   | Salvat    | Immune   | Immune    | Immune    | Nominat   | Salvat   | Salvat    | Salvat   | Salvat   | Salvat    | Immune    | Nominat  | Expulsat  |           |
| Santiago  | Entra    | Salvat   | Salvat    | Immune   | Immune    | Immune    | Salvat    | Nominat  | Salvat    | Salvat   | Immune   | Salvat    | Salvat    | Expulsat |           |           |
| Vania     | Entra    | Immune   | Immune    | Salvada  | Salvada   | Salvada   | Immune    | Immune   | Nominada  | Nominada | Nominada | Nominada  | Expulsada |          |           |           |
| Coral     | Entra    | Salvada  | Nominada  | Immune   | Immune    | Immune    | Salvada   | Immune   | Salvada   | Salvada  | Salvada  | Expulsada |           |          |           |           |
| Paco      | Entra    | Immune   | Immune    | Salvat   | Salvat    | Salvat    | Immune    | Salvat   | Salvat    | Salvat   | Expulsat |           |           |          |           |           |
| Jorge     | Entra    | Immune   | Immune    | Nominat  | Salvat    | Salvat    | Immune    | Salvat   | Salvat    | Expulsat |          |           |           |          |           |           |
| Jeannette | Favorita | Salvada  | Salvada   | Immune   | Immune    | Immune    | Salvada   | Salvada  | Expulsada |          |          |           |           |          |           |           |
| Isaac     | Entra    | Immune   | Immune    | Salvat   | Nominat   | Nominat   | Immune    | Expulsat |           |          |          |           |           |          |           |           |
| Elsa      | Entra    | Salvada  | Salvada   | Immune   | Immune    | Immune    | Expulsada |          |           |          |          |           |           |          |           |           |
| Fayna     |          |          |           | Entra    | Salvada   | Expulsada |           |          |           |          |          |           |           |          |           |           |
| Alejandra | Entra    | Immune   | Immune    | Salvada  | Expulsada |           |           |          |           |          |          |           |           |          |           |           |
| Asdrúbal  | Entra    | Immune   | Immune    | Expulsat |           |           |           |          |           |          |          |           |           |          |           |           |
| Silvia    | Favorita | Immune   | Abandono  |          |           |           |           |          |           |          |          |           |           |          |           |           |
| Pilar     | Entra    | Nominada | Expulsada |          |           |           |           |          |           |          |          |           |           |          |           |           |
| Nacho     | Entra    | Expulsat |           |          |           |           |           |          |           |          |          |           |           |          |           |           |

## La Selva de los FamoS.O.S. (2004)
- 14 de gener de 2004 - 10 de març de 2004 (56 dies).

La Selva de los famoSOS és la continuació del concurs de supervivència d'Antena 3. Si les dues primeres versions del Supervivientes de famosos es van realitzar en una illa, en aquesta ocasió seria en la selva amazònica on conviurien els concursants. Aquests serien separats en dos equips de 8 supervivents cadascun, on inicialment serien nois contra noies, per a posteriorment dividir-se en dues tribus mixtes. El procés de nominacions i expulsions es va mantenir igual a l'edició anterior, excepte amb dues excepcions. El segon nominat el triaria en aquesta ocasió el primer triat per a enfrontar-se a la decisió de l'audiència, no el líder de l'equip contrari. A més, els dos nominats haurien d'enfrontar-se en un cara a cara on discutirien sobre la seva relació, els motius de les nominacions o la seva estada en el programa. Paula Vázquez i Nuria Roca es van mantenir al capdavant de la presentació.

### Participants
|              |                            | Procedència      | Edat    | Tribu                 | Ocupació                            | Setmanes líder    | Setmanes nominat  | Informació                      |
| ------------ | -------------------------- | ---------------- | ------- | --------------------- | ----------------------------------- | ----------------- | ----------------- | ------------------------------- |
| Participants | José Antonio Canales       | Cadis            | 29 anys | Homes/Sud/Unificació  | Torero                              | 10a               | 9a, 12a i 14a     | Guanyador (63%)                 |
| Participants | Miky Oca                   | Madrid           | 33 anys | Homes/Nord/Unificació | Jugador de waterpolo                | 8a, 9a, 14a i 15a | 3a i 7a           | 2° finalista (37%)              |
| Participants | José Manuel Soto           | Sevilla          | 42 anys | Homes/Sud/Unificació  | Cantant                             | Mai               | 13a i 15a         | 3r finalista (23%)              |
| Participants | Blanca Fernández Ochoa (†) | Madrid           | 40 anys | Dones/Nord/Unificació | Esquiadora                          | 13a               | 15a               | 15a expulsada                   |
| Participants | Laura Manzanedo            | Madrid           | 27 anys | Dones/Sud/Unificació  | Actriu                              | Mai               | 6a, 9a i 14a      | 9a(56,8%) i 14a expulsada (70%) |
| Participants | Veruska Ramírez            | Táchira          | 24 anys | Dones/Nord/Unificació | Model, Miss Veneçuela 1997          | 9a i 11a          | 4a, 8a, 10a i 13a | 13a expulsada (71%)             |
| Participants | Bigote Arrocet             | Santiago de Xile | 54 anys | Homes/Sud/Unificació  | Humorista                           | Mai               | 5a, 11a i 12a     | 12° expulsat (67%)              |
| Participants | Leticia Sabater            | Barcelona        | 37 anys | Unificació            | Presentadora de televisió           | Mai               | 11a               | 11a expulsada (76%)             |
| Participants | Charo Reina                | Sevilla          | 43 anys | Dones/Nord/Unificació | Cantant de cobla i actriu           | Mai               | 2a i 10a          | 10a expulsada (83%)             |
| Participants | Sylvia Pantoja             | Sevilla          | 34 anys | Dones/Sud/Unificació  | Cantant                             | 9a                | 8a                | 8a expulsada (53%)              |
| Participants | Luis Lorenzo Crespo        | Madrid           | 38 anys | Homes/Nord/Unificació | Actor                               | Mai               | 7a                | 7° expulsat (71%)               |
| Participants | Eugenia Santana            | Las Palmas       | 29 anys | Dones/Sud             | Model, Miss España 1993             | Mai               | 6a                | 6a expulsada (91%)              |
| Participants | Silvia Tortosa             | Barcelona        | 56 anys | Dones/Sud             | Actriu i presentadora               | Mai               | 5a                | 5a expulsada (84%)              |
| Participants | Peio Ruiz Cabestany        | Guipúscoa        | 41 anys | Homes/Nord            | Ciclista                            | Mai               | 4a                | 4° expulsat (53%)               |
| Participants | Alberto Comesaña           | Pontevedra       | 42 anys | Homes                 | Cantant d'Amistades Peligrosas      | Mai               | 1a i 3a           | 3r expulsat (66%)               |
| Participants | Elsa Olsen                 | Madrid           | 35 anys | Dones                 | Presentadora de televisió           | Mai               | 2a                | 2a expulsada (82%)              |
| Participants | Guillermo Furiase          | Madrid           | 56 anys | Homes                 | Empresari, exmarit de Lolita Flores | Mai               | 1a                | 1er expulsat (61%)              |

### Estadístiques setmanals
|           | Gala 1  | Gala 2   | Gala 3    | Gala 4   | Gala 5   | Gala 6    | Gala 7    | Gala 8   | Gala 9    | Gala 10   | Gala 11   | Gala 12   | Gala 13  | Gala 14   | Gala 15   | Gala 15   | Final     |
| --------- | ------- | -------- | --------- | -------- | -------- | --------- | --------- | -------- | --------- | --------- | --------- | --------- | -------- | --------- | --------- | --------- | --------- |
| Canales   | Salvat  | Immune   | Salvat    | Immune   | Salvat   | Salvat    | Immune    | Salvat   | Nominat   | Immune    | Salvat    | Nominat   | Salvat   | Nominat   | Salvat    | Finalista | Guanyador |
| Miky      | Salvat  | Immune   | Nominat   | Salvat   | Immune   | Immune    | Nominat   | Immune   | Salvat    | Salvat    | Salvat    | Salvat    | Salvat   | Immune    | Immune    | Finalista | Segon     |
| J.Manuel  | Salvat  | Immune   | Salvat    | Immune   | Salvat   | Salvat    | Immune    | Salvat   | Salvat    | Salvat    | Salvat    | Salvat    | Nominat  | Salvat    | Nominat   | Finalista | Tercer    |
| Blanca    | Immune  | Salvada  | Immune    | Salvada  | Immune   | Immune    | Salvada   | Salvada  | Salvada   | Salvada   | Salvada   | Salvada   | Immune   | Salvada   | Nominada  | Expulsada |           |
| Laura     | Immune  | Salvada  | Immune    | Immune   | Salvada  | Nominada  | Immune    | Salvada  | Nominada  | Expulsada | Repesca   | Salvada   | Salvada  | Nominada  | Expulsada |           |           |
| Veruska   | Immune  | Salvada  | Immune    | Nominada | Immune   | Immune    | Salvada   | Nominada | Immune    | Nominada  | Immune    | Salvada   | Nominada | Expulsada |           |           |           |
| Bigote    | Salvat  | Immune   | Salvat    | Immune   | Nominat  | Salvat    | Immune    | Salvat   | Salvat    | Salvat    | Nominat   | Nominat   | Expulsat |           |           |           |           |
| Leticia   |         |          |           |          |          | Entra     | Exenta    | Salvada  | Salvada   | Salvada   | Nominada  | Expulsada |          |           |           |           |           |
| Charo     | Immune  | Nominada | Immune    | Salvada  | Immune   | Immune    | Salvada   | Salvada  | Salvada   | Nominada  | Expulsada |           |          |           |           |           |           |
| Silvia P  | Immune  | Salvada  | Immune    | Immune   | Salvada  | Salvada   | Immune    | Nominada | Expulsada |           |           |           |          |           |           |           |           |
| Luis      | Salvat  | Immune   | Salvat    | Salvat   | Immune   | Immune    | Nominat   | Expulsat |           |           |           |           |          |           |           |           |           |
| Eugenia   | Immune  | Salvada  | Immune    | Immune   | Salvada  | Nominada  | Expulsada |          |           |           |           |           |          |           |           |           |           |
| Silvia T  | Immune  | Salvada  | Immune    | Immune   | Nominada | Expulsada |           |          |           |           |           |           |          |           |           |           |           |
| Peio      | Salvat  | Immune   | Salvat    | Nominat  | Expulsat |           |           |          |           |           |           |           |          |           |           |           |           |
| Alberto   | Nominat | Immune   | Nominat   | Expulsat |          |           |           |          |           |           |           |           |          |           |           |           |           |
| Elsa      | Immune  | Nominada | Expulsada |          |          |           |           |          |           |           |           |           |          |           |           |           |           |
| Guillermo | Nominat | Expulsat |           |          |          |           |           |          |           |           |           |           |          |           |           |           |           |

- En la gala 3 els concursants van passar d'estar en els equips, Homes & Dones, a reestructurar-se en 2 nous equips: Nord & Sud
- En la gala 7 es va efectuar la unificació però les nominacions i el joc d'immunitat van ser encara per equips.

## Aventura en África (2005)
- 11 de gener de 2005 - 15 de març de 2005 (63 dies).

En aquesta ocasió, el format uneix a anònims i famosos en una mateixa edició, dividint-los en dos grups de 8 membres cadascun: Masai per als famosos i Samburu per als anònims. Com ve succeint en les anteriors edicions, la fase de grups és prèvia a la unificació de concursants. Per a l'enregistrament d'aquesta edició l'equip es trasllada a Kenya. De nou, Paula Vázquez i Nuria Roca són les presentadores encara que, com a novetat en aquesta edició, cada resum compta també amb un debat, el qual és moderat per Alicia Ramírez.

### Participants
|              |                         | Procedència       | Edat    | Tribu              | Ocupació                     | Setmanes líder     | Setmanes nominat            | Informació                         |
| ------------ | ----------------------- | ----------------- | ------- | ------------------ | ---------------------------- | ------------------ | --------------------------- | ---------------------------------- |
| Participants | Víctor Janeiro          | Cadis             | 25 anys | Masai/Unificació   | Torero                       | 9a, 12a, 16a i 17a | 13a                         | Guanyador (59,2%)                  |
| Participants | Raquel Muriel           | Madrid            | 26 anys | Samburu/Unificació | Anònima / Model              | 14a                | 7a, 11a, 12a, 15a, 16a, 17a | 2a finalista (40,8%)               |
| Participants | Javier Castillejo       | Madrid            | 36 anys | Masai/Unificació   | Boxador                      | 7a, 11a, 13a i 15a | 8a i 17a                    | 17è expulsat (34,8%)               |
| Participants | Rebeca Pous             | Barcelona         | 30 anys | Masai/Unificació   | Cantant                      | Mai                | 4a, 10a, 14a i 16a          | 10a (53%) i 16a expulsada (51%)    |
| Participants | María Abradelo          | Castelló          | 35 anys | Masai/Unificació   | Presentadora de televisió    | Mai                | 9a i 15a                    | 9a (75,9%) i 15a expulsada (81,4%) |
| Participants | Milagros Andreu, "Mili" | Madrid / Zaragoza | 39 anys | Samburu/Unificació | Anònima / Vedette            | Mai                | 1a, 8a i 14a                | 8a (59%) i 14a expulsada (52%)     |
| Participants | Pocholo Martínez-Bordiú | Eivissa           | 42 anys | Unificació         | Gendre de Adolfo Suárez      | Mai                | 9a, 10a i 13a               | 13er expulsat (51%)                |
| Participants | José Ramón Villar       | La Corunya        | 30 anys | Samburu/Unificació | Model, Míster Espanya 1996   | 10a                | 12a                         | 12è expulsat (56%)                 |
| Participants | Natalia Más             | Barcelona         | 26 anys | Unificació         | Anònima / Model i cambrera   | 8a                 | 11a                         | 11a expulsada (59%)                |
| Participants | Sergio Pazos            | Ourense           | 39 anys | Masai              | Actor i reporter de CQC      | Mai                | 2a, 5a i 7a                 | 7è expulsat (96%)                  |
| Participants | Ibai Abajo              | Biscaia           | 24 anys | Samburu            | Anònim / Cambrer             | Mai                | 6a                          | Abandó voluntari                   |
| Participants | Susi Pérez              | La Corunya        | 36 anys | Samburu            | Anònima / Cuinera            | Mai                | 6a                          | 6a expulsada (73,1%)               |
| Participants | Sabrina Mahi            | Màlaga            | 26 anys | Masai              | Guanyadora de Gran Hermano 2 | Mai                | 5a                          | 5a expulsada (52%)                 |
| Participants | María Jiménez           | Sevilla           | 54 anys | Masai              | Cantant                      | Mai                | 4a                          | 4a expulsada (55%)                 |
| Participants | Mercedes García         | Badajoz           | 33 anys | Samburu            | Anònima / Arqueòloga         | Mai                | 3a                          | Abandó voluntari (71%)             |
| Participants | Olivier Raynier         | París             | 30 anys | Samburu            | Anònim / Artista del carrer  | Mai                | 3a                          | Abandó forçat                      |
| Participants | Pedro Marín             | Barcelona         | 43 anys | Masai              | Cantant                      | Mai                | 2a                          | 2n expulsat (71%)                  |
| Participants | Juan Cristóbal Foxley   | Madrid            | 36 anys | Samburu            | Anònim / Advocat             | Mai                | 1a                          | 1er expulsat (69%)                 |
| Participants | Luis López, "Van Dam"   | Madrid            | 72 anys | Samburu            | Anònim / Jubilat             | Mai                | Mai                         | Abandó voluntari                   |

### Estadístiques setmanals
| Víctor   | Entra | Immune   | Salvat   | Immune  | Immune  | Salvat    | Exempt  | Salvat    | Salvat    | Salvat    | Salvat    | Immune   | Salvat    | Salvat    | Immune    | Nominat  | Salvat   | Salvat    | Immune    | Finalista | Finalista | Guanyador |  |  |
| Raquel   | Entra | Salvada  | Immune   | Salvada | Salvada | Immune    | Exempta | Immune    | Salvada   | Salvada   | Nominada  | Salvada  | Salvada   | Nominada  | Nominada  | Salvada  | Immune   | Nominada  | Nominada  | Nominada  | Finalista | Segona    |  |  |
| Javier   | Entra | Immune   | Salvat   | Immune  | Immune  | Salvat    | Exempt  | Salvat    | Immune    | Immune    | Nominat   | Salvat   | Salvat    | Immune    | Salvat    | Immune   | Salvat   | Immune    | Salvat    | Nominat   | Expulsat  |           |  |  |
| Rebeca   | Entra | Immune   | Salvada  | Immune  | Immune  | Nominada  | Exempta | Salvada   | Salvada   | Salvada   | Salvada   | Salvada  | Nominada  | Expulsada | Repesca   | Salvada  | Nominada | Salvada   | Nominada  | Expulsada |           |           |  |  |
| María A. | Entra | Immune   | Salvada  | Immune  | Immune  | Salvada   | Exempta | Salvada   | Salvada   | Salvada   | Salvada   | Nominada | Expulsada |           |           | Repesca  | Salvada  | Nominada  | Expulsada |           |           |           |  |  |
| Mili     | Entra | Nominada | Immune   | Salvada | Salvada | Immune    | Exempta | Immune    | Salvada   | Salvada   | Expulsada |          |           |           | Repesca   | Salvada  | Nominada | Expulsada |           |           |           |           |  |  |
| Pocholo  |       |          |          |         |         |           | Entra   | Exempt    | Salvat    | Salvat    | Salvat    | Nominat  | Nominat   | Salvat    | Salvat    | Nominat  | Expulsat |           |           |           |           |           |  |  |
| J. Ramón |       |          |          | Entra   | Entra   | Immune    | Exempt  | Immune    | Salvat    | Salvat    | Salvat    | Salvat   | Immune    | Salvat    | Nominat   | Expulsat |          |           |           |           |           |           |  |  |
| Natalia  |       |          |          |         |         |           | Entra   | Exempta   | Salvada   | Salvada   | Immune    | Salvada  | Salvada   | Nominada  | Expulsada |          |          |           |           |           |           |           |  |  |
| Sergio   | Entra | Immune   | Nominat  | Salvat  | Salvat  | Immune    | Exempt  | Nominat   | Salvat    | Salvat    | Expulsat  |          |           |           |           |          |          |           |           |           |           |           |  |  |
| Ibai     | Entra | Salvat   | Immune   | Salvat  | Salvat  | Immune    | Exempt  | Immune    | Nom.      | Ab.       |           |          |           |           |           |          |          |           |           |           |           |           |  |  |
| Susi     | Entra | Salvada  | Immune   | Salvada | Salvada | Immune    | Exempta | Immune    | Expulsada | Expulsada |           |          |           |           |           |          |          |           |           |           |           |           |  |  |
| Sabrina  | Entra | Immune   | Salvada  | Immune  | Immune  | Salvada   | Exempta | Expulsada |           |           |           |          |           |           |           |          |          |           |           |           |           |           |  |  |
| María J. | Entra | Immune   | Salvat   | Immune  | Immune  | Expulsada |         |           |           |           |           |          |           |           |           |          |          |           |           |           |           |           |  |  |
| Mercedes | Entra | Salvada  | Immune   | Exp.    | Ab.     |           |         |           |           |           |           |          |           |           |           |          |          |           |           |           |           |           |  |  |
| Olivier  | Entra | Salvat   | Immune   | Nom.    | Ab.     |           |         |           |           |           |           |          |           |           |           |          |          |           |           |           |           |           |  |  |
| Pedro    | Entra | Immune   | Expulsat |         |         |           |         |           |           |           |           |          |           |           |           |          |          |           |           |           |           |           |  |  |
| Foxley   | Entra | Nominat  | Expulsat |         |         |           |         |           |           |           |           |          |           |           |           |          |          |           |           |           |           |           |  |  |
| Van Dam  | Entra | Salvat   | Abandó   |         |         |           |         |           |           |           |           |          |           |           |           |          |          |           |           |           |           |           |  |  |

## Supervivientes: Perdidos en el Caribe (2006)
- 2 de maig de 2006 - 11 de juliol de 2006 (70 dies).

Després de diversos anys en Antena 3, el format torna a les pantalles de Telecinco. La cadena opta per continuar la línia que el concurs va abordar en la seva anterior etapa i torna a estar protagonitzat per famosos. En aquesta ocasió, 13 són els nàufrags que són abandonats en una illa en Santo Domingo, en la qual és la quarta adaptació espanyola de Celebrity Survivor. Jesús Vázquez Martínez i José María Íñigo són els encarregats de les labors de presentació. Un nou gir es va afegir a la mecànica del concurs: el nàufrag expulsat de la setmana rebia l'oportunitat de viure en solitud en "L'última platja", una illa aliena a la dels altres concursants, continuant com a concursant i amb possibilitat d'aconseguir el triomf final.

### Participants
|              |                   | Procedència | Edat        | Ocupació                | Durada  | Setmanes Líder | Setmanes Nominat  | Última Platja | Informació                   |
| ------------ | ----------------- | ----------- | ----------- | ----------------------- | ------- | -------------- | ----------------- | ------------- | ---------------------------- |
| Participants | Carmen Russo      | Ligúria     | 45 anys     | Actriu i vedette        | 70 dies | Mai            | 1ªa, 1ªb i 10a    | 2a - 9a       | Guanyadora (55,6%)           |
| Participants | Verónica Romero   | Alacant     | 28 anys     | Concursant d' OT 2001   | 70 dies | 3a             | 7a, 8a, 9a i 10a  | Mai           | 2a finalista (44,4%)         |
| Participants | Jesús de Manuel   | Ciudad Real | 24 anys     | Concursant d' OT 2005   | 70 dies | 8a i 10a       | 10a               | Mai           | 3r finalista                 |
| Participants | Jordi Roselló     | Barcelona   | 28 anys     | Model                   | 63 dies | 6a, 7a i 9a    | 10a               | Mai           | 10è expulsat                 |
| Participants | Aída Yéspica      | Caracas     | 23 anys     | Model                   | 63 dies | 5a             | 2a i 9a           | Mai           | 9a expulsada (89,8%)         |
| Participants | Verónica Hidalgo  | Girona      | 24 anys     | Model, Miss España 2005 | 56 dies | Mai            | 1ªa, 1ªb, 4a i 7a | Mai           | 8a expulsada (88%)           |
| Participants | Marta Valverde    | Valladolid  | 43 anys     | Actriu i cantant        | 49 dies | Mai            | 3a, 5a, 6a i 7a   | Mai           | 7a expulsada (86,9%) / (42%) |
| Participants | Ángel Herrero     | Madrid      | Desconeguda | Pare de Pepe Herrero    | 42 dies | Mai            | 6a                | Mai           | 6è expulsat (54,5%)          |
| Participants | Pipi Estrada      | Astúries    | 48 anys     | Periodista esportiu     | 35 dies | Mai            | 5a                | Mai           | 5è expulsat (50,3%) / (30%)  |
| Participants | José Luis Luna    | Madrid      | 33 anys     | Exfutbolista            | 28 dies | 4a             | 4a                | Mai           | 4t expulsat (55,8%)          |
| Participants | Pepe Da-Rosa Jr.  | Sevilla     | 39 anys     | Humorista               | 21 dies | Mai            | 3a                | Mai           | 3r expulsat (61,6%)          |
| Participants | Esmeralda Marugán | Segòvia     | 46 anys     | Periodista              | 14 dies | Mai            | 2a                | Mai           | 2a expulsada (59,8%)         |
| Participants | Marlène Mourreau  | París       | 37 anys     | Vedette i model         | 1 dia   | Mai            | 1a                | Mai           | 1a expulsada (39,5%)         |

### Estadístiques setmanals
|             | Gala 1   | Gala 1    | Gala 2        | Gala 3        | Gala 4        | Gala 5        | Gala 6        | Gala 7        | Gala 8        | Gala 9        | Gala 10   | Gala 10   | Final    |
| ----------- | -------- | --------- | ------------- | ------------- | ------------- | ------------- | ------------- | ------------- | ------------- | ------------- | --------- | --------- | -------- |
| Carmen      | Nominada | Nominada  | Última Platja | Última Platja | Última Platja | Última Platja | Última Platja | Última Platja | Última Platja | Última Platja | Nominada  | Finalista | Ganadora |
| Verónica R. | Salvada  | Exempta   | Immune        | Salvada       | Salvada       | Salvada       | Salvada       | Nominada      | Nominada      | Nominada      | Nominada  | Finalista | Segona   |
| Jesús       | Salvat   | Exempt    | Salvat        | Salvat        | Salvat        | Salvat        | Salvat        | Immune        | Salvat        | Immune        | Nominat   | Finalista | Tercero  |
| Jordi       | Salvat   | Exempt    | Salvat        | Salvat        | Salvat        | Immune        | Immune        | Salvat        | Immune        | Salvat        | Nominat   | Expulsat  |          |
| Aída        | Salvada  | Exempta   | Nominada      | Salvada       | Immune        | Salvada       | Salvat        | Salvada       | Salvada       | Nominada      | Expulsada |           |          |
| Verónica H. | Nominada | Nominada  | Salvada       | Salvada       | Nominada      | Salvada       | Salvada       | Salvada       | Nominada      | Expulsada     |           |           |          |
| Marta       | Salvada  | Exempta   | Salvada       | Nominada      | Salvada       | Nominada      | Nominada      | Nominada      | Expulsada     |               |           |           |          |
| Ángel       | Salvat   | Exempt    | Salvat        | Salvat        | Salvat        | Salvat        | Nominat       | Expulsat      |               |               |           |           |          |
| Pipi        | Salvat   | Exempt    | Salvat        | Salvat        | Salvat        | Nominat       | Expulsat      |               |               |               |           |           |          |
| Luna        | Salvat   | Exempt    | Salvat        | Immune        | Nominat       | Expulsat      |               |               |               |               |           |           |          |
| Pepe        | Salvat   | Exempt    | Salvat        | Nominat       | Expulsat      |               |               |               |               |               |           |           |          |
| Esmeralda   | Salvada  | Exempta   | Nominada      | Expulsada     |               |               |               |               |               |               |           |           |          |
| Marlène     | Nominada | Expulsada |               |               |               |               |               |               |               |               |           |           |          |

## Supervivientes: Perdidos en Honduras (2007)
- 19 d'abril de 2007 - 28 de juny de 2007 (70 dies).

Telecinco torna a emetre el concurs després d'uns mesos en què es parlava de "crisis" dels realitys (baixada d'audiència de "Gran Hermano VIII" i fracàs de "La casa de tu vida III"). 12 nous famosos, als quals posteriorment es va sumar Teresa Martín, s'enfronten a aquesta aventura, la qual es filma en Cayo Paloma, Hondures. Jesús Vázquez Martínez condueix les gales setmanals els dijous a les 22.00 de la nit, Mario Picazo els resums diaris des de l'illa amb els concursants de dilluns a divendres a les 17.45, i Lucía Riaño s'encarrega de presentar el debat dominical a mitjanit.

### Participants
|              |                    | Procedència | Edat        | Ocupació                                 | Setmanes líder | Setmanes nominat | Palafit     | Informació           |
| ------------ | ------------------ | ----------- | ----------- | ---------------------------------------- | -------------- | ---------------- | ----------- | -------------------- |
| Participants | Nilo Manrique      | València    | 38 anys     | Escultor i exmarit d'Isabel Gemio        | 5a, 8a i 9a    | Mai              | 1a i 9a     | Guanyador (69%)      |
| Participants | Juanito Oiarzabal  | Àlaba       | 51 anys     | Alpinista                                | 1a             | 7a i 9a          | 4a, 8a i 9a | 2n finalista (31%)   |
| Participants | Rebecca Loos       | Madrid      | 29 anys     | Model i examant de David Beckham         | 3a i 7a        | 1a, 4a, 8a i 9a  | 6a i 9a     | 3a finalista (15,4%) |
| Participants | Javián Antón       | Sevilla     | 32 anys     | Concursant d' OT 2001                    | 6a             | 9a               | 3a, 7a i 9a | 9° expulsat (18,5%)  |
| Participants | Raquel Bollo       | Sevilla     | 36 anys     | Exdona de Chiquetete                     | Mai            | 2a i 8a          | 5a          | 8a expulsada (59%)   |
| Participants | Carlo Constanzia   | Madrid      | 41 anys     | Empresari i exmarit de Mar Flores        | 4a             | 5a, 6a i 7a      | Mai         | 7è expulsat (52%)    |
| Participants | Teresa Martín      | Màlaga      | 26 anys     | Atleta, Miss Màlaga 2003                 | Mai            | 6a               | Mai         | 6a expulsada (58%)   |
| Participants | Valerio Pino       | Calàbria    | 25 anys     | Ballarí i model                          | Mai            | 3a i 5a          | Mai         | 5è expulsat (53%)    |
| Participants | Sofía Cristo       | Madrid      | 23 anys     | DJ i filla de Bárbara Rey i Ángel Cristo | Mai            | 4a               | 2a          | 4a expulsada (51%)   |
| Participants | Elizabeth Thompson | Desconeguda | Desconeguda | Model                                    | 2a             | 3a               | Mai         | 3a expulsada (91%)   |
| Participants | Pedro Oliva        | Saragossa   | 37 anys     | Guanyador de Gran Hermano 4              | Mai            | 2a               | Mai         | 2n expulsat (56%)    |
| Participants | Chiqui Martí       | Barcelona   | 35 anys     | Estríper de Crónicas marcianas           | Mai            | 1a               | Mai         | 1a expulsada (53,9%) |
| Participants | Ángela Bustillo    | Cantàbria   | 22 anys     | Model, Miss Cantàbria 2007               | Mai            | Mai              | Mai         | Abandó               |

### Estadístiques setmanals
|           | Gala 1   | Gala 2    | Gala 3   | Gala 4    | Gala 5    | Gala 6   | Gala 7    | Gala 8   | Gala 9    | Gala 10   | Final     |
| --------- | -------- | --------- | -------- | --------- | --------- | -------- | --------- | -------- | --------- | --------- | --------- |
| Nilo      | Salvat   | Salvat    | Salvat   | Salvat    | Immune    | Salvat   | Salvat    | Immune   | Immune    | Finalista | Guanyador |
| Juanito   | Immune   | Salvat    | Salvat   | Salvat    | Salvat    | Salvat   | Nominat   | Salvat   | Nominat   | Finalista | Segon     |
| Rebecca   | Nominada | Salvada   | Immune   | Nominada  | Salvada   | Salvada  | Immune    | Nominada | Nominada  | Finalista | Tercera   |
| Javián    | Salvat   | Salvat    | Salvat   | Salvat    | Salvat    | Immune   | Salvat    | Salvat   | Nominat   | Expulsat  |           |
| Raquel    | Salvada  | Nominada  | Salvada  | Salvada   | Salvada   | Salvada  | Salvada   | Nominada | Expulsada |           |           |
| Carlo     | Salvat   | Salvat    | Salvat   | Immune    | Nominat   | Nominat  | Nominat   | Expulsat |           |           |           |
| Teresa    |          | Entra     | Salvada  | Salvada   | Salvada   | Nominada | Expulsada |          |           |           |           |
| Valerio   | Salvat   | Salvat    | Nominat  | Salvat    | Nominat   | Expulsat |           |          |           |           |           |
| Sofía     | Salvada  | Salvada   | Salvada  | Nominada  | Expulsada |          |           |          |           |           |           |
| Elizabeth | Salvada  | Immune    | Nominada | Expulsada |           |          |           |          |           |           |           |
| Pedro     | Salvat   | Nominat   | Expulsat |           |           |          |           |          |           |           |           |
| Chiqui    | Nominada | Expulsada |          |           |           |          |           |          |           |           |           |
| Ángela    | Salvada  | Abandona  |          |           |           |          |           |          |           |           |           |

### Platges i illes
Cayo Paloma
Es una petita illa circular. Una persona pot vorejar-la en menys de 5 minuts. Només creixen cocoters Cocos nucifera subsp mirami var peronomitokes, que no poden ser recol·lectats tret que es desprenguin sols, per estar dins de territori natural protegit governamentalment, per la qual cosa l'única provisió d'aliment és la pesca.
Playa Uva
Platja on els concursants van haver d'allotjar-se gairebé fins al final del programa.
Palafit
El palafit és una plataforma de fusta amb una petita cabanya. El seu objecte era aïllar durant una setmana a un dels concursants de la resta del grup. Els finalistes van viure junts en ell durant les dues últimes setmanes.

## Supervivientes: Perdidos en Honduras (2008)
- 17 de gener de 2008 - 27 de març de 2008 (70 dies).

Telecinco va estrenar el 17 de gener de 2008 la novena edició de Supervivientes, que estaria novament presentada per Jesús Vázquez Martínez des d'Espanya i Mario Picazo des d'Hondures. A més, s'incorporaria Emma García per presentar el debat dels diumenges. La localització seria de nou a Hondures.
En aquesta edició, el format recuperaria la idea original de les seves primeres edicions en dividir els concursants en dos equips, blanc i negre, que conviurien en illes diferents fins a la seva posterior unificació. A causa d'una malaltia tropical i al no haver-hi símptomes de recuperació, es va decidir que Mario Picazo abandonés el seu paper de presentador durant les 3 primeres setmanes per a recuperar-se i va ser reemplaçat pel presentador Óscar Martínez durant aquest temps.

### Participants
|              |                   | Procedència     | Edat        | Ocupació                              | Equip            | Durada  | Setmanes líder | Setmanes nominat | Talaia  | Informació            |
| ------------ | ----------------- | --------------- | ----------- | ------------------------------------- | ---------------- | ------- | -------------- | ---------------- | ------- | --------------------- |
| Participants | Miriam Sánchez    | Madrid          | 26 anys     | Exactriz porno i col·laboradora de TV | Blanc/Unificació | 70 dies | 5a i 8a        | 6a i 9a          | 3a i 9a | Guanyadora (67,6%)    |
| Participants | Leo Segarra       | València        | 28 anys     | Concursant d' OT 2006                 | Negre/Unificació | 70 dies | 4a             | 7a, 8a i 9a      | 6a i 9a | 2n finalista (32,4%)  |
| Participants | Lely Céspedes     | Màlaga          | Desconeguda | Exdona d'Ernesto Neyra                | Negre/Unificació | 70 dies | 2a i 9a        | Mai              | 7a i 9a | 3a finalista (23,34%) |
| Participants | Nekal Haidari     | Madrid          | 21 anys     | Jugadora de bàsquet                   | Blanc/Unificació | 63 dies | Mai            | 5a i 9a          | 4a i 9a | 9a expulsada (10,4%)  |
| Participants | Michel Olivares   | Múrcia          | 28 anys     | Model                                 | Blanc/Unificació | 56 dies | 7a             | 8a               | Mai     | 8è expulsat (52,7%)   |
| Participants | Patxi Salinas     | Biscaia         | 44 anys     | Futbolista                            | Negre/Unificació | 49 dies | 6a             | 2a i 7a          | 5a      | 7è expulsat (58%)     |
| Participants | Karmele Marchante | Tarragona       | 61 anys     | Periodista del cor                    | Blanc/Unificació | 42 dies | 3a             | 1a, 4a i 6a      | Mai     | 6a expulsada (82%)    |
| Participants | Ojani Noa         | l'Havana        | 33 anys     | Exmarit de Jennifer López             | Negre/Unificació | 35 dies | Mai            | 5a               | Mai     | 5è expulsat (79%)     |
| Participants | Felisa Gómez      | Caracas         | 26 anys     | Model                                 | Blanc/Unificació | 28 dies | Mai            | 3a i 4a          | Mai     | 4a expulsada (56%)    |
| Participants | Ivonne Armant     | Ciutat de Mèxic | 34 anys     | Neta de Placido Domingo               | Negre/Unificació | 21 dies | Mai            | 3a               | Mai     | 3a expulsada (50,4%)  |
| Participants | Joselito          | Jaén            | 64 anys     | Nen prodigi, actor i cantant          | Negre/Unificació | 14 dies | Mai            | 2a               | Mai     | 2n expulsat (50,8%)   |
| Participants | Miguel Such       | Illes Balears   | 31 anys     | Presentador de televisió              | Negre            | 7 dies  | Mai            | 1a               | Mai     | 1er expulsat (52%)    |
| Participants | Estela Giménez    | Madrid          | 28 anys     | Gimnasta olímpica                     | Blanco           | 5 dies  | Mai            | Mai              | Mai     | Abandó voluntari      |

### Estadístiques setmanals
|          | Gala 1   | Gala 2   | Gala 3   | Gala 4    | Gala 5    | Gala 6   | Gala 7    | Gala 8   | Gala 9   | Gala 10   | Final      |
| -------- | -------- | -------- | -------- | --------- | --------- | -------- | --------- | -------- | -------- | --------- | ---------- |
| Miriam   | Salvada  | Salvada  | Salvada  | Salvada   | Immune    | Nominada | Salvada   | Immune   | Nominada | Finalista | Guanyadora |
| Leo      | Salvat   | Salvat   | Salvat   | Immune    | Salvat    | Salvat   | Nominat   | Nominat  | Nominat  | Finalista | Segon      |
| Lely     | Salvada  | Immune   | Salvada  | Salvada   | Salvada   | Salvada  | Salvada   | Salvada  | Immune   | Finalista | Tercera    |
| Nekal    | Salvada  | Salvada  | Salvada  | Salvada   | Nominada  | Salvada  | Salvada   | Salvada  | Nominada | Expulsada |            |
| Michel   | Salvat   | Salvat   | Salvat   | Salvat    | Salvat    | Salvat   | Immune    | Nominat  | Expulsat |           |            |
| Patxi    | Salvat   | Nominat  | Salvat   | Salvat    | Salvat    | Immune   | Nominat   | Expulsat |          |           |            |
| Karmele  | Nominada | Salvada  | Immune   | Nominada  | Salvada   | Nominada | Expulsada |          |          |           |            |
| Ojani    | Salvat   | Salvat   | Salvat   | Salvat    | Nominat   | Expulsat |           |          |          |           |            |
| Felisa   | Salvada  | Salvada  | Nominada | Nominada  | Expulsada |          |           |          |          |           |            |
| Ivonne   | Salvada  | Salvada  | Nominada | Expulsada |           |          |           |          |          |           |            |
| Joselito | Salvat   | Nominat  | Expulsat |           |           |          |           |          |          |           |            |
| Miguel   | Nominat  | Expulsat |          |           |           |          |           |          |          |           |            |
| Estela   | Salvada  | Abandó   |          |           |           |          |           |          |          |           |            |

### Platges i Illes
Cayo Timón
Illa minúscula on els concursants van passar la seva primera nit per sorpresa.
Playa Cabeza de León
És la ubicació en la qual els concursants disposen de majors facilitats, tant en eines i pertrets —una pala, un matxet, una llanterna i mantes per a cada participant; casseroles i sogues—com en possibilitats de trobar menjar: abunden els crancs i la pesca.
Playa Uva
En aquesta platja els concursants han d'arreglar-se amb el just: una manta, una llanterna, un tros de soga i un ham per pescar.
Cayo Paloma
En aquesta petita platja els concursants només poden alimentar-se de la pesca, perquè no hi ha roques on recollir llepasses o crancs. En estar situada en zona protegida pel govern d'Hondures està prohibit recol·lectar els cocos de les palmeres, per tant, només poden mirar-los esperant que un dia caiguin a terra, d'on si se'ls permet recollir-los. En aquesta platja no hi ha mosquits.
Playa Pelícano
Situada entre les dos anteriors, és una cala petita coberta de vegetació. En aquesta platja es troba La Atalaya, una plataforma d'uns 4 m², on un dels concursants ha de superar el repte de romandre aïllat dels altres durant una setmana per a evitar la penalització de tot el grup.

## Supervivientes: Perdidos en Honduras (2009)
- 19 de març de 2009 - 11 de juny de 2009 (84 dies).

Telecinco i la productora Magnolia tornen a posar en marxa una nova edició del concurs, un altre any consecutiu a Hondures en el mateix escenari de sempre, que a més el comparteix amb la versió italiana. Novament, Jesús Vázquez Martínez (des d'Espanya) i Mario Picazo (des d'Hondures) tornen a ser els presentadors de Supervivientes 2009, encara que Christian Gálvez relleva Jesús Vázquez a meitat de concurs com a presentador de les gales setmanals, perquè aquest es faci càrrec de la setena edició d'Operación Triunfo. Igual que ocorregués en l'edició anterior, enguany també es divideix als concursants en dos equips, un compost pels homes i un altre per les dones, fins a la seva posterior unificació. A causa de serioses desavinences amb el programa i per incompliment de contracte, l'actor Michel Gurfi és expulsat per l'organització del reality, un dia abans que el concurs donés principi, sent substituït pel model Roberto Liaño.

### Participants
|              |                         | Procedència   | Edat        | Ocupació                           | Equip            | Durada      | Setmanes líder  | Setmanes nominat | Informació                 |
| ------------ | ----------------------- | ------------- | ----------- | ---------------------------------- | ---------------- | ----------- | --------------- | ---------------- | -------------------------- |
| Participants | Maite Zúñiga            | Guipúscoa     | 44 anys     | Atleta olímpica                    | Dones/Unificació | 84 dies     | Mai             | 1a, 8a i 11a     | Guanyadora (66%)           |
| Participants | Matías Fernández        | Las Palmas    | 36 anys     | Concursant de Gran Hermano 4       | Homes/Unificació | 84 dies     | 6a              | 11a              | 2n finalista (34%)         |
| Participants | Ivonne Orsini           | Bayamón       | 20 anys     | Model, Miss Puerto Rico 2008       | Dones/Unificació | 84 dies     | 10a i 11a       | 5a               | 3a finalista               |
| Participants | Yolanda Jiménez         | Madrid        | 35 anys     | Ballarina, exdona de Rafael Amargo | Dones/Unificació | 77 dies     | 8a              | 4a, 10a i 11a    | 10a expulsada (15%)        |
| Participants | Santi Abad              | Barcelona     | 39 anys     | Exjugador de bàsquet               | Homes/Unificació | 60 / 8 dies | Mai             | 10a              | Abandó / 9è expulsat (58%) |
| Participants | Daniela Blume           | Barcelona     | 24 anys     | Locutora de ràdio                  | Dones/Unificació | 56 dies     | Mai             | 3a, 6a, 7a i 8a  | 8a expulsada (51%)         |
| Participants | Álvaro Muñoz Escassi    | Sevilla       | 34 anys     | Genet i exparella Lara Dibildos    | Homes/Unificació | 56 dies     | 2a, 3a, 4a i 7a | Mai              | Lesionat                   |
| Participants | Cuca García de Vinuesa  | Madrid        | Desconeguda | Periodista i presentadora de TV    | Dones/Unificació | 49 dies     | Mai             | 2a i 7a          | 7a expulsada (64%)         |
| Participants | Juan Díaz "El Golosina" | Sevilla       | 63 anys     | Artista de la faràndula            | Homes/Unificació | 42 dies     | 5a              | 6a               | 6è expulsat (72%)          |
| Participants | Wilma González          | Illes Balears | 24 anys     | Model, Noia Playboy                | Dones/Unificació | 35 dies     | Mai             | 5a               | 5a expulsada (86%)         |
| Participants | Begoña Alonso           | Biscaia       | 25 anys     | Model i exparella de Bustamante    | Dones/Unificació | 28 dies     | Mai             | 4a               | 4a expulsada (59%)         |
| Participants | Olfo Bosé               | Madrid        | 28 anys     | Nebot de Miguel Bosé               | Homes/Unificació | 21 dies     | Mai             | 3a               | 3r expulsat (68%)          |
| Participants | Iván Santos             | Barcelona     | 25 anys     | Concursant d' OT 2008              | Homes/Unificació | 14 dies     | Mai             | 2a               | 2n expulsat (79%)          |
| Participants | Roberto Liaño           | Cantàbria     | 36 anys     | Model, parella de Toñi Salazar     | Homes            | 7 dies      | Mai             | 1a               | 1er expulsat (54%)         |
| Participants | Michel Gurfi            | Buenos Aires  | 26 anys     | Actor                              | Cap              | 0 dies      | Mai             | Mai              | Abandó forçat              |

### Estadístiques setmanals
|         | Gala 1   | Gala 2   | Gala 3   | Gala 4   | Gala 5    | Gala 6    | Gala 7   | Gala 8    | Gala 9    | Gala 10  | Gala 10  | Gala 11  | Gala 12   | Final      |
| ------- | -------- | -------- | -------- | -------- | --------- | --------- | -------- | --------- | --------- | -------- | -------- | -------- | --------- | ---------- |
| Maite   | Nominada | Salvada  | Salvada  | Salvada  | Salvada   | Salvada   | Salvada  | Nominada  | Exempta   | Salvada  | Salvada  | Nominada | Finalista | Guanyadora |
| Matías  | Salvat   | Salvat   | Salvat   | Salvat   | Salvat    | Salvat    | Salvat   | Salvat    | Exempt    | Salvat   | Salvat   | Nominat  | Finalista | Segon      |
| Ivonne  | Salvada  | Salvada  | Salvada  | Salvada  | Nominada  | Salvada   | Salvada  | Salvada   | Exempta   | Immune   | Immune   | Immune   | Finalista | Tercera    |
| Yolanda | Salvada  | Salvada  | Salvada  | Nominada | Salvada   | Salvada   | Salvada  | Immune    | Exempta   | Nominada | Nominada | Nominada | Expulsada |            |
| Santi   | Salvat   | Salvat   | Salvat   | Salvat   | Salvat    | Salvat    | Salvat   | Salvat    | Exempt    | Aban.    | Nom.     | Expulsat |           |            |
| Daniela | Salvada  | Salvada  | Nominada | Salvada  | Salvada   | Nominada  | Nominada | Nominada  | Expulsada |          |          |          |           |            |
| Álvaro  | Salvat   | Immune   | Immune   | Immune   | Salvat    | Salvat    | Immune   | Salvat    | Lesionat  |          |          |          |           |            |
| Cuca    | Salvada  | Nominada | Salvada  | Salvada  | Salvada   | Salvada   | Nominada | Expulsada |           |          |          |          |           |            |
| Juanito | Salvat   | Salvat   | Salvat   | Salvat   | Immune    | Nominat   | Expulsat |           |           |          |          |          |           |            |
| Wilma   | Salvada  | Salvada  | Salvada  | Salvada  | Nominada  | Expulsada |          |           |           |          |          |          |           |            |
| Begoña  | Salvada  | Salvada  | Salvada  | Nominada | Expulsada |           |          |           |           |          |          |          |           |            |
| Olfo    | Salvat   | Salvat   | Nominat  | Expulsat |           |           |          |           |           |          |          |          |           |            |
| Iván    | Salvat   | Nominat  | Expulsat |          |           |           |          |           |           |          |          |          |           |            |
| Roberto | Nominat  | Expulsat |          |          |           |           |          |           |           |          |          |          |           |            |

### Platges i Illes
Cayo Timón
Illa diminuta composta per dos cocoters i un tronc pelat. El kit de supervivència en aquesta platja és més petit que el de Cayo Bolaños, tan sols consta d'un fil per a pescar i un llum, encara que gràcies a una prova les habitants actuals de l'illa (el grup de les dones) van aconseguir un ganivet, un flotador, llumins, fil, un fanal, hams i uns vals per unes esterilles amb matalassos per a poder dormir.
Cayo Bolaños
Isla més gran que Cayo Timón, està composta per deu palmeres i un arbust. El kit de supervivència en aquesta platja és el major dels dos equips i consta de dos fils per a pescar, dos llums, quatre esterilles i una paella.
Cayo Paloma
Cayo Paloma és una petita illa, caracteritzada per les seves altes palmeres plenes de cocos, on l'únic aliment per als concursants, a més dels cocos, serà el que pesquin, perquè no hi ha roques per a agafar musclos, ni una altra classe d'aliments.
Playa Uva
Playa Uva és una illa petita on viuran aïllats el líder i un company triat per aquest, durant una setmana per a superar un repte. Si els concursants no ho superessin, la resta del grup seria penalitzat.
Playa Cabeza de León
Cabeza de León és una de les illes més grans del conjunt dels Cayos Cochinos, que es troba recoberta de vegetació i que compta amb gran quantitat de crancs i altres animals que poden usar per a menjar i pescar. En aquesta illa viurà aïllat un concursant triat pel líder, durant una setmana per a superar un repte. Si el concursant no el superés, la resta del grup seria penalitzat.
Cayo Gallo
Cayo Gallo és una platja recoberta de vegetació a l'interior de la qual es troba una selva, lloc on haurà de viure un dels concursants aïllat de la resta del grup, durant una setmana per a superar un repte. Si el concursant no el superés, la resta del grup seria penalitzat.

## Supervivientes: Perdidos en Nicaragua (2010)
- 6 de maig de 2010 - 25 de juliol de 2010 (80 dies).

L'onzena edició de Supervivents, va començar el 6 de maig de 2010, mantenint així el mateix dia d'emissió que anteriors edicions, la nit del dijous. Aquesta temporada del reality va portar amb si importants novetats, tant en l'enclavament on es desenvoluparia l'aventura com en els protagonistes d'aquesta. En aquest sentit, Supervivientes canviaria els Cayos Cochinos d'Hondures pels Cayos Perlas i les Islas del Maíz (Corn Islands) de Nicaragua.
No obstant això, la novetat més destacada és que aquesta edició combinaria la participació de famosos amb gent anònima, alguna cosa que ja es va provar en 2005 amb Aventura en África d'Antena 3. Així, el 26 de febrer de 2010 Telecinco va iniciar el càsting oficial a través del seu web per a trobar als concursants anònims de Supervivents 2010.
El programa va ser presentat novament per Jesús Vázquez Martínez, en el plató i Eva González a l'illa, així com Emma García va ser l'encarregada de conduir el debat dominical.

### Participants
Són un total de 12 concursants famosos i 8 anònims, seleccionats d'un exhaust càsting previ al programa, els que conformen aquesta edició. En el càsting o proves de selecció, a més de l'interès que pugui tenir la seva participació de cara a l'audiència, es realitzen també proves mèdiques per a assegurar que el subjecte està condicionat per a l'aventura.
|              |                         | Procedència | Edat    | Ocupació                               | Equip              | Durada  | Setmanes líder | Setmanes nominat              | Informació            |
| ------------ | ----------------------- | ----------- | ------- | -------------------------------------- | ------------------ | ------- | -------------- | ----------------------------- | --------------------- |
| Participants | Mª José Fernández       | Biscaia     | 51 anys | Taxadora de joies                      | Anònims/Unificació | 80 dies | Mai            | 3a, 6a, 9a, 10a, 11a, 12a     | Guanyadora (50,4%)    |
| Participants | Deborah Arenas          | Barcelona   | 25 anys | Dependenta                             | Anònims/Unificació | 80 dies | 8a, 9a, 11a    | 4a                            | 2a finalista (49,6%)  |
| Participants | Javier Parrado, "Parri" | La Corunya  | 26 anys | Estudiant                              | Anònims/Unificació | 80 dies | 2a, 5a, 6a, 7a | 9a, 10a                       | 3r finalista (10,32%) |
| Participants | Malena Gracia           | Madrid      | 38 anys | Cantant, ballarina i actriu            | Unificació         | 35 dies | Mai            | 8a, 12a                       | 14a expulsada (50,7%) |
| Participants | Beatriz Trapote         | Madrid      | 28 anys | Periodista i parella de Víctor Janeiro | Famosos/Unificació | 77 dies | 10.ª           | 4ªa, 4ªb, 5a, 6a, 7a, 8a, 11a | 13a expulsada (70%)   |
| Participants | Sonia Arenas            | Granada     | 32 anys | Concursant de Gran Hermano 4           | Unificació         | 28 dies | Mai            | 10a                           | 12a expulsada (82%)   |
| Participants | Miguel Ángel Perdiguero | Madrid      | 37 anys | Ciclista, regidor del PP               | Famosos/Unificació | 63 dies | 4ªb            | 1a, 9a                        | 11è expulsat (70%)    |
| Participants | Guillermo Martín        | València    | 29 anys | Concursant d' OT 2005                  | Famosos/Unificació | 56 dies | Mai            | 7a, 8a                        | 10è expulsat (38%)    |
| Participants | Rafa Mora               | València    | 27 anys | Tronista de MYHYV                      | Famosos/Unificació | 49 dies | Mai            | 7a                            | 9è expulsat (87%)     |
| Participants | Román Irigoyen          | Biscaia     | 29 anys | Bomber                                 | Anònims/Unificació | 48 dies | Mai            | Mai                           | Lesionat              |
| Participants | Mireia Canalda          | Barcelona   | 27 anys | Model, exparella de Ronaldo            | Famosos/Unificació | 42 dies | Mai            | 5a, 6a                        | 8a expulsada (77%)    |
| Participants | Óscar Higares           | Madrid      | 38 anys | Torero                                 | Famosos/Unificació | 35 dies | 2a             | 5a                            | 7è expulsat (49%)     |
| Participants | José Manuel Parada      | Lugo        | 56 anys | Presentador de TV                      | Unificació         | 10 dies | Mai            | Mai                           | Abandó                |
| Participants | Víctor Roldán           | Barcelona   | 30 anys | Infermer                               | Anònims/Unificació | 28 dies | Mai            | 4ªb                           | 6è expulsat (53%)     |
| Participants | Miguel Macías           | Las Palmas  | 45 anys | Preparador físic                       | Anònims/Unificació | 24 dies | Mai            | Mai                           | Abandó                |
| Participants | Javier Quiñones         | Sevilla     | 37 anys | Actor a Los Morancos                   | Famosos/Unificació | 21 dies | Mai            | 4ªa                           | 5è expulsat (35%)     |
| Participants | Carla Pereyra           | Madrid      | 22 anys | Model i exparella de Joaquín Cortés    | Famosos/Unificació | 21 dies | Mai            | 4ªa                           | 4a expulsada (45%)    |
| Participants | Beatriz González-Rico   | Madrid      | 29 anys | Concursant de Gran Hermano 6           | Famosos/Unificació | 21 dies | Mai            | 2a, 3a                        | 3a expulsada (80%)    |
| Participants | Nerea Echaide           | Guipúscoa   | 34 anys | Cambrera                               | Anònims/Famosos    | 14 dies | Mai            | 2a                            | 2a expulsada (52%)    |
| Participants | Consuelo Berlanga       | Còrdova     | 55 anys | Periodista i col·laboradora de TV      | Famosos            | 7 dies  | Mai            | 1a                            | 1a expulsada (75%)    |
| Participants | Miriam Blanco           | Ourense     | 25 anys | Monitora esportiva                     | Anònims            | 7 dies  | Mai            | Mai                           | Aspirant / Eliminada  |

### Estadístiques setmanals
| Mª José    | Exempta  | Asp.      | Sal.      | Nominada  | Exempta   | Salvada   | Salvada  | Nominada | Salvada   | Salvada   | Nominada | Nominada | Nominada  | Nominada  | Finalista | Guanyadora |  |  |
| Déborah    | Exempta  | Asp.      | Sal.      | Salvada   | Nominada  | Salvada   | Salvada  | Salvada  | Salvada   | Immune    | Immune   | Salvada  | Immune    | Finalista | Finalista | Segona     |  |  |
| Parri      | Exempt   | Immune    | Immune    | Salvat    | Salvat    | Salvat    | Immune   | Immune   | Immune    | Salvat    | Nominat  | Nominat  | Salvat    | Immune    | Finalista | Tercer     |  |  |
| Malena     |          |           |           |           |           |           |          |          | Entra     | Nominada  | Salvada  | Salvada  | Salvada   | Nominada  | Expulsada |            |  |  |
| Trapote    | Salvada  | Salvada   | Salvada   | Immune    | Nominada  | Nominada  | Nominada | Nominada | Nominada  | Nominada  | Salvada  | Immune   | Nominada  | Expulsada |           |            |  |  |
| Sonia      |          |           |           |           |           |           |          |          | Entra     | Salvada   | Salvada  | Nominada | Expulsada |           |           |            |  |  |
| Perdiguero | Nominat  | Salvat    | Salvat    | Immune    | Salvat    | Immune    | Salvat   | Salvat   | Salvat    | Salvat    | Nominat  | Expulsat |           |           |           |            |  |  |
| Guillermo  | Salvat   | Salvat    | Salvat    | Immune    | Salvat    | Salvat    | Salvat   | Salvat   | Nominat   | Nominat   | Expulsat |          |           |           |           |            |  |  |
| Rafa       | Salvat   | Salvat    | Salvat    | Immune    | Salvat    | Salvat    | Salvat   | Salvat   | Nominat   | Expulsat  |          |          |           |           |           |            |  |  |
| Román      | Exempt   | Asp.      | Sal.      | Salvat    | Salvat    | Salvat    | Salvat   | Salvat   | Salvat    | Lesionado |          |          |           |           |           |            |  |  |
| Mireia     | Salvada  | Salvada   | Salvada   | Immune    | Salvada   | Salvada   | Nominada | Nominada | Expulsada |           |          |          |           |           |           |            |  |  |
| Óscar      | Salvat   | Immune    | Immune    | Immune    | Salvat    | Salvat    | Nominat  | Expulsat |           |           |          |          |           |           |           |            |  |  |
| Parada     |          |           |           |           |           | Entra     | Invitado | Invitado |           |           |          |          |           |           |           |            |  |  |
| Víctor     | Exempt   | Asp.      | Sal.      | Salvat    | Salvat    | Nominat   | Expulsat |          |           |           |          |          |           |           |           |            |  |  |
| Miguel     | Exempt   | Asp.      | Sal.      | Salvat    | Salvat    | Salvat    | Abandó   |          |           |           |          |          |           |           |           |            |  |  |
| Javier     | Salvat   | Salvat    | Salvat    | Immune    | Nominat   | Expulsat  |          |          |           |           |          |          |           |           |           |            |  |  |
| Carla      | Salvada  | Salvada   | Salvada   | Immune    | Nominada  | Expulsada |          |          |           |           |          |          |           |           |           |            |  |  |
| Beatriz    | Salvada  | Nominada  | Nominada  | Nominada  | Expulsada |           |          |          |           |           |          |          |           |           |           |            |  |  |
| Nerea      | Exempta  | Asp.      | Nom.      | Expulsada |           |           |          |          |           |           |          |          |           |           |           |            |  |  |
| Consuelo   | Nominada | Expulsada | Expulsada |           |           |           |          |          |           |           |          |          |           |           |           |            |  |  |
| Míriam     | Exempta  | Asp.      | Elim.     |           |           |           |          |          |           |           |          |          |           |           |           |            |  |  |

## Supervivientes: Perdidos en Honduras (2011)
- 5 de maig de 2011 - 28 de juliol de 2011 (84 dies).

La dotzena edició de Supervivents va començar el 5 de maig de 2011, mantenint el mateix dia d'emissió que anteriors edicions, la nit del dijous. En aquest sentit, Supervivientes va tornar a la palapa de Cayos Cochinos, tornant a l'escenari d'anys anteriors (2007, 2008, 2009). El programa va ser per primera vegada presentat per Jorge Javier Vázquez en el plató, Raquel Sánchez Silva a l'illa i Christian Gálvez en els debats dels dilluns.

### Participants
Un any més, Telecinco i Magnolia TV van apostar per una edició en la qual barrejarien famosos i anònims.
|              |                      | Procedència | Edat    | Ocupació                              | Equip           | Durada       | Setmanes líder | Setmanes nominat                      | Informació                 |
| ------------ | -------------------- | ----------- | ------- | ------------------------------------- | --------------- | ------------ | -------------- | ------------------------------------- | -------------------------- |
| Participants | Rosa Benito          | Cadis       | 55 anys | Cunyada de Rocío Jurado               | Famosos / Unif. | 84 dies      | Mai            | 10a, 11a, 12ªa i F                    | Guanyadora (68%)           |
| Participants | Rosi Arcas           | Còrdova     | 24 anys | Dependenta                            | Anònims / Unif. | 84 dies      | 7a i F         | 5ªa, 5ªb, 12ªa i 12ªb                 | 2a finalista (32%)         |
| Participants | Tatiana Delgado      | Madrid      | 26 anys | Estríper i model                      | Famosos / Unif. | 4 / 74 dies  | 11a i 12ªb     | 12ªa i F                              | Lesionada / 3a finalista   |
| Participants | Sonia Monroy         | Barcelona   | 39 anys | Cantant i actriu                      | Famosos / Unif. | 84 dies      | 6a i 8a        | 2a, 3a, 4a, 9a, 10a, 11a, 12ªa i 12ªb | 13a expulsada (66%)        |
| Participants | Jeyko Vigil          | Madrid      | 26 anys | Ballarí                               | Anònims / Unif. | 77 dies      | 9a i 10a       | 5ªa, 5ªb i 12ªa                       | 12è expulsat               |
| Participants | Jessica Bueno        | Sevilla     | 20 anys | Model, Miss Sevilla 2009              | Famosos / Unif. | 77 dies      | Mai            | 11a                                   | 11a expulsada              |
| Participants | Tony Genil           | Còrdova     | 63 anys | Artista de la faràndula               | Famosos / Unif. | 70 dies      | Mai            | 4a, 6a, 7a, 9a i 10a                  | 10è expulsat               |
| Participants | Arturo Requejo       | Guipúscoa   | 34 anys | Concursant de Gran Hermano 11         | Unificació      | 21 dies      | Mai            | 8a i 9a                               | 9è expulsat                |
| Participants | Carolina Córdoba     | Jaén        | 20 anys | Policia                               | Anònims / Unif. | 56 dies      | Mai            | 5ªa, 5ªb i 8a                         | 8a expulsada               |
| Participants | Emma Díaz            | Las Palmas  | 41 anys | Dependenta                            | Anònims / Unif. | 49 dies      | Mai            | 5ªa, 5ªb i 7a                         | 7a expulsada (52%)         |
| Participants | Alberto García       | Cadis       | 30 anys | Model, Míster Cadis 2008              | Unificació      | 7 dies       | Mai            | 8a                                    | Expulsió disciplinària     |
| Participants | José Manuel Montalvo | Madrid      | 30 anys | Model, Míster Espanya 2008.           | Famosos / Unif. | 42 dies      | 3a i 4a        | 6a                                    | 6è expulsat                |
| Participants | Xexu López           | La Corunya  | 33 anys | Advocat i polític                     | Anònims / Unif. | 35 dies      | Mai            | 5ªa, 5ªb                              | 5è expulsat                |
| Participants | Tamara Gorro         | Madrid      | 24 anys | Tronista de MYHYV                     | Famosos / Unif. | 28 dies      | Mai            | 4a                                    | Abandó                     |
| Participants | Kiko Rivera          | Sevilla     | 27 anys | DJ, fill de Isabel Pantoja i Paquirri | Famosos / Unif. | 35 dies      | Mai            | Mai                                   | Abandó                     |
| Participants | Diego Durán          | Pontevedra  | 33 anys | Empresari                             | Anònims         | 32 dies      | Mai            | 5ªa                                   | 4t expulsat (9/13)         |
| Participants | Reyes Estévez        | Barcelona   | 34 anys | Atleta olímpic                        | Fam. / Anón.    | 32 dies      | Mai            | 1a i 2a                               | 3er expulsat (57%)         |
| Participants | Jacobo Ostos         | Madrid      | 26 anys | Fill de Jaime Ostos                   | Famosos         | 21 dies      | 2a             | 3a                                    | 2n expulsat (68%) / (6/6)  |
| Participants | Aída Nízar           | Valladolid  | 35 anys | Concursant de Gran Hermano 5          | Fam. / Anón.    | 14 / 14 dins | Mai            | 1a                                    | 1a expulsada (87%) / (4/6) |

### Estadístiques setmanals
| Rosa     | Salvada  | Salvada   | Salvada   | Salvada   | Salvada   | Salvada     | Salvada     | Exempta     | Exempta     | Exempta  | Salvada  | Salvada  | Salvada     | Salvada   | Nominada | Nominada | Nominada    | Salvada  | Finalista | Nominada | Guanyadora |  |  |  |  |  |  |  |  |  |  |  |  |  |  |  |  |  |  |  |  |  |  |  |  |  |  |  |  |  |  |  |  |  |  |  |  |  |  |  |  |  |  |  |  |  |  |  |
| Rosi     | Exempta  | Exempta   | Exempta   | Exempta   | Exempta   | Exempta     | Exempta     | Nom.        | Sal.        | Nominada | Salvada  | Líder    | Salvada     | Salvada   | Salvada  | Salvada  | Nominada    | Nominada | Finalista | Líder    | Segona     |  |  |  |  |  |  |  |  |  |  |  |  |  |  |  |  |  |  |  |  |  |  |  |  |  |  |  |  |  |  |  |  |  |  |  |  |  |  |  |  |  |  |  |  |  |  |  |
| Tatiana  | Salvada  | Lesionada | Lesionada | Reg.      | Sal.      | Salvada     | Salvada     | Exempta     | Exempta     | Exempta  | Salvada  | Salvada  | Salvada     | Salvada   | Salvada  | Líder    | Nominada    | Líder    | Finalista | Nominada | Tercera    |  |  |  |  |  |  |  |  |  |  |  |  |  |  |  |  |  |  |  |  |  |  |  |  |  |  |  |  |  |  |  |  |  |  |  |  |  |  |  |  |  |  |  |  |  |  |  |
| Sonia    | Salvada  | Nominada  | Nominada  | Nominada  | Nominada  | Nominada    | Nominada    | Salvada     | Salvada     | Exempta  | Líder    | Salvada  | Líder       | Nominada  | Nominada | Nominada | Nominada    | Nominada | Expulsada |          |            |  |  |  |  |  |  |  |  |  |  |  |  |  |  |  |  |  |  |  |  |  |  |  |  |  |  |  |  |  |  |  |  |  |  |  |  |  |  |  |  |  |  |  |  |  |  |  |
| Jeyko    | Exempt   | Exempt    | Exempt    | Exempt    | Exempt    | Exempt      | Exempt      | Nom.        | Sal.        | Nominat  | Salvat   | Salvat   | Salvat      | Líder     | Líder    | Salvat   | Nominat     | Expulsat |           |          |            |  |  |  |  |  |  |  |  |  |  |  |  |  |  |  |  |  |  |  |  |  |  |  |  |  |  |  |  |  |  |  |  |  |  |  |  |  |  |  |  |  |  |  |  |  |  |  |
| Jéssica  | Salvada  | Salvada   | Salvada   | Salvada   | Salvada   | Salvada     | Salvada     | Exempta     | Exempta     | Exempta  | Salvada  | Salvada  | Salvada     | Salvada   | Salvada  | Nominada | Expulsada   |          |           |          |            |  |  |  |  |  |  |  |  |  |  |  |  |  |  |  |  |  |  |  |  |  |  |  |  |  |  |  |  |  |  |  |  |  |  |  |  |  |  |  |  |  |  |  |  |  |  |  |
| Tony     | Salvat   | Salvat    | Salvat    | Salvat    | Salvat    | Nominat*    | Nominat*    | C.León      | C.León      | Torna    | Nominat  | Nominat  | Salvat      | Nominat   | Nominat  | Expulsat |             |          |           |          |            |  |  |  |  |  |  |  |  |  |  |  |  |  |  |  |  |  |  |  |  |  |  |  |  |  |  |  |  |  |  |  |  |  |  |  |  |  |  |  |  |  |  |  |  |  |  |  |
| Arturo   |          |           |           |           |           |             |             |             |             |          |          | Entra    | Nominat     | Nominat   | Expulsat |          |             |          |           |          |            |  |  |  |  |  |  |  |  |  |  |  |  |  |  |  |  |  |  |  |  |  |  |  |  |  |  |  |  |  |  |  |  |  |  |  |  |  |  |  |  |  |  |  |  |  |  |  |
| Carolina | Exempta  | Exempta   | Exempta   | Exempta   | Exempta   | Exempta     | Exempta     | Nom.        | Sal.        | Nominada | Salvada  | Salvada  | Nominada    | Expulsada |          |          |             |          |           |          |            |  |  |  |  |  |  |  |  |  |  |  |  |  |  |  |  |  |  |  |  |  |  |  |  |  |  |  |  |  |  |  |  |  |  |  |  |  |  |  |  |  |  |  |  |  |  |  |
| Emma     | Exempta  | Exempta   | Exempta   | Exempta   | Exempta   | Exempta     | Exempta     | Nom.        | Sal.        | Nominada | Salvada  | Nominada | Expulsada   |           |          |          |             |          |           |          |            |  |  |  |  |  |  |  |  |  |  |  |  |  |  |  |  |  |  |  |  |  |  |  |  |  |  |  |  |  |  |  |  |  |  |  |  |  |  |  |  |  |  |  |  |  |  |  |
| Alberto  |          |           |           |           |           |             |             |             |             |          |          | Entra    | Exp.discip. |           |          |          |             |          |           |          |            |  |  |  |  |  |  |  |  |  |  |  |  |  |  |  |  |  |  |  |  |  |  |  |  |  |  |  |  |  |  |  |  |  |  |  |  |  |  |  |  |  |  |  |  |  |  |  |
| Montalvo | Salvat   | Salvat    | Salvat    | Líder     | Líder     | Líder       | Líder       | Exempt      | Exempt      | Exempt   | Nominat  | Expulsat |             |           |          |          |             |          |           |          |            |  |  |  |  |  |  |  |  |  |  |  |  |  |  |  |  |  |  |  |  |  |  |  |  |  |  |  |  |  |  |  |  |  |  |  |  |  |  |  |  |  |  |  |  |  |  |  |
| Xexu     | Exempt   | Exempt    | Exempt    | Exempt    | Exempt    | Exempt      | Exempt      | Nom.        | Sal.        | Nominat  | Expulsat |          |             |           |          |          |             |          |           |          |            |  |  |  |  |  |  |  |  |  |  |  |  |  |  |  |  |  |  |  |  |  |  |  |  |  |  |  |  |  |  |  |  |  |  |  |  |  |  |  |  |  |  |  |  |  |  |  |
| Tamara   |          | Entra     | Entra     | Salvada   | Salvada   | Nominada    | Nominada    | Salvada     | Salvada     | Exempta  | Abandó   |          |             |           |          |          |             |          |           |          |            |  |  |  |  |  |  |  |  |  |  |  |  |  |  |  |  |  |  |  |  |  |  |  |  |  |  |  |  |  |  |  |  |  |  |  |  |  |  |  |  |  |  |  |  |  |  |  |
| Kiko     | Salvat   | Salvat    | Salvat    | Salvat    | Salvat    | Salvat      | Salvat      | Exempt      | Exempt      | Exempt   | Abandó   |          |             |           |          |          |             |          |           |          |            |  |  |  |  |  |  |  |  |  |  |  |  |  |  |  |  |  |  |  |  |  |  |  |  |  |  |  |  |  |  |  |  |  |  |  |  |  |  |  |  |  |  |  |  |  |  |  |
| Diego    | Exempt   | Exempt    | Exempt    | Exempt    | Exempt    | Exempt      | Exempt      | Nom.        | C.L         | Expulsat |          |          |             |           |          |          |             |          |           |          |            |  |  |  |  |  |  |  |  |  |  |  |  |  |  |  |  |  |  |  |  |  |  |  |  |  |  |  |  |  |  |  |  |  |  |  |  |  |  |  |  |  |  |  |  |  |  |  |
| Reyes    | Nominat  | Nominat   | Nominat   | Barco     | Barco     | Cabeza León | Cabeza León | Cabeza León | Cabeza León | Expulsat |          |          |             |           |          |          |             |          |           |          |            |  |  |  |  |  |  |  |  |  |  |  |  |  |  |  |  |  |  |  |  |  |  |  |  |  |  |  |  |  |  |  |  |  |  |  |  |  |  |  |  |  |  |  |  |  |  |  |
| Jacobo   | Salvat   | Líder     | Líder     | Nominat   | Nominat   | Expulsat    | Expulsat    |             |             |          |          |          |             |           |          |          |             |          |           |          |            |  |  |  |  |  |  |  |  |  |  |  |  |  |  |  |  |  |  |  |  |  |  |  |  |  |  |  |  |  |  |  |  |  |  |  |  |  |  |  |  |  |  |  |  |  |  |  |
| Aída     | Nominada | Vaixell   | Vaixell   | Expulsada | Expulsada |             |             |             |             |          |          |          |             |           | Invitada | Invitada | Exp.discip. |          |           |          |            |  |  |  |  |  |  |  |  |  |  |  |  |  |  |  |  |  |  |  |  |  |  |  |  |  |  |  |  |  |  |  |  |  |  |  |  |  |  |  |  |  |  |  |  |  |  |  |

* Nominació disciplinària.

### Platges i Illes
Cayo Paloma Cayo Paloma és una petita platja, caracteritzada per les seves altes palmeres plenes de cocos, on l'únic aliment per als concursants, a més dels cocos, serà el que pesquin, perquè no hi ha roques per a agafar lapes, ni una altra classe d'aliments.
Playa Uva
Playa Uva és una illa petita recoberta de vegetació i tot tipus d'animals.
Playa Cabeza de León
Cabeza de León és una de les illes més grans del conjunt dels Cayos Cochinos, que es troba recoberta de vegetació i que compta amb gran quantitat de crancs i altres animals que poden usar per a menjar i pesca.
El vaixell
Durant l'inici de l'edició, en el vaixell es trobaven els concursants anònims i els dos primers famosos expulsats. Aquests van romandre allí durant una setmana i després van ser expulsats.

## Supervivientes: Honduras (2014)
- 17 de març de 2014 - 27 de maig de 2014 (71 dies).

Després de tres anys d'espera, el 28 d'octubre de 2013, el canal Telecinco va confirmar la nova temporada del reality per a març de 2014, finalment l'11 de març de 2014, Telecinco va emetre un debat inicial en el qual va presentar a 8 dels participants. Els altres 8 es van donar a conèixer per Mediaset España Comunicación quan el primer grup ja havia partit rumb a Hondures i, a més, en aquest programa es va presentar la gran novetat d'aquesta edició: que hi hauria dues Illes. El primer grup va viure a Cayo Paloma i l'altre a "Illa Bonita". Cal destacar que el grup de Cayo Paloma va desconèixer l'existència d'un altre grup de concursants habitant "Illa Bonita" i els dos grups no van competir entre si, però van haver d'interaccionar. Encara que al principi van viure separats per les càlides aigües de la Mar Carib, els habitants d' “Illa Bonita” van tenir un paper fonamental en el dia a dia dels expedicionaris de Cayo Paloma, que es van veure condicionats per les seves decisions. Finalment, els dos grups van conviure unificats en Cayo Paloma, mentre els expulsats setmanals de l'illa es jugaven la permanència del concurs en el Palafit, un recinte de fusta amb 10 metres quadrats, on només caben dos expulsats, sent aquest tercer, el més votat per l'audiència, qui havia d'abandonar el concurs. Aquesta edició va ser també presentada per Jorge Javier Vázquez i Raquel Sánchez Silva.

### Participants
|              |                   | Procedència | Edat    | Conegut per...                                  | Equip             | Durada  | Gales líder  | Gales nominat                   | Palafit | Informació            |
| ------------ | ----------------- | ----------- | ------- | ----------------------------------------------- | ----------------- | ------- | ------------ | ------------------------------- | ------- | --------------------- |
| Participants | Abraham García    | Madrid      | 22 anys | Participant de Gandia Shore                     | Bonitos / Unif.   | 71 dies | 5a - 11a i F | Mai                             | Mai     | Guanyador (50,4%)     |
| Participants | Rafa Lomana       | Lleó        | 48 anys | Preparador físic i germà de Carmen Lomana       | Palomos / Unif.   | 71 dies | Mai          | 1a, 3ªb, 4a, 10a, 11a i 12ªa    | 5a-10a  | 2n finalista (49,6%)  |
| Participants | Yong Li           | Guipúscoa   | 19 anys | Participant de Un Príncipe para Corina          | Palomos / Unif.   | 70 dies | 9ªa          | 2ªb, 3ªb, 4a, 8a i 12ªa         | Mai     | 3er finalista         |
| Participants | Nacho Montes      | Madrid      | 44 anys | Estilista i professor de Las joyas de la corona | Palomos / Unif.   | 70 dies | Mai          | 6a, 7a, 8a, 9ªa, 9ªb, 10a i 11a | Mai     | 13er expulsat         |
| Participants | Carolina Sobe     | Madrid      | 41 anys | Concursant de Gran Hermano 11                   | Palomos / Unif.   | 50 dies | 4a           | 5a, 7a i 10a                    | 8a-10a  | 12a expulsada (33%)   |
| Participants | Almudena Martínez | Múrcia      | 30 anys | Concursant de Gran Hermano 10                   | Bonitos / Unif.   | 64 dies | Mai          | 9ªa i 10a                       | Mai     | 11a expulsada (58,3%) |
| Participants | Amador Mohedano   | Cadis       | 60 anys | Germà de Rocío Jurado                           | Unificació        | 35 dies | 9ªa          | 6a, 8a i 9ªb                    | Mai     | 10è expulsat (47,2%)  |
| Participants | Rebeca Pous*      | Barcelona   | 39 anys | Cantant                                         | Unificació        | 28 dies | Mai          | 8a                              | Mai     | 9a expulsada (26,9%)  |
| Participants | Kátia Aveiro      | Madeira     | 36 anys | Cantant i germana de Cristiano Ronaldo          | Palomos / Unif.   | 56 dies | 2a i 3a      | 4a i 9ªa                        | Mai     | 8a expulsada (34,4%)  |
| Participants | Viviana Figueredo | Asunción    | 26 anys | Model                                           | Bonitos / Unif.   | 49 dies | Mai          | 2ªa, 3ªa i 6a                   | 7a      | 7a expulsada (49,9%)  |
| Participants | Tony Spina        | Girona      | 25 anys | Tronista de MYHYV                               | Bonitos / Unif.   | 33 dies | Mai          | 5a i 7a                         | Mai     | Lesionat              |
| Participants | Diego Matamoros   | Madrid      | 27 anys | Fill de Kiko Matamoros i Marián Flores          | Bonitos / Unif.   | 45 dies | Mai          | Mai                             | Mai     | Lesionat              |
| Participants | Leo Margets       | Barcelona   | 31 anys | Jugadora professional de pòquer                 | Palomos / Unif.   | 42 dies | Mai          | 5a                              | 6a      | 6a expulsada (50,4%)  |
| Participants | Bibiana Fernández | Madrid      | 60 anys | Actriu, cantant i col·laboradora de TV          | Palomos / Bonitos | 28 dies | Mai          | 3ªb                             | 4a      | 5a expulsada          |
| Participants | Aran Aznar        | Madrid      | 39 anys | Neboda de José María Aznar                      | Palomos / Bonitos | 21 dies | Mai          | 1a                              | 2a i 3a | 4a expulsada          |
| Participants | Suhaila Jad       | Madrid      | 31 anys | Tennista i tronista de MYHYV                    | Bonitos           | 21 dies | Mai          | Mai                             | Mai     | Abandó                |
| Participants | Pascual Fernández | Cadis       | 30 anys | Participant de Un Príncipe para Corina          | Bonitos           | 14 dies | Mai          | 3ªa                             | Mai     | 3er expulsat          |
| Participants | Anabel Pantoja    | Sevilla     | 27 anys | Neboda de Isabel Pantoja                        | Palomos           | 14 dies | Mai          | 2ªb                             | Mai     | 2a expulsada          |
| Participants | Antonio Tejado    | Sevilla     | 26 anys | Nebot de María del Monte                        | Palomos           | 9 dies  | Mai          | Mai                             | Mai     | Lesionat              |
| Participants | La Pelopony       | Barcelona   | 27 anys | Cantant i ballarina                             | Bonitos           | 7 dies  | Mai          | 2ªa                             | Mai     | 1a expulsada          |
| Participants | Alberto Santana   | Las Palmas  | 24 anys | Tronista de MYHYV                               | Bonitos           | 7 dies  | Mai          | Mai                             | Mai     | Lesionat              |
| Participants | Oriana Marzoli    | Madrid      | 22 anys | Tronista de MYHYV                               | Bonitos           | 4 dies  | Mai          | Mai                             | Mai     | Abandó                |

Nota (*): Rebeca Pous ja va participar prèviament a Aventura en África.

### Estadístiques setmanals
| Abraham  | Entra | Exempt   | Salvat      | Exempt      | Salvat      | Exempt   | Exempt    | Líder     | Líder    | Líder     | Líder     | Immune   | Líder     | Líder    | Líder     | Finalista | Líder   | Guanyador |  |  |  |  |  |  |  |  |  |  |  |  |
| Rafa     | Entra | Nominat  | Salvat      | Salvat      | Exempt      | Nominat  | Nominat   | Palafit   | Palafit  | Palafit   | Palafit   | Palafit  | Palafit   | Nominat  | Nominat   | Finalista | Nominat | Segon     |  |  |  |  |  |  |  |  |  |  |  |  |
| Yong Li  | Entra | Salvat   | Exempt      | Nominat     | Salvat      | Nominat  | Nominat   | Salvat    | Salvat   | Salvat    | Nominat   | Immune   | Salvat    | Salvat   | Salvat    | Finalista | Nominat | Tercero   |  |  |  |  |  |  |  |  |  |  |  |  |
| Nacho    | Entra | Salvat   | Exempt      | Salvat      | Exempt      | Salvat   | Salvat    | Salvat    | Nominat  | Nominat   | Nominat   | Nominat  | Nominat   | Nominat  | Nominat   | Expulsat  |         |           |  |  |  |  |  |  |  |  |  |  |  |  |
| Carolina |       |          |             |             | Entra       | Exempta  | Líder     | Nominada  | Salvada  | Nominada  | Palafit   | Palafit  | Palafit   | Nominada | Expulsada |           |         |           |  |  |  |  |  |  |  |  |  |  |  |  |
| Chiqui   | Entra | Exempta  | Salvada     | Exempta     | Salvada     | Exempta  | Exempta   | Salvada   | Salvada  | Salvada   | Salvada   | Nominada | Salvada   | Nominada | Expulsada |           |         |           |  |  |  |  |  |  |  |  |  |  |  |  |
| Amador   |       |          |             |             |             |          |           | Entra     | Nominat  | Salvat    | Nominat   | Immune   | Nominat   | Expulsat |           |           |         |           |  |  |  |  |  |  |  |  |  |  |  |  |
| Rebeca   |       |          |             |             |             |          |           | Entra     | Salvada  | Salvada   | Nominada  | Palafit  | Expulsada |          |           |           |         |           |  |  |  |  |  |  |  |  |  |  |  |  |
| Kátia    | Entra | Salvada  | Exempta     | Líder       | Exempta     | Líder    | Nominada  | Salvada   | Salvada  | Salvada   | Salvada   | Nominada | Expulsada |          |           |           |         |           |  |  |  |  |  |  |  |  |  |  |  |  |
| Vivi     | Entra | Exempta  | Nominada    | Salvada     | Nominada    | Salvada  | Exempta   | Salvada   | Nominada | Palafito  | Expulsada |          |           |          |           |           |         |           |  |  |  |  |  |  |  |  |  |  |  |  |
| Tony     |       |          |             |             |             | Entra    | Exempt    | Nominat   | Salvat   | Nominat   | Lesionat  |          |           |          |           |           |         |           |  |  |  |  |  |  |  |  |  |  |  |  |
| Diego    | Entra | Exempt   | Salvat      | Exempt      | Salvat      | Exempt   | Exempt    | Salvat    | Salvat   | Salvat    | Lesionat  |          |           |          |           |           |         |           |  |  |  |  |  |  |  |  |  |  |  |  |
| Leo      | Entra | Salvada  | Exempta     | Salvada     | Exempta     | Salvada  | Salvada   | Nominada  | Palafit  | Expulsada |           |          |           |          |           |           |         |           |  |  |  |  |  |  |  |  |  |  |  |  |
| Bibiana  | Entra | Salvada  | Exempta     | Salvada     | Exempta     | Nominada | C.Paloma  | Expulsada |          |           |           |          |           |          |           |           |         |           |  |  |  |  |  |  |  |  |  |  |  |  |
| Aran     | Entra | Nominada | Illa Bonita | Illa Bonita | Illa Bonita | C.Paloma | Expulsada |           |          |           |           |          |           |          |           |           |         |           |  |  |  |  |  |  |  |  |  |  |  |  |
| Suhaila  | Entra | Exempta  | Salvada     | Exempta     | Salvada     | Exempta  | Abandó    |           |          |           |           |          |           |          |           |           |         |           |  |  |  |  |  |  |  |  |  |  |  |  |
| Pascual  | Entra | Exempt   | Salvat      | Exempt      | Nominat     | Expulsat |           |           |          |           |           |          |           |          |           |           |         |           |  |  |  |  |  |  |  |  |  |  |  |  |
| Anabel   | Entra | Salvada  | Exempta     | Nominada    | Expulsada   |          |           |           |          |           |           |          |           |          |           |           |         |           |  |  |  |  |  |  |  |  |  |  |  |  |
| Antonio  | Entra | Salvat   | Lesionat    | Lesionat    | Lesionat    |          |           |           |          |           |           |          |           |          |           |           |         |           |  |  |  |  |  |  |  |  |  |  |  |  |
| Pelopony | Entra | Exempta  | Nominada    | Expulsada   |             |          |           |           |          |           |           |          |           |          |           |           |         |           |  |  |  |  |  |  |  |  |  |  |  |  |
| Santana  | Entra | Exempt   | Lesionat    |             |             |          |           |           |          |           |           |          |           |          |           |           |         |           |  |  |  |  |  |  |  |  |  |  |  |  |
| Oriana   | Entra | Exempta  | Abandó      |             |             |          |           |           |          |           |           |          |           |          |           |           |         |           |  |  |  |  |  |  |  |  |  |  |  |  |

### Platges i Illes
Cayo Paloma 
Cayo Paloma és una petita illa, caracteritzada per les seves altes palmeres plenes de cocos, on l'únic aliment per als concursants, a més dels cocos, serà el que pesquin, perquè no hi ha roques per a agafar musclos, ni una altra classe d'aliments.
Cayo Timón ("Isla Bonita")
Cayo Timón és una illa minúscula on la vegetació ha crescut des de la passada edició, això permet que l'illa va poder ser habitada en aquesta edició. En aquesta illa viu el grup dels Bonitos (que estaven exempts de les nominacions principals) i el traspassat de Cayo Paloma (Era l'"expulsat" de Cayo Paloma) abans de mudar-se els Palomos a Playa Uva i els Bonitos a Cayo Paloma.
Playa Uva
Playa Uva és una illa petita que posseeix una extensa platja vorejada de roques, recoberta de vegetació i de tota mena d'animals.

## Supervivientes: Honduras (2015)
- 16 d'abril de 2015 - 12 de juliol de 2015 (87 dies).

Després de l'èxit de l'edició número 15 de Gran Hermano, Mediaset va decidir recuperar la seva edició VIP. Així, es va emetre en el primer trimestre de l'any la tercera edició de Gran Hermano VIP en lugar del reality de aventureros. Això va retardar l'emissió de Supervivientes 2015 fins al mes d'abril. Aquesta edició va tornar a tenir lloc en Hondures, però en escenaris diferents a anys anteriors. L'estrena estava prevista per al 9 d'abril però, a causa de causes de cadena, es va ajornar al 12 d'abril. No obstant això, l'emissió de les gales es va mantenir en dijous, sent els diumenges els debats.
La presentadora Raquel Sánchez-Silva va deixar de presentar el concurs des d'Hondures, per haver-se quedat embarassada. D'aquesta manera, va ser substituïda per la presentadora Lara Álvarez, que uns mesos abans va tornar al grup Mediaset España. Finalment, Raquel Sánchez-Silva va passar a presentar el debat i l'última hora del reality.
Cal destacar que, malgrat promocionar en televisió l'inici de l'aventura per al dia 12 d'abril, dos dies abans de l'estrena, la cadena va decidir ajornar-lo pel fet que l'organització necessitava més dies per a preparar la posada en escena de la seva gala inaugural. L'estrena es va produir, finalment, el dijous 16 d'abril.

### Participants
|              |                   | Procedència   | Edat    | Conegut per...                                | Equip             | Durada  | Gales líder         | Gales nominat                         | Informació           |
| Participants |                   |               |         |                                               |                   |         |                     |                                       |                      |
| ------------ | ----------------- | ------------- | ------- | --------------------------------------------- | ----------------- | ------- | ------------------- | ------------------------------------- | -------------------- |
| Participants | Christopher Mateo | Màlaga        | 18 anys | Participant de QQCCMH 4                       | Novençans / Unif. | 87 dies | 10a i F             | 3a                                    | Guanyador (50,2%)    |
| Participants | Nacho Vidal       | Barcelona     | 41 anys | Actor porno                                   | Veterans / Unif.  | 87 dies | 13a                 | 2a, 5a, 7ªa, 7ªb, 8a, 9a, 11a, 12a, F | 2n finalista (49,8%) |
| Participants | Rubén López       | Jaén          | 22 anys | Militar, Míster Univers Mundial 2014          | Novençans / Unif. | 87 dies | 3a, 5a, 8a, 9a, 12a | 2a, 13a, F                            | 3er finalista        |
| Participants | Rafi Camino       | Madrid        | 46 anys | Torero                                        | Veterans / Unif.  | 87 dies | 3a                  | 13a                                   | 12è expulsat         |
| Participants | Isa Pantoja       | Sevilla       | 19 anys | Filla d'Isabel Pantoja                        | Veterans / Unif.  | 84 dies | 2a                  | 3a, 4a, 5a, 9a, 10a, 12a              | 11a expulsada (49%)  |
| Participants | Fortu Sánchez     | Madrid        | 61 anys | Vocalista d'Obús                              | Veterans / Unif.  | 77 dies | 4a                  | 1a, 7ªa, 10a, 11a                     | 10è expulsat         |
| Participants | Lola Ortiz        | Fuerteventura | 25 anys | Tronista de MYHYV                             | Novençans / Unif. | 70 dies | 4a                  | 7ªb                                   | 9a expulsada         |
| Participants | Lucía Parreño     | Madrid        | 24 anys | Concursant de Gran Hermano 15                 | Novençans / Unif. | 63 dies | Mai                 | 3a, 4a, 7ªa                           | 8a expulsada         |
| Participants | Suhaila Jad       | Madrid        | 32 anys | Tennista i tronista de MYHYV, SV 2014         | Veterans / Unif.  | 54 dies | 7ªa, 7ªb            | 2a, 4a, 8a                            | 7a expulsada         |
| Participants | Elisa de Panicis  | Milà          | 22 anys | Model                                         | Novençans         | 49 dies | Mai                 | 1a                                    | 6a expulsada         |
| Participants | Carmen Lomana     | Madrid        | 66 anys | Empresària i col·leccionista d'alta costura   | Veterans / Unif.  | 42 dies | Mai                 | 1a, 3a i 5a                           | 5a expulsada         |
| Participants | Noel Bayarri      | Lanzarote     | 26 anys | Tronista de MYHYV                             | Novençans         | 35 dies | 2a                  | 4a                                    | 4t expulsat          |
| Participants | Isabel Rábago     | Madrid        | 41 anys | Periodista, escriptora i col·laboradora de TV | Veterans          | 28 dies | Mai                 | 3a                                    | 3a expulsada         |
| Participants | José Labrador     | València      | 28 anys | Participant de Gandia Shore                   | Novençans         | 21 dies | Mai                 | 1a, 3a                                | 2n expulsat          |
| Participants | Arantxa Bustos    | Madrid        | 23 anys | Participant de Gandia Shore                   | Novençans         | 21 dies | Mai                 | 2a                                    | 1a expulsada         |
| Participants | Carmen Gahona     | Sevilla       | 60 anys | Parella de Chiquetete                         | Veterans          | 0 dies  | Mai                 | Mai                                   | Abandó forçat        |
| Participants | Rasel Abad        | Sevilla       | 33 anys | Cantant                                       | Veterans          | 0 dies  | Mai                 | Mai                                   | Abandó               |

### Estadístiques setmanals
|             | Debate 1 | Gala 1   | Gala 2         | Gala 3         | Gala 4         | Gala 5         | Gala 5    | Gala 6   | Gala 7   | Gala 7    | Gala 8    | Gala 9    | Gala 10   | Gala 11   | Gala 12  | Gala 13   | Final     | Final   | Final     |  |
| ----------- | -------- | -------- | -------------- | -------------- | -------------- | -------------- | --------- | -------- | -------- | --------- | --------- | --------- | --------- | --------- | -------- | --------- | --------- | ------- | --------- |  |
| Christopher | Entra    | Salvat   | Salvat         | Nominat        | Salvat         | Salvat         | Salvat    | Salvat   | Salvat   | Salvat    | Salvat    | Salvat    | Líder     | Salvat    | Salvat   | Salvat    | Finalista | Líder   | Guanyador |  |
| Nacho       | Entra    | Salvat   | Nominat        | Salvat         | Salvat         | Nominat        | Nominat   | Nominat  | Nominat  | Nominat   | Nominat   | Nominat   | Playa Uva | Nominat   | Nominat  | Líder     | Finalista | Nominat | Segon     |  |
| Rubén       | Entra    | Salvat   | Nominat        | Líder          | Salvat         | Líder          | Líder     | Salvat   | Salvat   | Salvat    | Líder     | Líder     | Salvat    | Salvat    | Líder    | Nominat   | Finalista | Nominat | Tercer    |  |
| Rafi        |          | Entra    | Salvat         | Líder          | Salvat         | Salvat         | Salvat    | Salvat   | Salvat   | Salvat    | Salvat    | Salvat    | Salvat    | Salvat    | Salvat   | Nominat   | Expulsat  |         |           |  |
| Isa         | Entra    | Salvada  | Líder          | Nominada       | Nominada       | Nominada       | Nominada  | Salvada  | Salvada  | Salvada   | Salvada   | Nominada  | Nominada  | Salvada   | Nominada | Expulsada |           |         |           |  |
| Fortu       | Entra    | Nominat  | Salvat         | Salvat         | Líder          | Salvat         | Salvat    | Nominat  | Nominat  | Salvat    | Salvat    | Salvat    | Nominat   | Nominat   | Expulsat |           |           |         |           |  |
| Lola        | Entra    | Salvada  | Salvada        | Salvada        | Líder          | Salvada        | Salvada   | Salvada  | Salvada  | Nominada  | Palafit   | Palafit   | Playa Uva | Expulsada |          |           |           |         |           |  |
| Lucía       | Entra    | Salvada  | Salvada        | Nominada       | Nominada       | Salvada        | Salvada   | Nominada | Nominada | Palafit   | Palafit   | Palafit   | Expulsada |           |          |           |           |         |           |  |
| Suhaila     | Entra    | Salvada  | Nominada       | Salvada        | Nominada       | Salvada        | Salvada   | Líder    | Líder    | Líder     | Nominada  | Expulsada |           |           |          |           |           |         |           |  |
| Elisa       | Entra    | Nominada | Isla Destierro | Isla Destierro | Isla Destierro | Isla Destierro | Palafito  | Palafito | Palafito | Palafito  | Expulsada |           |           |           |          |           |           |         |           |  |
| C. Lomana   | Entra    | Nominada | Salvada        | Nominada       | Salvada        | Nominada       | Nominada  | Palafit  | Palafit  | Expulsada |           |           |           |           |          |           |           |         |           |  |
| Noel        | Entra    | Salvat   | Líder          | Salvat         | Nominat        | Des.           | Pal.      | Expulsat |          |           |           |           |           |           |          |           |           |         |           |  |
| Isabel R.   | Entra    | Salvada  | Salvada        | Nominada       | Destierro      | Expulsada      | Expulsada |          |          |           |           |           |           |           |          |           |           |         |           |  |
| Labrador    | Entra    | Nominat  | Salvat         | Nominat        | Expulsat       |                |           |          |          |           |           |           |           |           |          |           |           |         |           |  |
| Arantxa     | Entra    | Salvada  | Nominada       | Destierro      | Expulsada      |                |           |          |          |           |           |           |           |           |          |           |           |         |           |  |
| C. Gahona   | Entra    | A.Forçat | Invitada       |                |                |                |           |          |          |           |           |           |           |           |          |           |           |         |           |  |
| Rasel       | Abandó   |          |                |                |                |                |           |          |          |           |           |           |           |           |          |           |           |         |           |  |

### Platges i Illes
Cayo Paloma 
Cayo Paloma és una petita illa, caracteritzada per les seves altes palmeres plenes de cocos, on l'únic aliment per als concursants, a més dels cocos, serà el que pesquin, perquè no hi ha roques per a agafar mariscs, ni una altra classe d'aliments.
Playa Cabeza de León ("Isla Privilegio")
Illa de gran extensió natural on els supervivents guanyadors de la prova per aconseguir aquesta illa cada setmana dormiran sota sostre i podran aconseguir menjar amb molta facilitat.
 Cayo Timón ("Isla Destierro") 
Cayo Timón és una illa minúscula que mesura 54 metres al punt més llarg en la qual no hi ha res, lloc on van sobreviure els primers expulsats setmanals del concurs com "bandejats".
 Playa Uva 
Playa Uva és una illa petita que posseeix una extensa platja vorejada de roques, recoberta de vegetació i de tota mena d'animals; llar on viuen els concursants després de la unificació.
Palafit
És una Plataforma de 25 metres quadrats que es troba a Playa Cabeza de León on viuen els "bandejats" després de la unificació. En el també conviuen els concursants que no han estat "bandejats" just la setmana anterior de la unificació final. Al Palafit hi ha una sèrie de normes entre elles estan les normes que: només un pot baixar a cuidar el foc, no poden estar més de tres hores diàries a la platja i l'aigua dolça només és per beure.

## Supervivientes: Honduras (2016)
- 21 d'abril de 2016 - 12 de juliol de 2016 (82 dies).

Durant la semifinal de l'edició anterior del concurs, Jorge Javier Vázquez i Mediaset van anunciar una nova edició prevista per a la primavera de 2016. A més, per a escalfar motors durant l'estiu 2015, Telecinco va estrenar un nou reality, Pasaporte a la isla, amb l'objectiu de triar als dos primers concursants d'aquesta edició. En ell van participar diversos personatges coneguts en el concurs per a aconseguir un lloc de concursant en Supervivientes 2016. Finalment, Cristian Nieto es va proclamar vencedor del programa, guanyant així la primera plaça per a l'illa sent triat per l'audiència. Al seu torn, l'organització va rescatar Mª Carmen Torrecillas obtenint el segon passaport per a l'illa. La resta de concursants van ser revelats entre l'11 de març i el 18 d'abril de 2016.

### Participants
|              |                         | Procedència | Edat    | Conegut per...                                | Equip           | Durada  | Gales líder                  | Gales nominat       | Desterrament | Informació         |
| Participants |                         |             |         |                                               |                 |         |                              |                     |              |                    |
| ------------ | ----------------------- | ----------- | ------- | --------------------------------------------- | --------------- | ------- | ---------------------------- | ------------------- | ------------ | ------------------ |
| Participants | Jorge Díaz              | Badajoz     | 25 anys | Model                                         | Foc / Unif.     | 82 dies | 2a, 3a, 5a, 7a, 9a - 12a i F | Mai                 | Mai          | Guanyador (54%)    |
| Participants | Yola Berrocal           | Ciudad Real | 45 anys | Ballarina i cantant                           | Aigua / Unif.   | 82 dies | 4a i 6a                      | 2a, 5a, 7a - Final  | Mai          | 2a finalista (46%) |
| Participants | Mila Ximénez            | Sevilla     | 63 anys | Periodista i exdona de Manolo Santana         | Foc / Unif.     | 82 dies | Mai                          | 5a, 9a, 11a i Final | Mai          | 3a finalista       |
| Participants | Suso Álvarez            | Barcelona   | 23 anys | Concursant de Gran Hermano 16                 | F. / A. / Unif. | 82 dies | 3a                           | 8a i 12a            | Mai          | 12° expulsat       |
| Participants | Patricia Pérez "Steisy" | Granada     | 24 anys | Tronista de MYHYV                             | Aigua / Unif.   | 75 dies | 5a                           | 6a, 7a, 9a i 11a    | 10a          | 11a expulsada      |
| Participants | Paco de Benito          | Madrid      | 44 anys | Guanyador de Pasapalabra                      | Foc / Unif.     | 68 dies | Mai                          | 6a i 8a             | 9a i 10a     | 10è expulsat       |
| Participants | Carla Barber            | Las Palmas  | 26 anys | Miss España 2015 i exparella de Álvaro Morata | Foc / Unif.     | 68 dies | 4a, 6a i 8a                  | 10a                 | Mai          | 9a expulsada       |
| Participants | Yurena                  | Biscaia     | 46 anys | Cantant i artista de la faràndula             | Aigua           | 63 dies | Mai                          | 1a                  | 2a - 9a      | 8a expulsada       |
| Participants | Dulce Delapiedra        | Sevilla     | 48 anys | Mainadera de Kiko Rivera i Isa Pantoja        | F. / A. / Unif. | 56 dies | Mai                          | 1a - 3a, 6a i 7a    | 8a           | 7a expulsada       |
| Participants | Víctor Sandoval         | Barcelona   | 49 anys | Presentador i col·laborador de TV             | Foc / Unif.     | 49 dies | Mai                          | 1a - 6a             | 7a           | 6è expulsat        |
| Participants | Miriam Saavedra         | Madrid      | 22 anys | Model i parella de Carlos Lozano              | Aigua           | 42 dies | Mai                          | 2a                  | 3a - 6a      | 5a expulsada       |
| Participants | Mario D'Amico           | Milà        | 32 anys | Model internacional                           | Aigua           | 35 dies | Mai                          | 3a - 5a             | Mai          | 4t expulsat        |
| Participants | Cristian Nieto          | Madrid      | 25 anys | Tronista de MYHYV                             | Aigua           | 28 dies | 2a                           | 4a                  | Mai          | 3er expulsat       |
| Participants | Mª Carmen Torrecillas   | Jaén        | 54 anys | Participant de QQCCMH 3                       | Foc             | 28 dies | Mai                          | 4a                  | Mai          | 2a expulsada       |
| Participants | Dioni Rodríguez         | Madrid      | 66 anys | Lladre d'un furgó blindat                     | Aigua           | 21 dies | Mai                          | 3a                  | Mai          | 1er expulsat       |
| Participants | Antonio Tejado          | Sevilla     | 28 anys | Nebot de María del Monte, SV 2014             | Aigua           | 14 dies | Mai                          | 1a                  | Mai          | Lesionat           |

### Estadístiques setmanals
| Jorge    | Entra | Salvat   | Líder     | Líder     | Salvat    | Líder     | Salvat    | Líder     | Salvat    | Líder     | Líder     | Líder     | Líder     | Finalista | Líder    | Guanyador |  |  |  |  |  |  |  |  |  |  |  |  |
| Yola     | Entra | Salvada  | Nominada  | Salvada   | Líder     | Nominada  | Líder     | Nominada  | Nominada  | Nominada  | Nominada  | Nominada  | Nominada  | Finalista | Nominada | Segona    |  |  |  |  |  |  |  |  |  |  |  |  |
| Mila     | Entra | Salvada  | Salvada   | Salvada   | Salvada   | Nominada  | Salvada   | Salvada   | Salvada   | Nominada  | Salvada   | Nominada  | Salvada   | Finalista | Nominada | Tercera   |  |  |  |  |  |  |  |  |  |  |  |  |
| Suso     | Entra | Salvat   | Salvat    | Líder     | Salvat    | Salvat    | Salvat    | Salvat    | Nominat   | Salvat    | Salvat    | Salvat    | Nominat   | Expulsat  |          |           |  |  |  |  |  |  |  |  |  |  |  |  |
| Steisy   | Entra | Salvada  | Salvada   | Salvada   | Salvada   | Líder     | Nominada  | Nominada  | Salvada   | Nominada  | Destierro | Nominada  | Expulsada |           |          |           |  |  |  |  |  |  |  |  |  |  |  |  |
| Paco     | Entra | Salvat   | Salvat    | Salvat    | Salvat    | Salvat    | Nominat   | Salvat    | Nominat   | Destierro | Destierro | Expulsat  |           |           |          |           |  |  |  |  |  |  |  |  |  |  |  |  |
| Carla    | Entra | Salvada  | Salvada   | Salvada   | Líder     | Salvada   | Líder     | Salvada   | Líder     | Salvada   | Nominada  | Expulsada |           |           |          |           |  |  |  |  |  |  |  |  |  |  |  |  |
| Yurena   | Entra | Nominada | Destierro | Destierro | Destierro | Destierro | Destierro | Destierro | Destierro | Destierro | Expulsada |           |           |           |          |           |  |  |  |  |  |  |  |  |  |  |  |  |
| Dulce    | Entra | Nominada | Nominada  | Nominada  | Salvada   | Salvada   | Nominada  | Nominada  | Destierro | Expulsada |           |           |           |           |          |           |  |  |  |  |  |  |  |  |  |  |  |  |
| Víctor   | Entra | Nominat  | Nominat   | Nominat   | Nominat   | Nominat   | Nominat   | Destierro | Expulsat  |           |           |           |           |           |          |           |  |  |  |  |  |  |  |  |  |  |  |  |
| Miriam   | Entra | Salvada  | Nominada  | Destierro | Destierro | Destierro | Destierro | Expulsada |           |           |           |           |           |           |          |           |  |  |  |  |  |  |  |  |  |  |  |  |
| Mario    | Entra | Salvat   | Salvat    | Nominat   | Nominat   | Nominat   | Expulsat  |           |           |           |           |           |           |           |          |           |  |  |  |  |  |  |  |  |  |  |  |  |
| Cristian | Entra | Salvat   | Líder     | Salvat    | Nominat   | Expulsat  |           |           |           |           |           |           |           |           |          |           |  |  |  |  |  |  |  |  |  |  |  |  |
| MªCarmen | Entra | Salvada  | Salvada   | Salvada   | Nominada  | Expulsada |           |           |           |           |           |           |           |           |          |           |  |  |  |  |  |  |  |  |  |  |  |  |
| Dioni    | Entra | Salvat   | Salvat    | Nominat   | Expulsat  |           |           |           |           |           |           |           |           |           |          |           |  |  |  |  |  |  |  |  |  |  |  |  |
| Antonio  | Entra | Nominat  | Salvat    | Lesionado |           |           |           |           |           |           |           |           |           |           |          |           |  |  |  |  |  |  |  |  |  |  |  |  |

### Platges i Illes
Els supervivents pugnaran cada setmana a través d'una espectacular prova que es desenvoluparà en la gala de prime time per guanyar-se el dret a triar entre Playa Paraíso i Laguna Cacao el lloc en el qual gaudiran’ de l'aventura hondurenya.
 Playa Paraíso 
Situada en un cayo envoltat d'aigües brutes i sorra negra, aquest enclavament, amb accés a determinades comoditats, farà que els concursants afrontin la supervivència des d'un punt de vista més incòmode. En aquesta illa conviuran els concursants que guanyin la prova de localització abans de mudar-se tots a Playa Uva.
 Laguna Cacao 
Aquesta nova localització en la part continental d'Hondures és l'hàbitat preferit d'una extensa varietat d'animals silvestres, ocells i peixos. Aquesta llacuna, amb una extensió d'un quilòmetre quadrat, està envoltada d'una exuberant vegetació, incloent vuit espècies de mangle (arbres o arbustos llenyosos que creixen en manglars) de les 34 que hi ha en el món. Aquesta extensa vegetació està drenada per costa i aiguamolls que neixen al Parc Nacional Nombre de Dios. En aquesta localització conviuen els concursants que han perdut la proves proves de localitzacions abans de mudar-se tots a Playa Uva.
 Playa Itinerante 
En aquesta localització habiten els primers concursants expulsats com bandejats, en companyia d'un entrenador hondureny, Víctor, que els ensenya supervivència. Playa Itinerantr va canviant cada dijous de lloc i actualment no es troba en cap illa pel fet que ara els "bandejats" resideixen a la Casa del Árbol.
 Playa Uva 
Playa Uva és una illa dividida en el costat fosc i en el costat lluminós. En el costat lluminós conviuen els concursants de l'equip que guanya la prova de localització després de la mudança a Playa Uva, hi gaudiran de més privilegis que en el costat fosc però menys privilegis que el Playa Paraiso. En el costat fosc conviuen els concursants que perden la prova de localització després de mudar-se a Playa Uva, en el costat fosc gaudiran de menys privilegis que en el costat lluminós però més privilegis que en Laguna Cacao. A Playa Uva hi ha una sèrie de normes que han de complir.
 Casa del árbol 
És una plataforma elevada que es troba a Playa Pelícano on habiten els "bandejats" després de la desaparició de Playa Itinerante. Aquest lloc a diferència de Platja Itinerant no canvia de localització. A més a la Casa de l'Arbre hi ha un petit Palafit.

## Supervivientes: Honduras (2017)
- 20 d'abril de 2017 - 20 de juliol de 2017 (91 dies).

Durant el debat final de Supervivientes 2016, Sandra Barneda i Lara Álvarez cvan confirmar una nova edició que donaria principi en la primavera de 2017. Durant el mes de març de 2017, Mediaset va confirmar que la nova edició comptaria amb Jorge Javier Vázquez al capdavant de les gales, que Lara Álvarez viatjaria fins a Hondures per a encarregar-se de les gales i resums diaris, i que Sandra Barneda conduiria els debats dominicals, repetint així l'equip de presentadors de l'edició anterior. Al llarg de les setmanes prèvies a l'estrena, Telecinco va anunciar els participants, entre els quals es trobaven rostres coneguts com Bigote Arrocet, Alba Carrillo, Leticia Sabater, Gloria Camila Ortega i Lucía Pariente, entre d'altres.
er primera vegada en la història de Supervivientes, alguns concursants que estaven units per llaços familiars van concursar en la mateixa edició del programa, i van formar part del mateix equip al començament de l'aventura, encara que van participar individualment. Aquests famosos eren: Lucía Pariente y Alba Carrillo (mare i filla), Kiko Jiménez i Gloria Camila Ortega (promesos) i Raquel i Bibi Rodríguez (germanes).
D'altra banda, durant tres setmanes consecutives, el concursant que habitava la casa arbre va conviure amb els anomenats fantasmes. Aquests eren el del passat (Oriana Marzoli), el del present (Lucía Pariente) i el del futur (María Lapiedra), que concursaria en l'edició següent.
La gala final celebrada el dijous 20 de juliol va tancar l'edició amb un 33,1% de share i 3.402.000 espectadors, la qual cosa va suposar la tercera final més vista de Supervivents fins avui.

### Participants
|              |                      | Procedència | Edat    | Conegut per...                                      | Durada      | Gales líder       | Gales nominat             | Zombi / Palafit | Informació                  |
| Participants |                      |             |         |                                                     |             |                   |                           |                 |                             |
| ------------ | -------------------- | ----------- | ------- | --------------------------------------------------- | ----------- | ----------------- | ------------------------- | --------------- | --------------------------- |
| Participants | José Luis Losa       | Albacete    | 43 anys | Finalista de MasterChef 4                           | 91 dies     | 6a, 13a i F       | 2a, 3a, 5a, 8a, 9a i 11a  | Mai             | Guanyador (60,9%)           |
| Participants | Alba Carrillo        | Madrid      | 30 anys | Model i exdona de Feliciano López                   | 91 dies     | Mai               | 2a, 6a, 10a, 11a, 12a i F | Mai             | 2a finalista (39,1%)        |
| Participants | Laura Matamoros      | Madrid      | 24 anys | Filla de Kiko Matamoros i Marián Flores             | 91 dies     | 12a               | 1a, 7a, 9a, 11a, 13a i F  | Mai             | 3a finalista (47,4%)        |
| Participants | Iván González        | Cadis       | 25 anys | Tronista de MYHYV                                   | 91 dies     | 5a, 7a i 8a       | 3a, 4a, 12a i 13a         | 13a             | 11° expulsat                |
| Participants | Kiko Jiménez         | Jaén        | 24 anys | Tronista de MYHYV i parella de Gloria Camila Ortega | 84 dies     | 4a i 6a           | 7a i 8a                   | 9a - 12a        | 10° expulsat                |
| Participants | Alejandro Caracuel   | Màlaga      | 22 anys | Model                                               | 84 dies     | 3a - 5a, 9a - 11a | 6a i 12a                  | Mai             | 9° expulsat                 |
| Participants | Juan Miguel Martínez | Castelló    | 61 anys | Exmarit de Karina                                   | 77 dies     | Mai               | 3a, 4a, 10a i 11a         | Mai             | 8è expulsat                 |
| Participants | Paola Caruso         | Calàbria    | 32 anys | Model i actriu                                      | 70 dies     | Mai               | 1a, 5a, 6a i 10a          | 2a - 4a, 7a     | 7a expulsada                |
| Participants | Gloria Camila Ortega | Sevilla     | 21 anys | Filla de José Ortega Cano i Rocío Jurado            | 63 dies     | Mai               | 2a, 5a, 6a, 8a i 9a       | Mai             | 6a expulsada                |
| Participants | Edmundo Arrocet*     | Madrid      | 67 anys | Humorista i parella de María Teresa Campos          | 56 dies     | Mai               | 7a                        | 8a              | 5è expulsat                 |
| Participants | Leticia Sabater*     | Barcelona   | 50 anys | Presentadora infantil i cantant                     | 42 dies     | Mai               | 1a i 5a                   | 6a              | 4a expulsada                |
| Participants | Janet Capdevila      | Barcelona   | 24 anys | Participant de Quiero ser monja                     | 21 / 9 dies | Mai               | 1a i 3a                   | 5a              | 1a / 3a expulsada           |
| Participants | Raquel Rodríguez     | Sevilla     | 44 anys | Cantant, component de Las Mellis                    | 28 dies     | Mai               | 4a                        | Mai             | 2a expulsada                |
| Participants | Bibi Rodríguez       | Sevilla     | 44 anys | Cantant, component de Las Mellis                    | 24 dies     | 2a                | 4a                        | Mai             | Abandó                      |
| Participants | Eliad Cohen          | Tel-Aviv    | 29 anys | Productor, actor i model                            | 17 dies     | 2a i 3a           | Mai                       | Mai             | Lesionat                    |
| Participants | Lucía Pariente       | Madrid      | 53 anys | Mare d'Alba Carrillo                                | 14 / 5 dies | Mai               | 2a                        | 3a, 11a         | Abandó / Exp. disciplinària |

Nota (): Edmundo "Bigoti" Arrocet i Leticia Sabater ja van participar prèviament ea La Selva de los FamoS.O.S.

### Estadístiques setmanals
|           | Gala 1 | Debat 1  | Gala 2   | Gala 3   | Gala 3   | Gala 4    | Gala 5    | Gala 5    | Gala 6    | Gala 7    | Gala 7    | Gala 8   | Gala 9         | Gala 10        | Gala 11        | Gala 12        | Gala 13  | Final     | Final    | Final     |  |
| --------- | ------ | -------- | -------- | -------- | -------- | --------- | --------- | --------- | --------- | --------- | --------- | -------- | -------------- | -------------- | -------------- | -------------- | -------- | --------- | -------- | --------- |  |
| J. Luis   | Entra  | Salvat   | Nominat  | Nominat  | Nominat  | Exempt    | Nominat   | Nominat   | Líder     | Salvat    | Salvat    | Nominat  | Nominat        | Salvat         | Nominat        | Salvat         | Líder    | Finalista | Líder    | Guanyador |  |
| Alba      | Entra  | Exempta  | Nominada | Exempta  | Exempta  | Exempta   | Salvada   | Salvada   | Nominada  | Salvada   | Salvada   | Salvada  | Salvada        | Nominada       | Nominada       | Nominada       | Salvada  | Finalista | Nominada | Segona    |  |
| Laura     | Entra  | Nominada | Exempta  | Salvada  | Salvada  | Salvada   | Salvada   | Salvada   | Salvada   | Nominada  | Nominada  | Salvada  | Nominada       | Salvada        | Nominada       | Líder          | Nominada | Finalista | Nominada | Tercera   |  |
| Iván      | Entra  | Salvat   | Exempt   | Nominat  | Nominat  | Nominat   | Líder     | Líder     | Salvat    | Líder     | Líder     | Líder    | Salvat         | Salvat         | Salvat         | Nominat        | Nominat  | Expulsat  |          |           |  |
| Kiko      | Entra  | Exempt   | Salvat   | Exempt   | Exempt   | Líder     | Salvat    | Salvat    | Líder     | Nominat   | Nominat   | Nominat  | Casa del Árbol | Casa del Árbol | Casa del Árbol | Casa del Árbol | Expulsat |           |          |           |  |
| Alejandro | Entra  | Salvat   | Exempt   | Líder    | Líder    | Líder     | Líder     | Líder     | Nominat   | Salvat    | Salvat    | Salvat   | Líder          | Líder          | Líder          | Nominat        | Expulsat |           |          |           |  |
| J. Miguel | Entra  | Salvat   | Exempt   | Nominat  | Nominat  | Nominat   | Salvat    | Salvat    | Salvat    | Salvat    | Salvat    | Salvat   | Salvat         | Nominat        | Nominat        | Expulsat       |          |           |          |           |  |
| Paola     | Entra  | Nominada | Zombie   | Zombie   | Zombie   | Zombie    | Reg.      | Nom.      | Nominada  | Zom.      | Reg.      | Salvada  | Salvada        | Nominada       | Expulsada      |                |          |           |          |           |  |
| Gloria    | Entra  | Exempta  | Nominada | Exempta  | Exempta  | Salvada   | Nominada  | Nominada  | Nominada  | Salvada   | Salvada   | Nominada | Nominada       | Expulsada      |                |                |          |           |          |           |  |
| Edmundo   | Entra  | Salvat   | Salvat   | Salvat   | Salvat   | Exempt    | Salvat    | Salvat    | Salvat    | Nominat   | Nominat   | C.Árbol  | Expulsat       |                |                |                |          |           |          |           |  |
| Leticia   | Entra  | Nominada | Salvada  | Salvada  | Salvada  | Exempta   | Nominada  | Nominada  | Zombie    | Expulsada | Expulsada |          |                |                |                |                |          |           |          |           |  |
| Janet     | Entra  | Nominada | Salvada  | Nominada | Nominada | Expulsada | Rep.      | Zom.      | Expulsada |           |           |          |                |                |                |                |          |           |          |           |  |
| Raquel    | Entra  | Exempta  | Salvada  | Exempta  | Exempta  | Nominada  | Expulsada | Expulsada |           |           |           |          |                |                |                |                |          |           |          |           |  |
| Bibi      | Entra  | Exempta  | Líder    | Exempta  | Exempta  | Nominada  | Abandó    | Abandó    |           |           |           |          |                |                |                |                |          |           |          |           |  |
| Eliad     | Entra  | Salvat   | Líder    | Líder    | Líder    | Lesionat  |           |           |           |           |           |          |                |                |                |                |          |           |          |           |  |
| Lucía     | Entra  | Exempta  | Nominada | Zom.     | Aban.    |           |           |           |           |           |           |          |                |                | Invitada       | Exp.discip.    |          |           |          |           |  |

## Supervivientes: Honduras (2018)
- 15 de març de 2018 – 14 de juny de 2018 (91 dies).

Durant el debat final de l'anterior edició, Sandra Barneda i Lara Álvarez van anunciar que el nou lliurament arribaria en la primavera de 2018. Al febrer d'aquest any, Telecinco, va anunciar que el programa repetiria cartell de presentadors, sent així Jorge Javier Vázquez l'encarregat de les gales setmanals, Lara Álvarez seria la presentadora del programa des d'Hondures, i Sandra Barneda s'encarregaria novament dels debats setmanals.
Pel seu costat, després de l'expulsió disciplinària de Saray Montoya i l'abandó tant d'Adrián Rodríguez com María Lapiedra, el programa va decidir que entrés en la seva substitució Hugo Paz, extronista de Mujeres y hombres y viceversa i exparella de Sofia Suescun. A més, igual que en l'edició prèvia, es va introduir la figura del fantasma del futur, que en aquest cas va ser Alejandro Albalá, per a passar una setmana al costat dels set últims concursants com a possible participant de l'edició de 2019.

### Participants
|              |                  | Residència   | Edat    | Conegut per...                        | Durada  | Gales líder                  | Gales nominat               | Mirador | Informació             |
| ------------ | ---------------- | ------------ | ------- | ------------------------------------- | ------- | ---------------------------- | --------------------------- | ------- | ---------------------- |
| Participants | Sofia Suescun    | Navarra      | 21 anys | Guanyadora de Gran Hermano 16         | 91 dies | 9a i 13a                     | 2a-5a, 10a, 11a i F         | Mai     | Guanyadora (53,8%)     |
| Participants | Logan Sampedro   | Astúries     | 26 anys | Model, Míster Global Espanya 2017     | 91 dies | 1a, 3a, 5a, 6a, 11a, 13a i F | 9a, 10a i 12a               | Mai     | 2n finalista (46,2%)   |
| Participants | Raquel Mosquera  | Madrid       | 48 anys | Vídua de Pedro Carrasco               | 91 dies | 4a                           | 2a, 3a, 5a, 8a-11a, 13a i F | Mai     | 3a finalista           |
| Participants | Sergio Carvajal  | Barcelona    | 24 anys | Model i influencer                    | 90 dies | 3a, 7a, 10a i 12a            | 4a, 8a, 9a i 13a            | Mai     | 11è expulsat           |
| Participants | Maestro Joao     | Madrid       | 54 anys | Vident                                | 84 dies | 1a                           | 8a i 12a                    | Mai     | 10è expulsat           |
| Participants | Hugo Paz         | Cadis        | 26 anys | Tronista de MYHYV                     | 56 dies | 5a i 8a                      | 6a, 7a, 9a i 12a            | Mai     | 9è expulsat            |
| Participants | María Jesús Ruiz | Jaén         | 35 anys | Model i actriu, Miss Espanya 2004     | 77 dies | Mai                          | 4a, 5a, 8a i 11a            | 6a      | 8a expulsada           |
| Participants | Francisco        | Alacant      | 59 anys | Cantant                               | 70 dies | 4a i 8a                      | 5a, 6a, 7a i 10a            | Mai     | 7è expulsat            |
| Participants | Romina Malaspina | Buenos Aires | 23 anys | Model i concursant de realities       | 63 dies | 6a i 7a                      | 4a, 8a i 9a                 | Mai     | 6a expulsada           |
| Participants | Alberto Isla     | Cadis        | 24 anys | Parella d'Isa Pantoja                 | 56 dies | Mai                          | 2a, 7a i 8a                 | Mai     | 5è expulsat            |
| Participants | Melissa Vargas   | Granada      | 27 anys | Pretendenta de MYHYV                  | 49 dies | Mai                          | 1a, 6a i 7a                 | 2a - 6a | 4a expulsada           |
| Participants | Isabel Castell   | Madrid       | 32 anys | Model fitness                         | 42 dies | Mai                          | 1a i 6a                     | Mai     | 3a expulsada           |
| Participants | Mayte Zaldívar   | Màlaga       | 61 anys | Exdona de Julián Muñoz                | 35 dies | Mai                          | 1a i 2a                     | 3a - 5a | 2a expulsada           |
| Participants | Fernando Marcos  | Màlaga       | 45 anys | Pareja de Mayte Zaldívar              | 28 dies | 2a                           | 4a                          | Mai     | 1er expulsat           |
| Participants | María Lapiedra   | Barcelona    | 33 anys | Exactriu porno i col·laboradora de TV | 24 dies | 2a                           | 3a                          | 4a      | Abandó voluntari       |
| Participants | Saray Montoya    | Sevilla      | 37 anys | Participant de Los Gipsy Kings        | 21 dies | Mai                          | 1a i 3a                     | Mai     | Expulsió disciplinària |
| Participants | Adrián Rodríguez | Barcelona    | 29 anys | Actor i cantant                       | 17 dies | Mai                          | Mai                         | Mai     | Abandó voluntari       |

### Estadístiques setmanals
| Sofía     | Entra | Salvada  | Nominada | Nominada | Nominada    | Nominada | Nominada | Salvada   | Salvada   | Salvada   | Líder    | Nominada  | Nominada | Salvada   | Colíder  | Finalista | Nominada | Guanyadora |  |  |  |  |  |  |  |  |
| Logan     | Entra | Líder    | Salvat   | Líder    | Salvat      | Líder    | Líder    | Líder     | Salvat    | Salvat    | Nominat* | Nominat   | Líder    | Nominat   | Colíder  | Finalista | Líder    | Segon      |  |  |  |  |  |  |  |  |
| Raquel    | Entra | Salvada  | Nominada | Nominada | Líder       | Nominada | Nominada | Salvada   | Exenta    | Nominada  | Nominada | Nominada  | Nominada | Salvada   | Nominada | Finalista | Nominada | Tercera    |  |  |  |  |  |  |  |  |
| Sergio    | Entra | Salvat   | Salvat   | Líder    | Nominat     | Salvat   | Salvat   | Salvat    | Líder     | Nominat   | Nominat* | Líder     | Salvat   | Líder     | Nominat  | Expulsat  |          |            |  |  |  |  |  |  |  |  |
| Joao      | Entra | Líder    | Salvat   | Salvat   | Salvat      | Salvat   | Salvat   | Salvat    | Salvat    | Nominat*  | Salvat   | Salvat    | Salvat   | Nominat   | Expulsat |           |          |            |  |  |  |  |  |  |  |  |
| Hugo      |       |          |          |          |             | Entra    | Líd.     | Nominat   | Nominat   | Líder     | Nominat  | Salvat    | Salvat   | Nominat   | Expulsat |           |          |            |  |  |  |  |  |  |  |  |
| Mª Jesús  | Entra | Salvada  | Salvada  | Salvada  | Nominada    | Nominada | Nominada | Salvada   | Salvada   | Nominada* | Salvada  | Salvada   | Nominada | Expulsada |          |           |          |            |  |  |  |  |  |  |  |  |
| Francisco | Entra | Salvat   | Salvat   | Salvat   | Líder       | Nominat  | Nominat  | Nominat   | Nominat   | Líder     | Salvat   | Nominat   | Expulsat |           |          |           |          |            |  |  |  |  |  |  |  |  |
| Romina    | Entra | Salvada  | Salvada  | Salvada  | Nominada*   | Salvada  | Salvada  | Líder     | Líder     | Nominada* | Nominada | Expulsada |          |           |          |           |          |            |  |  |  |  |  |  |  |  |
| Alberto   | Entra | Salvat   | Nominat  | Salvat   | Salvat      | Salvat   | Salvat   | Salvat    | Nominat   | Nominat*  | Expulsat |           |          |           |          |           |          |            |  |  |  |  |  |  |  |  |
| Melissa   | Entra | Nominada | Mirador  | Mirador  | Mirador     | Mirador  | Mirador  | Nominada  | Nominada  | Expulsada |          |           |          |           |          |           |          |            |  |  |  |  |  |  |  |  |
| Isabel    | Entra | Nominada | Salvada  | Salvada  | Salvada     | Salvada  | Salvada  | Nominada  | Expulsada |           |          |           |          |           |          |           |          |            |  |  |  |  |  |  |  |  |
| Mayte     | Entra | Nominada | Nominada | Mirador  | Mirador     | Mirador  | Mirador  | Expulsada |           |           |          |           |          |           |          |           |          |            |  |  |  |  |  |  |  |  |
| Fernando  | Entra | Salvat   | Líder    | Salvat   | Nominat     | Expulsat | Expulsat |           |           |           |          |           |          |           |          |           |          |            |  |  |  |  |  |  |  |  |
| María     | Entra | Salvada  | Líder    | Nominada | Mirador     | Abandó   | Abandó   |           |           |           |          |           |          |           |          |           |          |            |  |  |  |  |  |  |  |  |
| Saray     | Entra | Nominada | Salvada  | Nominada | Exp.discip. |          |          |           |           |           |          |           |          |           |          |           |          |            |  |  |  |  |  |  |  |  |
| Adrián    | Entra | Salvat   | Salvat   | Salvat   | Abandó      |          |          |           |           |           |          |           |          |           |          |           |          |            |  |  |  |  |  |  |  |  |

* Nominació disciplinària.

## Supervivientes: Honduras (2019)
- 25 d'abril de 2019 - 18 de juliol de 2019 (84 dies).

Després de l'èxit de l'edició 2018, Mediaset va renovar el programa per una nova edició, que va ser estrenada a l'abril de 2019, una vegada finalitzat Gran Hermano Dúo. Aquesta va ser de nou presentada per Jorge Javier Vázquez des de plató i Lara Álvarez des dels Cayos Cochinos, sent en aquesta ocasió Jordi González el conductor dels debats dominicals, labor que havia dut a terme Sandra Barneda en les últimes tres edicions. Com a novetat, i d'acord amb el concepte de "televisió transversal", Telecinco va compartir el format amb Cuatro, de tal forma que en la primera cadena s'emetrien les gales i els debats, i en la segona, les tires diàries. Quant a la gala extra Supervivientes: Tierra de nadie, conduïda fins al moment per Jorge Javier Vázquez, va passar a ser presentada aquesta vegada per Carlos Sobera, dividint-se la seva emissió entre Telecinco (de 22.00 a 22.50, aproximadament) i Cuatro (a partir de les 22.50).
D'altra banda, durant el transcurs de l'edició, el diumenge 3 de juny, es va revelar que Miriam Saavedra acudiria als Cayos Cochinos com a fantasma del passat. Així mateix, el dimarts 18 de juny, se li va comunicar a Violeta que havia d'abandonar el concurs per prescripció mèdica, encara que el programa li va proposar l'opció de tornar si es recuperava del tot o de ser concursant de ple dret en la següent edició en cas de no ser així. Després de la marxa de Violeta, el programa va decidir que una de les concursants bandejades en el vaixell encallat (Chelo, Mahi i Mónica) tornaria a integrar-se en el grup, sent Mónica Hoyos la més votada per l'audiència. De la mateixa manera, en la gala 11 es va eliminar la figura del pirata oblidat i es va obrir un televot entre Chelo, Dakota i Mahi, en foren expulsades les dues primeres, mentre que Mahi es va reincorporar al grup. Tres dies després, a causa dels problemes de salut pels havia estat hospitalitzada en l'onzena setmana, Isabel Pantoja degué abandonar el concurs.

### Participants
|              |                       | Residència | Edat                | Conegut per...                                       | Durada  | Gales líder       | Gales nominat                   | Pirata oblidat | Informació           |
| Participants |                       |            |                     |                                                      |         |                   |                                 |                |                      |
| ------------ | --------------------- | ---------- | ------------------- | ---------------------------------------------------- | ------- | ----------------- | ------------------------------- | -------------- | -------------------- |
| Participants | Omar Montes           | Madrid     | 31 anys             | Cantant i exparella d'Isa Pantoja                    | 84 dies | 8a i 9a           | Final                           | Mai            | Guanyador (53,7%)    |
| Participants | Albert Álvarez        | Soria      | 30 anys             | Saltador de perxa i tronista de MYHYV                | 84 dies | 1a, 6a, 11a i F   | 4a, 8ªa, 10a i 12a              | Mai            | 2n finalista (46,3%) |
| Participants | Fabio Colloricchio    | Udine      | 29 anys             | Model i influencer                                   | 84 dies | 5a, 6a, 10a i 12a | 7a, 8ªa, 8ªb, 9a, 11a i F       | Mai            | 3r finalista         |
| Participants | Mahi Masegosa         | Granada    | 29 anys             | Concursant de Maestros de la costura                 | 84 dies | Mai               | 2a, 7a i 12a                    | 8a - 10a       | 11a expulsada        |
| Participants | Mónica Hoyos          | Madrid     | 42 anys             | Presentadora, model i actriu                         | 77 dies | Mai               | 2a, 3a, 7a, 8ªa, 8ªb, 10a i 11a | 9a             | 10a expulsada        |
| Participants | Isabel Pantoja        | Cadis      | 62 anys             | Cantant folklòrica                                   | 73 dies | 7a                | 4a, 5a, 6a, 8ªa i 11a           | Mai            | Abandó forçat        |
| Participants | Chelo García-Cortés   | Barcelona  | 67 anys             | Periodista                                           | 70 dies | 2a                | 3a, 4a, 5a i 6a                 | 7a - 10a       | 9a expulsada         |
| Participants | Dakota Tárraga        | Alacant    | 25 anys             | Participant d' Hermano mayor                         | 70 dies | Mai               | 3a, 6a, 8ªa, 8ªb, 9a i 10a      | Mai            | 8a expulsada         |
| Participants | Colate Vallejo-Nágera | Miami      | 47 anys             | Empresari i exmarit de Paulina Rubio                 | 63 dies | 3a, 4a i 5a       | 1a, 7a, 8ªa i 9a                | Mai            | 7° expulsat          |
| Participants | Violeta Mangriñán     | València   | 25 anys             | Tronista de MYHYV                                    | 54 dies | 2a i 7a           | 1a, 5a, 6a, 8ªa i 8ªb           | Mai            | Abandó forçat        |
| Participants | Oto Vans              | Madrid     | 23 anys             | Influencer i youtuber                                | 49 dies | 1a                | 8ªa                             | Mai            | 6° expulsat          |
| Participants | Carlos Lozano         | Madrid     | 56 anys             | Presentador, actor i model                           | 42 dies | 3a                | 2a i 4a                         | 5a i 6a        | 5° expulsat          |
| Participants | Lidia Santos          | Màlaga     | 27 anys             | Model curvy                                          | 35 dies | 4a                | 5a                              | Mai            | 4a expulsada         |
| Participants | Jonathan Piqueras     | València   | 20 anys             | Fill de Cristina Pujol (exparella de Kiko Matamoros) | 28 dies | Mai               | 1a i 2a                         | 3a i 4a        | 3r expulsat          |
| Participants | Aneth Acosta          | Madrid     | Amiga d'Isa Pantoja | 21 dies                                              | Mai     | 3a                | Mai                             | 2a expulsada   |                      |
| Participants | Toñi Salazar          | Madrid     | 56 anys             | Cantant i component d'Azúcar Moreno                  | 17 dies | Mai               | Mai                             | Mai            | Abandó voluntari     |
| Participants | Encarna Salazar       | Madrid     | 58 anys             | Cantant i component d'Azúcar Moreno                  | 17 dies | Mai               | Mai                             | Mai            | Abandó voluntari     |
| Participants | Loly Álvarez          | Toledo     | 48 anys             | Artista de la faràndula                              | 14 dies | Mai               | 1a                              | 2a             | 1a expulsada         |

### Estadístiques setmanals
| Omar     | Entra | Salvat   | Exempt   | Exempt    | Exempt    | Salvat   | Salvat    | Salvat   | Líder    | Líder    | Líder    | Líder    | Salvat    | Salvat    | Salvat    | Salvat    | Finalista | Nominat | Guanyador |  |  |  |  |
| Albert   | Entra | Líder    | Exempt   | Salvat    | Nominat   | Salvat   | Líder     | Salvat   | Nominat  | Salvat   | Salvat   | Salvat   | Nominat   | Líder     | Líder     | Nominat   | Finalista | Líder   | Segon     |  |  |  |  |
| Fabio    | Entra | Salvat   | Salvat   | Exempt    | Exempt    | Líder    | Líder     | Nominat  | Nominat  | Nominat  | Nominat  | Nominat  | Líder     | Nominat   | Nominat   | Líder     | Finalista | Nominat | Tercer    |  |  |  |  |
| Mahi     | Entra | Salvada  | Nominada | Exempta   | Exempta   | Salvada  | Salvada   | Nominada | Pirata   | Pirata   | Pirata   | Pirata   | Pirata    | Reg.      | Salv.     | Nominada  | Expulsada |         |           |  |  |  |  |
| Mónica   | Entra | Exempta  | Nominada | Nominada  | Salvada   | Salvada  | Salvada   | Nominada | Nominada | Nominada | Pirata   | Reg.     | Nominada  | Nominada  | Nominada  | Expulsada |           |         |           |  |  |  |  |
| Isabel   | Entra | Exempta  | Salvada  | Salvada   | Nominada  | Nominada | Nominada  | Líder    | Nominada | Salvada  | Salvada  | Salvada  | Salvada   | Nominada  | Nominada  | A.Forçat  |           |         |           |  |  |  |  |
| Chelo    | Entra | Exempta  | Líder    | Nominada  | Nominada  | Nominada | Nominada  | Pirata   | Pirata   | Pirata   | Pirata   | Pirata   | Pirata    | Expulsada | Expulsada |           |           |         |           |  |  |  |  |
| Dakota   | Entra | Salvada  | Salvada  | Nominada  | Salvada   | Salvada  | Nominada  | Salvada  | Nominada | Nominada | Nominada | Nominada | Nominada* | Expulsada | Expulsada |           |           |         |           |  |  |  |  |
| Colate   | Entra | Nominat  | Exempt   | Líder     | Líder     | Líder    | Salvat    | Nominat  | Nominat  | Salvat   | Nominat  | Nominat  | Expulsat  |           |           |           |           |         |           |  |  |  |  |
| Violeta  | Entra | Nominada | Líder    | Exempta   | Exempta   | Nominada | Nominada  | Líder    | Nominada | Nominada | A.Forçat | A.Forçat |           |           |           |           |           |         |           |  |  |  |  |
| Oto      | Entra | Líder    | Salvat   | Salvat    | Salvat    | Salvat   | Salvat    | Salvat   | Nominat  | Expulsat |          |          |           |           |           |           |           |         |           |  |  |  |  |
| Carlos   | Entra | Exempt   | Nominat  | Líder     | Nominat   | Pirata   | Pirata    | Expulsat |          |          |          |          |           |           |           |           |           |         |           |  |  |  |  |
| Lidia    | Entra | Salvada  | Exempta  | Salvada   | Líder     | Nominada | Expulsada |          |          |          |          |          |           |           |           |           |           |         |           |  |  |  |  |
| Jonathan | Entra | Nominat  | Nominat  | Pirata    | Pirata    | Expulsat |           |          |          |          |          |          |           |           |           |           |           |         |           |  |  |  |  |
| Aneth    | Entra | Salvada  | Exempta  | Nominada  | Expulsada |          |           |          |          |          |          |          |           |           |           |           |           |         |           |  |  |  |  |
| Toñi     | Entra | Exempta  | Salvada  | Exempta   | Abandó    |          |           |          |          |          |          |          |           |           |           |           |           |         |           |  |  |  |  |
| Encarna  | Entra | Exempta  | Salvada  | Exempta   | Abandó    |          |           |          |          |          |          |          |           |           |           |           |           |         |           |  |  |  |  |
| Loly     | Entra | Nominada | Pirata   | Expulsada |           |          |           |          |          |          |          |          |           |           |           |           |           |         |           |  |  |  |  |

* Nominació disciplinària.

## Supervivientes: Honduras (2020)
- Febrer de 2020 - maig de 2020

Després de cancel·lar la producció de la segona edició de Gran Hermano Dúo i posar en marxa en el seu lloc dos reality shows de breu durada (La isla de las tentaciones i El tiempo del descuento), Mediaset va decidir avançar l'emissió de la dinovena edició de Supervivents dos mesos abans de l'habitual. D'aquesta manera, el programa tampoc es veuria afectat per l'Eurocopa 2020, celebrada entre juny i juliol d'aquest any, en no coincidir en programació.
Aquesta edició tornaria a tenir lloc en Hondures i comptaria novament amb la presentació de Jorge Javier Vázquez en les gales, Jordi González a Conexión Honduras, Carlos Sobera en Tierra de nadie i Lara Álvarez als tres espais des de l'illa, encarregant-se també dels resums diaris. A més, es mantindria l'emissió transversal entre Telecinco i Cuatro, afegint com a novetat que el debat dominical començaria mitja hora abans (21.30) a Mitele Plus amb contingut exclusiu per als abonats, continuant després a Telecinco en el seu horari habitual.

## Supervivientes: Honduras (2021)
- 8 de abril de 2021 - 23 de julio de 2021 (106 días).

Després de l'absència de Gran Hermano', Telecinco va apostar per la tercera temporada de La isla de las tentaciones per al primer trimestre de l'any, per emetre seguidament la vintena edició de Supervivientes, sent així a l'abril, la data de la primera gala. Com ja va passar a Supervivientes 2019, el reality presentat per Jorge Javier Vázquez, emetria la gala final al juliol. D'aquesta manera, l'última emissió de la vintena edició de Supervivents, tindria lloc setmanes abans que els Jocs Olímpics de Tòquio 2020.

### Participants
|              |                     | Procedència  | Edat | Conegut per...                       | Duració  | Gales líder          | Gales nominat                       | Desterrament | Informació             |
| ------------ | ------------------- | ------------ | ---- | ------------------------------------ | -------- | -------------------- | ----------------------------------- | ------------ | ---------------------- |
| centro\|15px | Olga Moreno         | Sevilla      | 45   | Dona de Antonio David Flores         | 106 dies | 5.ª, 10.ª-12.ª       | 1.ª, 14.ª, 15.ª, F1 y F2            | Mai          | Guanyadora (61,17%)    |
| centro\|15px | Gianmarco Onestini  | Bolonia      | 24   | Model y concursant de realities      | 106 dies | 6.ª, 14.ª, 15.ª y F2 | 1.ª, 3.ª, 7.ª, 8.ª, 10.ª y 12.ª     | Mai          | 2.º finalista (38,83%) |
| centro\|15px | Melyssa Pinto       | Girona       | 30   | Participant de LIDLT 2               | 106 dies | 1.ª, 3.ª y F1        | 2.ª, 4.ª, 9.ª y F2                  | Mai          | 3.ª finalista (33,52%) |
| centro\|15px | Marta Mencía "Lola" | Lleó         | 24   | Participant de LIDLT 3               | 106 dies | Mai                  | 1.ª, 13.ª y F1                      | 2.ª-13.ª     | 13.ª expulsada (24,2%) |
| centro\|15px | Tom Brusse          | Marrakech    | 28   | Participant de LIDLT 2               | 104 dies | 7.ª                  | 1.ª-4.ª, 6.ª, 8.ª-12.ª, 14.ª y 15.ª | Mai          | 12è expulsat (24,77%)  |
| centro\|15px | Alejandro Albalá    | Cantabria    | 26   | Exmarit d’Isa Pantoja                | 98 dies  | 4.ª                  | 2.ª, 3.ª, 5.ª, 8.ª, 10.ª-14.ª       | 13.ª         | 11è expulsat           |
| centro\|15px | Lara Sajen          | Buenos Aires | 43   | Concursant de Maestros de la costura | 91 dies  | 9.ª                  | 5.ª-7.ª, 11.ª y 13.ª                | 12.ª y 13.ª  | 10.ª expulsada         |
| centro\|15px | Omar Sánchez        | Las Palmas   | 29   | Parella de Anabel Pantoja            | 80 dies  | 2.ª y 8.ª            | 4.ª, 9.ª y 10.ª                     | 11.ª y 12.ª  | 9è expulsat            |
| centro\|15px | Palito Dominguín    | Badajoz      | 25   | Neboda de Miguel Bosé                | 75 dies  | Mai                  | 3.ª                                 | 4.ª-11.ª     | 8.ª expulsada          |
| centro\|15px | Carlos Alba         | Sevilla      | 42   | Concursant de MasterChef 7           | 62 dies  | Nunca                | 9.ª                                 | Mai          | 7è expulsat            |
| centro\|15px | Sylvia Pantoja*     | Sevilla      | 52   | Cantant y cosina de Isabel Pantoja   | 60 días  | Mai                  | 5.ª-8.ª                             | 9.ª          | 6.ª expulsada          |
| centro\|15px | Valeria Marini*     | Roma         | 54   | Model y actriu                       | 53 días  | Mai                  | 5.ª-7.ª                             | 8.ª          | 5.ª expulsada          |
| centro\|15px | Agustín Bravo       | Cáceres      | 60   | Locutor de radio y presentador de TV | 46 días  | Mai                  | 5.ª y 6.ª                           | 7.ª          | 4t expulsado           |
| centro\|15px | Alexia Rivas        | Lleó         | 28   | Periodista y colaboradora de TV      | 35 días  | Mai                  | 5.ª                                 | Mai          | 3.ª expulsada          |
| centro\|15px | Marta López         | Zamora       | 47   | Concursant de Gran Hermano 2         | 28 días  | Mai                  | 4.ª                                 | Mai          | 2.ª expulsada          |
| centro\|15px | Antonio Canales     | Sevilla      | 59   | Ballarí                              | 21 días  | Mai                  | 2.ª                                 | 3.ª          | 1r expulsat            |

Nota (*): Sylvia Pantoja ya participó previamente en La Selva de los FamoS.O.S. y Valeria Marini participó previamente en L'isola dei famosi.
* Supervivientes que estuvieron en la Playa Destierro 4 días, ya que las expulsiones definitivas se trasladaron al domingo.

### Estadísticas semanales
|           | Gala 1 | Gala 1   | Gala 2     | Gala 3     | Gala 4     | Gala 5     | Gala 6     | Gala 7     | Gala 8     | Gala 9     | Gala 10    | Gala 11    | Gala 12    | Gala 13  | Gala 14   | Gala 15  | Final 1  | Final 2   | Final 2  | Final 2    |
| --------- | ------ | -------- | ---------- | ---------- | ---------- | ---------- | ---------- | ---------- | ---------- | ---------- | ---------- | ---------- | ---------- | -------- | --------- | -------- | -------- | --------- | -------- | ---------- |
| Olga      | Entra  | Nominada | Salvada    | Salvada    | Salvada    | Líder      | Salvada    | Salvada    | Salvada    | Inmune*    | Líder      | Líder      | Líder      | Exempta  | Nominada  | Nominada | Nominada | Finalista | Nominada | Guanyadora |
| Gianmarco | Entra  | Nominat  | Salvat     | Nominat    | Salvat     | Salvat     | Líder      | Nominat    | Nominat    | Salvat     | Nominat    | Salvat     | Nominat    | Exempt   | Líder     | Líder    | Salvat   | Finalista | Líder    | Segon      |
| Melyssa   | Entra  | Líder    | Nominada   | Líder      | Nominada   | Salvada    | Salvada    | Salvada    | Salvada    | Nominada*  | Salvada    | Salvada    | Salvada    | Exempta  | Salvada   | Salvada  | Líder    | Finalista | Nominada | Tercera    |
| Lola      | Entra  | Nominada | Desterrada | Desterrada | Desterrada | Desterrada | Desterrada | Desterrada | Desterrada | Desterrada | Desterrada | Desterrada | Desterrada | Nominada | Salvada   | Salvada  | Nominada | Expulsada |          |            |
| Tom       | Entra  | Nominat  | Nominat    | Nominat    | Nominat    | Salvat     | Nominat    | Líder      | Nominat    | Nominat    | Nominat    | Nominat    | Nominat    | Exempt   | Nominat   | Nominat  | Expulsat |           |          |            |
| Alejandro | Entra  | Salvat   | Nominat    | Nominat    | Líder      | Nominat    | Salvat     | Salvat     | Nominat    | Salvat     | Nominat    | Nominat    | Nominat    | Nominat  | Nominat   | Expulsat |          |           |          |            |
| Lara      | Entra  | Exempta  | Exempta    | Exempta    | Exempta    | Nominadaº  | Nominadaº  | Nominadaº  | Salvada    | Líder      | Salvada    | Nominada   | Desterrada | Nominada | Expulsada |          |          |           |          |            |
| Omar      | Entra  | Salvat   | Líder      | Salvat     | Nominat    | Salvat     | Salvat     | Salvat     | Líder      | Nominat    | Nominat    | Desterrat  | Expulsat   |          |           |          |          |           |          |            |
| Palito    | Entra  | Exempta  | Exempta    | Nominada   | Desterrada | Desterrada | Desterrada | Desterrada | Desterrada | Desterrada | Desterrada | Expulsada  |            |          |           |          |          |           |          |            |
| Carlos    | Entra  | Exempt   | Exempt     | Exempt     | Exempt     | Salvat     | Salvat     | Salvat     | Salvat     | Nominat    | Expulsat   |            |            |          |           |          |          |           |          |            |
| Sylvia    | Entra  | Exempta  | Exempta    | Exempta    | Exempta    | Nominadaº  | Nominadaº  | Nominadaº  | Nominada   | Expulsada  |            |            |            |          |           |          |          |           |          |            |
| Valeria   | Entra  | Exempta  | Exempta    | Exempta    | Salvada    | Nominada   | Nominada   | Nominada   | Expulsada  |            |            |            |            |          |           |          |          |           |          |            |
| Agustín   | Entra  | Exempt   | Exempt     | Exempt     | Exempt     | Nominatº   | Nominatº   | Expulsat   |            |            |            |            |            |          |           |          |          |           |          |            |
| Alexia    | Entra  | Exempta  | Exempta    | Exempta    | Exempta    | Nominadaº  | Expulsada  |            |            |            |            |            |            |          |           |          |          |           |          |            |
| Marta     | Entra  | Salvada  | Salvada    | Salvada    | Nominada   | Expulsada  |            |            |            |            |            |            |            |          |           |          |          |           |          |            |
| Antonio   | Entra  | Exempt   | Nominat    | Desterrat  | Expulsat   |            |            |            |            |            |            |            |            |          |           |          |          |           |          |            |

º Nominación directa al ser lacayos (no son supervivientes de pleno derecho).
* Nominació i inmunitat per un joc. 
Notes: En la gala 13 no hi va haver nominacions, el expulsat va ser l’Alejandro, que es va unir al grup de Desterrats juntament amb la Lara y la Lola, i aquests tres van passar a ser els nominats de la setmana, que s’enfrentarien a un "televot" resolt en la gala següent.

## Supervivientes: Honduras (2022)
- 8 d’abril de 2021 - 23 de juliol de 2021 (106 días).

Com cada any, Mediaset va reservar la seva reality estrella per al segon trimestre de l'any, estrenant aquest després de la final de la segona edició de Secret Story: La casa de los secretos. Aquesta edició tornaria a tenir lloc a Hondures i comptaria amb la presentació de Jorge Javier Vázquez a les gales, Ion Aramendi a Connexió Hondures, Carlos Sobera a Terra de ningú i Lara Álvarez als tres espais des de l'illa.

### Participants
|              |                     | Procedència | Edat | Conegut per...                          | Duració | Gales líder          | Gales nominat                | Paràsit | Informació                    |
| ------------ | ------------------- | ----------- | ---- | --------------------------------------- | ------- | -------------------- | ---------------------------- | ------- | ----------------------------- |
| Participants | Alejandro Nieto     | Cadis       | 32   | Model, Míster Espanya 2015              | 98 dies | 9a, 10a, 14a i F     | 3a, 4a, 7a i 12a             | Mai     | Guanyador (57,7%)             |
| Participants | Marta Peñate        | Las Palmas  | 31   | Concursant de Gran Hermano 16           | 98 dies | 1a i 13a             | 5a, 6a i F                   | 7a-12a  | 2a finalista (42,3%)          |
| Participants | Nacho Palau         | València    | 50   | Exmarit de Miguel Bosé                  | 98 dies | 12a                  | 5a, 6a, 9a-11a, 13a, 14a i F | Mai     | Plantilla:Ord finalista (30%) |
| Participants | Ignacio de Borbón   | Madrid      | 21   | Model, cosí de Felip VI d'Espanya       | 98 dies | 2a, 5a-8a, 11a i 13a | 4a, 9a, 10a, 12a i 14a       | Mai     |                               |
| Participants | Anabel Pantoja      | Sevilla     | 36   | Sobrina de Isabel Pantoja               | 91 dies | 1a                   | 6a, 7a, 11a i 13a            | Mai     | 12a expulsada                 |
| Participants |                     | Màlaga      | 46   | Amiga d'Olga Moreno                     | 84 dies | 4a                   | 11a i 12a                    | Mai     | 11a expulsada                 |
| Participants | Yulen Pereira       | Madrid      | 26   | Esgrimista                              | 80 dies | 2a i 6a              | 8a, 10a i 11a                | 12a     | 10è expulsat                  |
| Participants | Kiko Matamoros      | Madrid      | 65   | Col·laborador de TV                     | 73 dies | Mai                  | 2a-6a, 8a-10a                | 11a     | 9è expulsat                   |
| Participants | Mariana Rodríguez   | Caraques    | 31   | Model i concursant de realities         | 66 dies | 3a                   | 7a-9a                        | 10a     | 8a expulsada                  |
| Participants | Anuar Beno          | Ceuta       | 22   | Germà d'Asraf Beno                      | 59 dies | 7a                   | 8a                           | 9a      | 7è expulsat                   |
| Participants |                     | Las Palmas  | 24   | Participant de LIDLT 4                  | 52 dies | 3a i 5a              | 7a                           | 8a      | 6a expulsada                  |
| Participants | Desirée Rodríguez   | Sevilla     | 36   | Finalista de Gran Hermano 14            | 45 dies | 4a                   | 5a                           | 6a i 7a | 4a / 5a expulsada             |
| Participants | Juan Muñoz          | Barcelona   | 56   | Humorista i actor                       | 38 dies | Mai                  | 1a-4a                        | 5a i 6a | Abandó voluntari              |
| Participants | Ainhoa Cantalapedra | Biscaia     | 41   | Cantant, guanyadora de OT 2002          | 31 dies | Mai                  | 1a-3a                        | 4a i 5a | 3a expulsada                  |
| Participants | Rubén Sánchez       | Barcelona   | 40   | Culturista, parella de Enrique del Pozo | 24 dies | Mai                  | 1a                           | 2a-4a   | 2n expulsat                   |
| Participants | Charo Vega          | Sevilla     | 65   | Artista de la faràndula                 | 17 dies | Mai                  | 1a i 2a                      | 3a      | 1a expulsada                  |

Nota (*):Anabel Pantoja ja va participar prèviament a Supervivientes 2014.

### Estadístiques setmanals
|           | Gala 1 | Debat 1  | Gala 2   | Gala 3    | Gala 4   | Gala 5    | Gala 6   | Gala 6   | Gala 7    | Gala 8    | Gala 9   | Gala 10   | Gala 11  | Gala 12  | Gala 13   | Gala 14   | Final     | Final    | Final     |
| --------- | ------ | -------- | -------- | --------- | -------- | --------- | -------- | -------- | --------- | --------- | -------- | --------- | -------- | -------- | --------- | --------- | --------- | -------- | --------- |
| Alejandro | Entra  | Salvat   | Salvat   | Nominat   | Nominat  | Salvat    | Salvat   | Salvat   | Nominat   | Salvat    | Líder    | Líder     | Salvat   | Nominat  | Salvat    | Líder     | Finalista | Líder    | Guanyador |
| Marta     | Entra  | Líder    | Salvada  | Salvada   | Salvada  | Nominada  | Nominada | Nominada | Paràsit   | Paràsit   | Paràsit  | Paràsit   | Paràsit  | Paràsit  | Colíder   | Salvada   | Finalista | Nominada | Segona    |
| Nacho     | Entra  | Salvat   | Salvat   | Salvat    | Salvat   | Nominat   | Nominat  | Nominat  | Salvat    | Salvat    | Nominat  | Nominat   | Nominat  | Líder    | Nominat   | Nominat   | Finalista | Nominat  | Tercer    |
| Ignacio   | Entra  | Salvat   | Líder    | Salvat    | Nominat  | Líder     | Líder    | Líder    | Líder     | Líder     | Nominat  | Nominat   | Líder    | Nominat  | Colíder   | Nominat   | Expulsat  |          |           |
| Anabel    | Entra  | Líder    | Salvada  | Salvada   | Salvada  | Salvada   | Nominada | Nominada | Nominada  | Salvada   | Salvada  | Salvada   | Nominada | Salvada  | Nominada  | Expulsada |           |          |           |
| Ana       | Entra  | Salvada  | Salvada  | Salvada   | Líder    | Salvada   | Salvada  | Salvada  | Salvada   | Salvada   | Salvada  | Salvada   | Nominada | Nominada | Expulsada |           |           |          |           |
| Yulen     | Entra  | Salvat   | Líder    | Salvat    | Salvat   | Salvat    | Líder    | Líder    | Salvat    | Nominat   | Salvat   | Nominat   | Nominat  | Expulsat |           |           |           |          |           |
| Kiko      | Entra  | Salvat   | Nominat  | Nominat   | Nominat  | Nominat   | Nominat  | Nominat  | Salvat    | Nominat   | Nominat  | Nominat   | Expulsat |          |           |           |           |          |           |
| Mariana   | Entra  | Salvada  | Salvada  | Líder     | Salvada  | Salvada   | Salvada  | Salvada  | Nominada  | Nominada  | Nominada | Expulsada |          |          |           |           |           |          |           |
| Anuar     | Entra  | Salvat   | Salvat   | Salvat    | Salvat   | Salvat    | Salvat   | Salvat   | Líder     | Nominat   | Expulsat |           |          |          |           |           |           |          |           |
| Tania     | Entra  | Salvada  | Salvada  | Líder     | Salvada  | Líder     | Salvada  | Salvada  | Nominada  | Expulsada |          |           |          |          |           |           |           |          |           |
| Desirée   | Entra  | Salvada  | Salvada  | Salvada   | Líder    | Nominada  | Exp.     | Rep.     | Expulsada |           |          |           |          |          |           |           |           |          |           |
| Juan      | Entra  | Nominat  | Nominat  | Nominat   | Nominat  | Paràsit   | Abandó   | Abandó   |           |           |          |           |          |          |           |           |           |          |           |
| Ainhoa    | Entra  | Nominada | Nominada | Nominada  | Paràsit  | Expulsada |          |          |           |           |          |           |          |          |           |           |           |          |           |
| Rubén     | Entra  | Nominat  | Paràsit  | Paràsit   | Expulsat |           |          |          |           |           |          |           |          |          |           |           |           |          |           |
| Charo     | Entra  | Nominada | Nominada | Expulsada |          |           |          |          |           |           |          |           |          |          |           |           |           |          |           |

- Després de tres dies a Playa Paraíso, Desirée és expulsada i Juan abandona el concurs pel que s'obre una enquesta a la web de Telecinco, aconseguint així tornar a ser Paràsit.

## Supervivientes: Honduras (2024)
- 7 de Març de 2024 - ¿?

Mediaset va apostar un any més per una nova edició del format, la vint-i-tresena del programa a Espanya, que arribaria al segon trimestre de l'any un cop acabada la segona edició de Gran Hermano Dúo.
Aquesta edició tornaria a tenir lloc a Hondures i comptaria novament amb Jorge Javier Vázquez com a presentador de les gales, Carlos Sobera al capdavant de Terra de Ningú, Sandra Barneda substituint a Ion Aramendi a Connexión Hondures, i Laura Madrueño per segon any consecutiu presentant els tres espais des de l'illa. A més, Iban García va presentar Qui va dir vull anar a Supervivientes? per als abonats de Mitele PLUS.
Així mateix, per primera vegada, la producció del format va recaure sobre Quars Produccions, després de vuit edicions amb Bulldog TV al càrrec.

### Participants
|              |                     | Procedència | Edat | Conegut per ser...                         | Duració      | Gales líder                   | Gales nominat                     | Limb         | Informació             |
| Participants |                     |             |      |                                            |              |                               |                                   |              |                        |
| ------------ | ------------------- | ----------- | ---- | ------------------------------------------ | ------------ | ----------------------------- | --------------------------------- | ------------ | ---------------------- |
| Participants | Pedro García Aguado | Madrid      | 55   | Presentador de TV i exjugador de waterpolo | 104 dies     | Mai                           | 4a, 5a, 7a, 9a-11a, 13a, 15a, 16a | Mai          | Guanyador (54%)        |
| Participants | Rubén Torres        | Barcelona   | 31   | Participant de Falso amor                  | 104 dies     | 2a, 4a-6a, 10a-13ª, 14ªb, 16a | 8a, 14a, 15a                      | Mai          | 2n Finalista (46%)     |
| Participants | Marieta Díaz        | Alacant     | 24   | Participant de LIDLT 7                     | 104 dies     | 9a, 15a                       | 5a, 6a, 11a-14ªb, 16a             | Mai          | 3ª Finalista           |
| Participants | Arkano              | Alacant     | 29   | Cantant i raper                            | 104 dies     | Mai                           | 8a, 9a, 13a, 16a                  | Mai          | 15è expulsat           |
| Participants | Gorka Ibarguren     | Guipúscoa   | 30   | El Conquistador                            | 102 dies     | 1a, 5a, 8a, 11a               | 7a, 10a, 12a, 14ªb, 15a           | Mai          | 14è expulsat           |
| Participants | Blanca Manchón      | Sevilla     | 37   | Windsurfista olímpica                      | 97 dies      | 7a, 9a                        | 5a, 11a, 14ªb                     | 6a, 12a, 13a | 13a expulsada          |
| Participants | Miri Pérez-Cabrero  | Barcelona   | 30   | Actriu i finalista de MasterChef 5         | 93 dies      | 3a, 6a, 13a                   | 2a, 4a, 8a, 9a                    | Mai          | 12a expulsada          |
| Participants | Aurah Ruiz          | Las Palmas  | 34   | Model, dona de Jesé Rodríguez              | 90 dies      | Mai                           | 1a-3a, 5a, 9a-13a                 | Mai          | 11a expulsada          |
| Participants | Kiko Jiménez*       | Jaén        | 31   | Tronista de MYHYV                          | 83 dies      | 7a, 8a                        | 9a, 12a                           | 1a-6a, 13a   | 10è expulsat           |
| Participants | Ángel Crist Jr.     | Madrid      | 43   | Fill de Bárbara Rey i Àngel Crist          | 75 dies      | 10a                           | 1a-4a i 7a                        | Mai          | Expulsió disciplinària |
| Participants | Javier Ungría       | Madrid      | 42   | Exmarit d'Elena Tablada                    | 70 dies      | 4a                            | 6a i 10a                          | Mai          | 9è expulsat            |
| Participants | Laura Matamoros*    | Madrid      | 31   | Filla de Kiko Matamoros                    | 35 / 21 dies | Mai                           | 9a                                | 1a-6a        | 4a / 8a expulsada      |
| Participants | Arantxa del Sol     | Astúries    | 51   | Model, actriu i presentadora de TV         | 56 dies      | Mai                           | 1a, 3a, 4a i 8a                   | 5a-6a        | 7a expulsada           |
| Participants | Claudia Martínez    | Barcelona   | 27   | Tronista de MYHYV                          | 49 dies      | Mai                           | 6a i 7a                           | Mai          | 6a expulsada           |
| Participants | Mario González      | Madrid      | 30   | Participant de LIDLT 5                     | 42 dies      | 1a, 2a i 3a                   | 6a                                | Mai          | 5è expulsat            |
| Participants | Kike Calleja        | Madrid      | 42   | Periodista i col·laborador de TV           | 31 dies      | Mai                           | 3a                                | 4a i 5a      | 3r expulsat            |
| Participants | Lorena Morlote      | Màlaga      | 46   | Perruquera de famosos                      | 24 dies      | Mai                           | 1a                                | 2a-4a        | 2a expulsada           |
| Participants | Carmen Borrego      | Madrid      | 57   | Col·laboradora de televisió                | 21 dies      | Mai                           | Mai                               | Mai          | Abandó forçat          |
| Participants | Rocío Madrid        | Màlaga      | 45   | Actriu i presentadora de TV                | 17 dies      | Mai                           | 2a                                | 3a           | 1a expulsada           |
| Participants | Zayra Gutiérrez     | Madrid      | 24   | Filla de Guti i Arancha de Benito          | 10 dies      | Mai                           | Mai                               | Mai          | Lesionada              |

- Nota:(*) Kiko Jiménez i Laura Matamoros ja van participar prèviament a Supervivientes 2017, però pel fet que es van quedar a les portes de la victòria, l'organització els dona una segona oportunitat, començant la seva concurs directament a Playa Limbo, on reben els eliminats setmanals per enfrontar-se al televot final d'expulsió.

### Estadístiques setmanals
|         | Gala 1 | Gala 1   | Gala 2   | Gala 3    | Gala 4    | Gala 5   | Gala 6    | Gala 7   | Gala 8    | Gala 9    | Gala 10   | Gala 11  | Gala 12     | Gala 13  | Gala 14   | Debat 14  | Gala 15   | Gala 16  | Final     | Final    | Final     |  |
| ------- | ------ | -------- | -------- | --------- | --------- | -------- | --------- | -------- | --------- | --------- | --------- | -------- | ----------- | -------- | --------- | --------- | --------- | -------- | --------- | -------- | --------- |  |
| Pedro   | Entra  | Salvat   | Salvat   | Salvat    | Nominat   | Nominat  | Salvat    | Nominat  | Salvat    | Nominat   | Nominat   | Nominat  | Salvat      | Nominat  | Salvat    | Salvat    | Nominat   | Nominat  | Finalista | Nominat  | Guanyador |  |
| Torres  | Entra  | Salvat   | Líder    | Salvat    | Líder     | Líder    | Líder     | Salvat   | Nominat   | Salvat    | Líder     | Líder    | Líder       | Colíder  | Nominat   | Líder     | Nominat   | Líder    | Finalista | Líder    | Segon     |  |
| Marieta |        |          |          |           | Entra     | Nominada | Nominada  | Salvada  | Salvada   | Líder     | Salvada   | Nominada | Nominada    | Nominada | Nominada  | Nominada  | Líder     | Nominada | Finalista | Nominada | Tercera   |  |
| Arkano  | Entra  | Salvat   | Salvat   | Salvat    | Salvat    | Salvat   | Salvat    | Salvat   | Nominat   | Nominat   | Salvat    | Salvat   | Salvat      | Nominat  | Nominat   | Salvat    | Salvat    | Nominat  | Expulsat  |          |           |  |
| Gorka   | Entra  | Líder    | Salvat   | Salvat    | Salvat    | Líder    | Salvat    | Nominat  | Líder     | Salvat    | Nominat   | Líder    | Nominat     | Salvat   | Colíder   | Nominat   | Nominat   | Expulsat |           |          |           |  |
| Blanca  | Entra  | Salvada  | Salvada  | Salvada   | Salvada   | Nominada | Líder     | Líder    | Salvada   | Líder     | Salvada   | Nominada | Amagada     | Amagada  | Colíder   | Nominada  | Expulsada |          |           |          |           |  |
| Miri    | Entra  | Salvada  | Nominada | Líder     | Nominada  | Salvada  | Líder     | Salvada  | Nominada  | Nominada* | Salvada   | Salvada  | Salvada     | Colíder  | Nominada  | Expulsada |           |          |           |          |           |  |
| Aurah   | Entra  | Nominada | Nominada | Nominada  | Salvada   | Nominada | Salvada   | Salvada  | Salvada   | Nominada* | Nominada  | Nominada | Nominada*   | Nominada | Expulsada |           |           |          |           |          |           |  |
| Kiko    |        | Entra    | Limb     | Limb      | Líder     | Limb     | Limb      | Líder    | Líder     | Nominat   | Salvat    | Salvat   | Nominat     | Expulsat |           |           |           |          |           |          |           |  |
| Ángel   | Entra  | Nominat  | Nominat  | Nominat   | Nominat   | Salvat   | Salvat    | Nominat  | Salvat    | Salvat    | Líder     | Salvat   | Exp.discip. |          |           |           |           |          |           |          |           |  |
| Javier  | Entra  | Salvat   | Salvat   | Salvat    | Líder     | Salvat   | Nominat   | Salvat   | Salvat    | Salvat    | Nominat   | Expulsat |             |          |           |           |           |          |           |          |           |  |
| Laura   |        | Entra    | Limb     | Líder     | Limb      | Líder    | Expulsada | Repesca  | Salvada   | Nominada  | Expulsada |          |             |          |           |           |           |          |           |          |           |  |
| Arantxa | Entra  | Nominada | Salvada  | Nominada  | Nominada  | Limb     | Limb      | Salvada  | Nominada  | Expulsada |           |          |             |          |           |           |           |          |           |          |           |  |
| Claudia | Entra  | Salvada  | Salvada  | Salvada   | Salvada   | Salvada  | Nominada  | Nominada | Expulsada |           |           |          |             |          |           |           |           |          |           |          |           |  |
| Mario   | Entra  | Líder    | Líder    | Líder     | Salvat    | Salvat   | Nominat   | Expulsat |           |           |           |          |             |          |           |           |           |          |           |          |           |  |
| Kike    | Entra  | Salvat   | Salvat   | Nominat   | Limb      | Expulsat |           |          |           |           |           |          |             |          |           |           |           |          |           |          |           |  |
| Lorena  | Entra  | Nominada | Limb     | Limb      | Expulsada |          |           |          |           |           |           |          |             |          |           |           |           |          |           |          |           |  |
| Carmen  | Entra  | Salvada  | Salvada  | Salvada   | A.Forçat  |          |           |          |           |           |           |          |             |          |           |           |           |          |           |          |           |  |
| Rocío   | Entra  | Salvada  | Nominada | Expulsada |           |          |           |          |           |           |           |          |             |          |           |           |           |          |           |          |           |  |
| Zayra   | Entra  | Salvada  | Exempta  | Lesionada |           |          |           |          |           |           |           |          |             |          |           |           |           |          |           |          |           |  |

(*)Nominació disciplinària

## Supervivientes All Stars (1a edició)
El 14 de maig de 2024 durant l'emissió de Terra de Ningú es va anunciar que estava en producció Supervivientes All Stars, un format en què participarien diverses llegendes d'edicions anteriors que van marcar un abans i un després en la història de Supervivientes. A banda de l'anunci d'aquest format, es va anunciar que la influencer, col·laboradora de televisió espanyola i guanyadora de Gran Hermano 16, Sofia Suescun, seria la primera participant de l'esmentat reality.

### Participants
|              |                       | Procedència | Edat | Edició | Posició anterior | Duració | Gales líder | Gales nominat      | Informació           |
| Participants |                       |             |      |        |                  |         |             |                    |                      |
| ------------ | --------------------- | ----------- | ---- | ------ | ---------------- | ------- | ----------- | ------------------ | -------------------- |
| Participants | Marta Peñate          | Las Palmas  | 33   | 2022   | 2ª Finalista     | 38 dies | 6ª          | 3ª, 5ª, 7ª i final | Guanyadora           |
| Participants | Alejandro Nieto       | Cádiz       | 34   | 2022   | Guanyador        | 38 dies | 5ª          | 4ª, 6ª, 7ª         | 2n Finalista         |
| Participants | Sofía Suescun         | Madrid      | 27   | 2018   | Guanyadora       | 38 dies | 3ª, 4ª, 7ª  | 5ª, 6ª i final     | 3.ª Finalista        |
| Participants | Jorge Pérez           | Cantabria   | 41   | 2020   | Guanyador        | 38 dies | Mai         | 1ª, 2ª, 4ª, 7ª     | 7è expulsat          |
| Participants | Logan Sampedro        | Asturias    | 32   | 2018   | 2n Finalista     | 35 dies | Mai         | 6ª                 | 6è expulsat          |
| Participants | Marta Mencía "Lola"   | León        | 28   | 2021   | 4ª Finalista     | 32 dies | Mai         | 3ª, 5ª             | 5ª expulsada (13%)   |
| Participants | Bosco Martínez-Bordiú | Madrid      | 25   | 2023   | Guanyador        | 28 dies | Mai         | 2ª, 4ª             | 4t expulsat (46%)    |
| Participants | Abraham García        | Madrid      | 33   | 2014   | Guanyador        | 21 dies | 1ª-2ª       | 3ª                 | 3r expulsat (25%)    |
| Participants | Olga Moreno           | Sevilla     | 48   | 2021   | Guanyadora       | 14 dies | Mai         | 1ª, 2ª             | 2ª expulsada (47%)   |
| Participants | Adara Molinero        | Madrid      | 31   | 2023   | 2ª Finalista     | 7 dies  | Mai         | 1ª                 | 1ª expulsada (48,9%) |

### Estadístiques setmanals
|           | Gala 0 | Gala 1   | Gala 2    | Gala 3    | Gala 4   | Gala 5   | Gala 6    | Gala 7   | Final     | Final    | Final      |
| --------- | ------ | -------- | --------- | --------- | -------- | -------- | --------- | -------- | --------- | -------- | ---------- |
| Marta     | Entra  | Salvada  | Salvada   | Nominada  | Salvada  | Nominada | Líder     | Nominada | Finalista | Nominada | Guanyadora |
| Alejandro | Entra  | Salvat   | Salvat    | Salvat    | Nominat  | Líder    | Nominat   | Nominat  | Finalista | Líder    | Segon      |
| Sofía     | Entra  | Salvada  | Salvada   | Líder     | Líder    | Nominada | Nominada  | Líder    | Finalista | Nominada | Tercera    |
| Jorge     | Entra  | Nominat  | Nominat   | Salvat    | Nominat  | Salvat   | Salvat    | Nominat  | Expulsat  |          |            |
| Logan     | Entra  | Salvat   | Salvat    | Salvat    | Salvat   | Salvat   | Nominat   | Expulsat |           |          |            |
| Lola      | Entra  | Salvada  | Salvada   | Nominada  | Salvada  | Nominada | Expulsada |          |           |          |            |
| Bosco     | Entra  | Salvat   | Nominat   | Salvat    | Nominat  | Expulsat |           |          |           |          |            |
| Abraham   | Entra  | Líder    | Líder     | Nominat   | Expulsat |          |           |          |           |          |            |
| Olga      | Entra  | Nominada | Nominada  | Expulsada |          |          |           |          |           |          |            |
| Adara     | Entra  | Nominada | Expulsada |           |          |          |           |          |           |          |            |

### Tabla de estadísticas
| Marieta | Entra | Salvada  | Salvada   | Salvada   | Salvada   | Salvada   | Líder     | Salvada   | Salvada   | Líder     | Salvada   | Salvada   | Salvada   | Líder     | Salvada   | Líder     | Líder     | Finalista |  |  |  |  |  |  |  |
| Aurah   | Entra | Líder    | Salvada   | Salvada   | Salvada   | Salvada   | Líder     | Líder     | Salvada   | Salvada   | Salvada   | Líder     | Nominada  | Salvada   | Salvada   | Nominada  | Nominada  | Finalista |  |  |  |  |  |  |  |
| Laura   | Entra | Salvada  | Salvada   | Salvada   | Salvada   | Salvada   | Salvada   | Salvada   | Salvada   | Nominada  | Salvada   | Nominada  | Nominada  | Salvada   | Nominada  | Nominada  | Nominada  | Finalista |  |  |  |  |  |  |  |
| Miri    | Entra | Líder    | Salvada   | Líder     | Salvada   | Salvada   | Salvada   | Salvada   | Salvada   | Salvada   | Líder     | Salvada   | Nominada  | Nominada  | Líder     | Salvada   | Nominada  | Finalista |  |  |  |  |  |  |  |
| Claudia | Entra | Salvada  | Salvada   | Salvada   | Salvada   | Líder     | Salvada   | Líder     | Nominada  | Salvada   | Nominada  | Nominada  | Líder     | Nominada  | Nominada  | Nominada  | Nominada  | Expulsada |  |  |  |  |  |  |  |
| Arantxa | Entra | Salvada  | Líder     | Salvada   | Salvada   | Líder     | Salvada   | Salvada   | Nominada  | Líder     | Salvada   | Salvada   | Salvada   | Salvada   | Nominada  | Nominada  | Expulsada |           |  |  |  |  |  |  |  |
| Mario   | Entra | Nominado | Salvado   | Salvado   | Salvado   | Salvado   | Salvado   | Salvado   | Líder     | Salvado   | Nominado  | Líder     | Salvado   | Nominado  | Nominado  | Expulsado |           |           |  |  |  |  |  |  |  |
| Gorka   | Entra | Salvado  | Salvado   | Salvado   | Nominado  | Nominado  | Nominado  | Nominado  | Salvado   | Salvado   | Salvado   | Salvado   | Salvado   | Nominado  | Expulsado |           |           |           |  |  |  |  |  |  |  |
| Pedro   | Entra | Salvado  | Salvado   | Salvado   | Líder     | Salvado   | Salvado   | Nominado  | Salvado   | Salvado   | Líder     | Nominado  | Nominado  | Expulsado |           |           |           |           |  |  |  |  |  |  |  |
| Zayra   | Entra | Salvada  | Salvada   | Salvada   | Salvada   | Salvada   | Salvada   | Salvada   | Líder     | Nominada  | Nominada  | Nominada  | Expulsada |           |           |           |           |           |  |  |  |  |  |  |  |
| Arkano  | Entra | Salvado  | Líder     | Salvado   | Salvado   | Salvado   | Salvado   | Salvado   | Salvado   | Nominado  | Nominado  | Expulsado |           |           |           |           |           |           |  |  |  |  |  |  |  |
| Carmen  | Entra | Nominada | Nominada  | Nominada  | Nominada  | Nominada  | Nominada  | Nominada  | Nominada  | Nominada  | Expulsada |           |           |           |           |           |           |           |  |  |  |  |  |  |  |
| Kiko    | Entra | Salvado  | Salvado   | Líder     | Salvado   | Salvado   | Nominado  | Salvado   | Nominado  | Expulsado |           |           |           |           |           |           |           |           |  |  |  |  |  |  |  |
| Torres  | Entra | Salvado  | Salvado   | Nominado  | Nominado  | Nominado  | Salvado   | Nominado  | Expulsado |           |           |           |           |           |           |           |           |           |  |  |  |  |  |  |  |
| Blanca  | Entra | Salvada  | Salvada   | Salvada   | Salvada   | Salvada   | Nominada  | Expulsada |           |           |           |           |           |           |           |           |           |           |  |  |  |  |  |  |  |
| Lorena  | Entra | Salvada  | Salvada   | Salvada   | Líder     | Nominada  | Expulsada |           |           |           |           |           |           |           |           |           |           |           |  |  |  |  |  |  |  |
| Kike    | Entra | Salvado  | Nominado  | Nominado  | Nominado  | Expulsado |           |           |           |           |           |           |           |           |           |           |           |           |  |  |  |  |  |  |  |
| Javier  | Entra | Nominado | Nominado  | Nominado  | Expulsado |           |           |           |           |           |           |           |           |           |           |           |           |           |  |  |  |  |  |  |  |
| Rocío   | Entra | Salvada  | Nominada  | Expulsada |           |           |           |           |           |           |           |           |           |           |           |           |           |           |  |  |  |  |  |  |  |
| Ángel   | Entra | Nominado | Expulsado |           |           |           |           |           |           |           |           |           |           |           |           |           |           |           |  |  |  |  |  |  |  |

## Palmarès Supervivientes
| Edició                                | Data | Presentador/a en plató           | Presentador/a a l'illa        | Canal d'emissió | Guanyador/a          | Subcampió/na       | Tercer/a           |
| ------------------------------------- | ---- | -------------------------------- | ----------------------------- | --------------- | -------------------- | ------------------ | ------------------ |
| Supervivientes: Expedición Robinson   | 2000 | -                                | Juanma López Iturriaga        | Telecinco       | Xavier Monjonell     | María Elena García | Aketza Sánchez     |
| Supervivientes: Expedición Robinson 2 | 2001 | Paco Lobatón                     | Juanma López Iturriaga        | Telecinco       | Alfredo Cortina      | Antonio Amate      | Esther Barcena     |
| La Isla de los FamoS.O.S.             | 2003 | Alonso Caparrós                  | Paula Vázquez                 | Antena 3        | Daniela Cardone      | Ismael Beiro       | Miguel Temprano    |
| La Isla de los FamoS.O.S. 2           | 2003 | Nuria Roca                       | Paula Vázquez                 | Antena 3        | Felipe López         | María Pineda (†)   | Marc Ostarcevic    |
| La Selva de los FamoS.O.S.            | 2004 | Nuria Roca                       | Paula Vázquez                 | Antena 3        | José Antonio Canales | Miki Oca           | José Manuel Soto   |
| Aventura en África                    | 2005 | Nuria Roca                       | Paula Vázquez                 | Antena 3        | Víctor Janeiro       | Raquel Muriel      | Javier Castillejo  |
| Supervivientes: Perdidos en el Caribe | 2006 | Jesús Vázquez Martínez           | José María Iñigo              | Telecinco       | Carmen Russo         | Verónica Romero    | Jesús de Manuel    |
| Supervivientes: Perdidos en Honduras  | 2007 | Jesús Vázquez                    | Mario Picazo                  | Telecinco       | Nilo Manrique        | Juanito Oiarzabal  | Rebecca Loos       |
| Supervivientes: Perdidos en Honduras  | 2008 | Jesús Vázquez                    | Mario Picazo / Óscar Martínez | Telecinco       | Miriam Sánchez       | Leo Segarra        | Lely Céspedes      |
| Supervivientes: Perdidos en Honduras  | 2009 | Jesús Vázquez / Christian Gálvez | Mario Picazo                  | Telecinco       | Maite Zúñiga         | Matías Fernández   | Ivonne Orsini      |
| Supervivientes: Perdidos en Nicaragua | 2010 | Jesús Vázquez                    | Eva González                  | Telecinco       | Mª José Fernández    | Deborah Arenas     | Javier Parrado     |
| Supervivientes: Perdidos en Honduras  | 2011 | Jorge Javier Vázquez             | Raquel Sánchez Silva          | Telecinco       | Rosa Benito          | Rosi Arcas         | Tatiana Delgado    |
| Supervivientes: Honduras              | 2014 | Jorge Javier Vázquez             | Raquel Sánchez Silva          | Telecinco       | Abraham García       | Rafa Lomana        | Yong Li            |
| Supervivientes: Honduras              | 2015 | Jorge Javier Vázquez             | Lara Álvarez                  | Telecinco       | Christopher Mateo    | Nacho Vidal        | Rubén López        |
| Supervivientes: Honduras              | 2016 | Jorge Javier Vázquez             | Lara Álvarez                  | Telecinco       | Jorge Díaz           | Yola Berrocal      | Mila Ximénez       |
| Supervivientes: Honduras              | 2017 | Jorge Javier Vázquez             | Lara Álvarez                  | Telecinco       | José Luis Losa       | Alba Carrillo      | Laura Matamoros    |
| Supervivientes: Honduras              | 2018 | Jorge Javier Vázquez             | Lara Álvarez                  | Telecinco       | Sofía Suescun        | Logan Sampedro     | Raquel Mosquera    |
| Supervivientes: Honduras              | 2019 | Jorge Javier Vázquez             | Lara Álvarez                  | Telecinco       | Omar Montes          | Albert Álvarez     | Fabio Colloricchio |
| Supervivientes: Honduras              | 2020 | Jorge Javier Vázquez             | Lara Álvarez                  | Telecinco       |                      |                    |                    |

## Audiència mitjana de totes les edicions
| Edició                                       | Data | Cadena    | Espectadors | Quota | Gala Final        |
| -------------------------------------------- | ---- | --------- | ----------- | ----- | ----------------- |
| [ 1 ] Supervivientes: Expedición Robinson    | 2000 | Telecinco | 2.880.000   | 21,9% | 4.265.000 28,3%   |
| [ 2 ] Supervivientes: Expedición Robinson    | 2001 | Telecinco | 3.350.000   | 21,9% | 3.208.000 24,7%   |
| [ 3 ] La Isla de los FamoS.O.S.              | 2003 | Antena 3  | 2.571.000   | 22,3% | 4.573.000 30,8%   |
| [ 4 ] La Isla de los FamoS.O.S. 2            | 2003 | Antena 3  | 2.392.000   | 21,5% | 2.797.000 27,5%   |
| [ 5 ] La Selva de los FamoS.O.S.             | 2004 | Antena 3  | 2.464.000   | 23,3% | 3.587.000 29,1%   |
| [ 6 ] Aventura en África                     | 2005 | Antena 3  | 2.530.000   | 21,5% | 3.752.000 24,3%   |
| [ 7 ] Supervivientes: Perdidos en el Caribe  | 2006 | Telecinco | 3.311.000   | 23,9% | 3.661.000 30,8%   |
| [ 8 ] Supervivientes: Perdidos en Honduras   | 2007 | Telecinco | 3.314.000   | 25,0% | 3.773.000 29,0%   |
| [ 9 ] Supervivientes: Perdidos en Honduras   | 2008 | Telecinco | 3.524.000   | 27,0% | 4.351.000 31,4%   |
| [ 10 ] Supervivientes: Perdidos en Honduras  | 2009 | Telecinco | 2.912.000   | 20,7% | 3.036.000 22,8%   |
| [ 11 ] Supervivientes: Perdidos en Nicaragua | 2010 | Telecinco | 2.368.000   | 17,5% | 2.095.000 19,1%   |
| [ 12 ] Supervivientes: Perdidos en Honduras  | 2011 | Telecinco | 3.690.000   | 27,8% | 4.473.000 38,8%   |
| [ 13 ] Supervivientes: Honduras              | 2014 | Telecinco | 2.900.000   | 21,5% | 4.492.000 22,2%   |
| [ 14 ] Supervivientes: Honduras              | 2015 | Telecinco | 3.346.000   | 27,3% | 3.437.000 28,7%   |
| [ 15 ] Supervivientes: Honduras              | 2016 | Telecinco | 3.083.000   | 26,4% | 3.263.000 28,3%   |
| [ 16 ] Supervivientes: Honduras              | 2017 | Telecinco | 2.901.000   | 26,4% | 3.441.000 33,1%   |
| [ 17 ] Supervivientes: Honduras              | 2018 | Telecinco | 3.312.000   | 29,2% | 4.194.000 35,0%   |
| [ 18 ] Supervivientes: Honduras              | 2019 | Telecinco | 3.511.000   | 33,7% | 4.103.000 40,6%   |
| [ 19 ] Supervivientes: Honduras              | 2020 | Telecinco | 3.482.000   | 29,0% | 3.966.000 (34,4%) |
| [ 19 ] Supervivientes: Honduras              | 2021 | Telecinco | 2.348.000   | 26,0% | 2.510.000 (26,0%) |
| [ 19 ] Supervivientes: Honduras              | 2022 | Telecinco | 2.009.000   | 20,2% | 2.216.000 (27,4%) |
| [ 19 ] Supervivientes: Honduras              | 2023 | Telecinco | 1.617.000   | 17,5% | 1.634.000 (19,1%) |
| [ 19 ] Supervivientes: Honduras              | 2024 | Telecinco | 1.473.000   | 19,8% |                   |

## Premis i nominacions
TP d'Or
| Any  | Categoria              | Resultat  |
| ---- | ---------------------- | --------- |
| 2003 | Millor concurs reality | Nominat   |
| 2011 | Millor reality         | Guanyador |